# Ligue Europa 2018-2019
Navigation
Édition précédente Édition suivante
La Ligue Europa 2018-2019 est la quarante-huitième édition de la seconde plus prestigieuse coupe européenne des clubs européens, la neuvième sous le nom de Ligue Europa. Créée par l'UEFA, les éliminatoires de la compétition sont ouverts aux clubs de football des associations membres de l'UEFA, qualifiés en fonction de leurs bons résultats en championnat ou coupe nationale.
Le vainqueur de la Ligue Europa se qualifie pour la Supercoupe de l'UEFA 2019 ainsi que pour la phase de groupes de la Ligue des champions de l'UEFA 2019-2020.
La finale se tient le mercredi 29 mai 2019 au stade olympique de Bakou. Elle est remportée par Chelsea qui bat son rival londonien Arsenal sur le score de 4-1.

## Participants
158 équipes provenant de 55 associations membres de l'UEFA participeront à la Ligue Europa 2018‑2019.
La liste d'accès est modifiée dans le cadre de l'évolution des compétitions interclubs de l’UEFA pour le cycle 2018-21.

### Nombre de places par association
La répartition pour la saison 2018-2019 est la suivante :
- Les associations aux places 1 à 51 du classement UEFA 2017 ont 3 clubs qualifiés – à l'exception de celle du Liechtenstein (classé 32e) avec un seul club qualifié
- Les associations aux places 52 à 54 ont 2 clubs qualifiés
- L'association à la place 55 et le Liechtenstein ont 1 club qualifié
- 57 équipes éliminées de la Ligue des champions 2018-2019 sont repêchées dans cette compétition. Une nouveauté apparaît dans les tours de qualifications : les équipes championnes de leur pays se rencontrent exclusivement entre elles lors de cette phase.

### Règles de distribution des places par association nationale
Les places attribuées par association nationale vont par ordre de priorité :
- à l'équipe vainqueur de la coupe nationale ;
- aux équipes les mieux classées dans les championnats nationaux et non qualifiées en Ligue des champions ;
- à l'équipe vainqueur de la coupe de la Ligue (Angleterre et France).

Cet ordre de priorité détermine le tour préliminaire d'entrée le plus tardif en qualifications et pour la phase de groupes de la Ligue Europa. Les vainqueurs des coupes nationales des associations classées aux douze premières places du classement UEFA 2017 (Espagne, Allemagne, Angleterre, Italie, France, Russie, Portugal, Ukraine, Belgique, Turquie, République tchèque et Suisse), le quatrième du championnat de l'association classée cinquième (France) et le cinquième du championnat des associations 1 à 4 (Espagne, Allemagne, Angleterre et Italie) sont directement qualifiés pour la phase de groupes.

### Clubs participants
| Seizièmes de finale | Seizièmes de finale | Seizièmes de finale | Seizièmes de finale | Seizièmes de finale | Seizièmes de finale | Seizièmes de finale | Seizièmes de finale | Seizièmes de finale | Seizièmes de finale | Seizièmes de finale | Seizièmes de finale | Seizièmes de finale | Seizièmes de finale | Seizièmes de finale | Seizièmes de finale |
| --- | --- | --- | --- | --- | --- | --- | --- | --- | --- | --- | --- | --- | --- | --- | --- |
| - 4 « meilleurs troisièmes » repêchés de la phase de groupes de la Ligue des champions : - SSC Naples (78.000) - Valence CF (36.000) - Inter Milan (16.000) - Benfica Lisbonne (80.000) | - 4 « meilleurs troisièmes » repêchés de la phase de groupes de la Ligue des champions : - SSC Naples (78.000) - Valence CF (36.000) - Inter Milan (16.000) - Benfica Lisbonne (80.000) | - 4 « meilleurs troisièmes » repêchés de la phase de groupes de la Ligue des champions : - SSC Naples (78.000) - Valence CF (36.000) - Inter Milan (16.000) - Benfica Lisbonne (80.000) | - 4 « meilleurs troisièmes » repêchés de la phase de groupes de la Ligue des champions : - SSC Naples (78.000) - Valence CF (36.000) - Inter Milan (16.000) - Benfica Lisbonne (80.000) | - 4 « meilleurs troisièmes » repêchés de la phase de groupes de la Ligue des champions : - SSC Naples (78.000) - Valence CF (36.000) - Inter Milan (16.000) - Benfica Lisbonne (80.000) | - 4 « meilleurs troisièmes » repêchés de la phase de groupes de la Ligue des champions : - SSC Naples (78.000) - Valence CF (36.000) - Inter Milan (16.000) - Benfica Lisbonne (80.000) | - 4 « meilleurs troisièmes » repêchés de la phase de groupes de la Ligue des champions : - SSC Naples (78.000) - Valence CF (36.000) - Inter Milan (16.000) - Benfica Lisbonne (80.000) | - 4 « meilleurs troisièmes » repêchés de la phase de groupes de la Ligue des champions : - SSC Naples (78.000) - Valence CF (36.000) - Inter Milan (16.000) - Benfica Lisbonne (80.000) | - 4 « moins bons troisièmes » repêchés de la phase de groupes de la Ligue des champions : - Viktoria Plzeň (33.000) - Club Bruges (29.500) - Chakhtar Donetsk (81.000) - Galatasaray SK (29.500) | - 4 « moins bons troisièmes » repêchés de la phase de groupes de la Ligue des champions : - Viktoria Plzeň (33.000) - Club Bruges (29.500) - Chakhtar Donetsk (81.000) - Galatasaray SK (29.500) | - 4 « moins bons troisièmes » repêchés de la phase de groupes de la Ligue des champions : - Viktoria Plzeň (33.000) - Club Bruges (29.500) - Chakhtar Donetsk (81.000) - Galatasaray SK (29.500) | - 4 « moins bons troisièmes » repêchés de la phase de groupes de la Ligue des champions : - Viktoria Plzeň (33.000) - Club Bruges (29.500) - Chakhtar Donetsk (81.000) - Galatasaray SK (29.500) | - 4 « moins bons troisièmes » repêchés de la phase de groupes de la Ligue des champions : - Viktoria Plzeň (33.000) - Club Bruges (29.500) - Chakhtar Donetsk (81.000) - Galatasaray SK (29.500) | - 4 « moins bons troisièmes » repêchés de la phase de groupes de la Ligue des champions : - Viktoria Plzeň (33.000) - Club Bruges (29.500) - Chakhtar Donetsk (81.000) - Galatasaray SK (29.500) | - 4 « moins bons troisièmes » repêchés de la phase de groupes de la Ligue des champions : - Viktoria Plzeň (33.000) - Club Bruges (29.500) - Chakhtar Donetsk (81.000) - Galatasaray SK (29.500) | - 4 « moins bons troisièmes » repêchés de la phase de groupes de la Ligue des champions : - Viktoria Plzeň (33.000) - Club Bruges (29.500) - Chakhtar Donetsk (81.000) - Galatasaray SK (29.500) |
| Phase de groupes | | | | | | | | | | | | | | | |
| - Villarreal CF (52.000) 5e d'Espagne en 2017-2018 - Bétis Séville (21.399) 6e d'Espagne en 2017-2018 - Eintracht Francfort (14.285) Vainqueur de la Coupe d'Allemagne en 2017-2018 - Bayer Leverkusen (66.000) 5e d'Allemagne en 2017-2018 - Chelsea FC (82.000) Vainqueur de la Coupe d'Angleterre 2017-2018 - Arsenal FC (93.000) 6e d'Angleterre en 2017-2018 - Lazio Rome (41.000) 5e d'Italie en 2017-2018 - AC Milan (28.000) 6e d'Italie en 2017-2018 - Olympique de Marseille (32.000) 4e de France en 2017-2018 - Stade rennais FC (11.283) 5e de France en 2017-2018 - FK Krasnodar (23.500) 4e de Russie en 2017-2018 - Sporting CP (40.000) 3e du Portugal en 2017-2018 - Vorskla Poltava (8.226) 3e d'Ukraine en 2017-2018 - RSC Anderlecht (48.000) 3e de Belgique en 2017-2018 - Akhisar Belediyespor (7.160) Vainqueur de la Coupe de Turquie 2017-2018 - FK Jablonec (6.035) 3e de République tchèque en 2017-2018 - FC Zurich (12.000) Vainqueur de la Coupe de Suisse 2017-2018 | - Villarreal CF (52.000) 5e d'Espagne en 2017-2018 - Bétis Séville (21.399) 6e d'Espagne en 2017-2018 - Eintracht Francfort (14.285) Vainqueur de la Coupe d'Allemagne en 2017-2018 - Bayer Leverkusen (66.000) 5e d'Allemagne en 2017-2018 - Chelsea FC (82.000) Vainqueur de la Coupe d'Angleterre 2017-2018 - Arsenal FC (93.000) 6e d'Angleterre en 2017-2018 - Lazio Rome (41.000) 5e d'Italie en 2017-2018 - AC Milan (28.000) 6e d'Italie en 2017-2018 - Olympique de Marseille (32.000) 4e de France en 2017-2018 - Stade rennais FC (11.283) 5e de France en 2017-2018 - FK Krasnodar (23.500) 4e de Russie en 2017-2018 - Sporting CP (40.000) 3e du Portugal en 2017-2018 - Vorskla Poltava (8.226) 3e d'Ukraine en 2017-2018 - RSC Anderlecht (48.000) 3e de Belgique en 2017-2018 - Akhisar Belediyespor (7.160) Vainqueur de la Coupe de Turquie 2017-2018 - FK Jablonec (6.035) 3e de République tchèque en 2017-2018 - FC Zurich (12.000) Vainqueur de la Coupe de Suisse 2017-2018 | - Villarreal CF (52.000) 5e d'Espagne en 2017-2018 - Bétis Séville (21.399) 6e d'Espagne en 2017-2018 - Eintracht Francfort (14.285) Vainqueur de la Coupe d'Allemagne en 2017-2018 - Bayer Leverkusen (66.000) 5e d'Allemagne en 2017-2018 - Chelsea FC (82.000) Vainqueur de la Coupe d'Angleterre 2017-2018 - Arsenal FC (93.000) 6e d'Angleterre en 2017-2018 - Lazio Rome (41.000) 5e d'Italie en 2017-2018 - AC Milan (28.000) 6e d'Italie en 2017-2018 - Olympique de Marseille (32.000) 4e de France en 2017-2018 - Stade rennais FC (11.283) 5e de France en 2017-2018 - FK Krasnodar (23.500) 4e de Russie en 2017-2018 - Sporting CP (40.000) 3e du Portugal en 2017-2018 - Vorskla Poltava (8.226) 3e d'Ukraine en 2017-2018 - RSC Anderlecht (48.000) 3e de Belgique en 2017-2018 - Akhisar Belediyespor (7.160) Vainqueur de la Coupe de Turquie 2017-2018 - FK Jablonec (6.035) 3e de République tchèque en 2017-2018 - FC Zurich (12.000) Vainqueur de la Coupe de Suisse 2017-2018 | - Villarreal CF (52.000) 5e d'Espagne en 2017-2018 - Bétis Séville (21.399) 6e d'Espagne en 2017-2018 - Eintracht Francfort (14.285) Vainqueur de la Coupe d'Allemagne en 2017-2018 - Bayer Leverkusen (66.000) 5e d'Allemagne en 2017-2018 - Chelsea FC (82.000) Vainqueur de la Coupe d'Angleterre 2017-2018 - Arsenal FC (93.000) 6e d'Angleterre en 2017-2018 - Lazio Rome (41.000) 5e d'Italie en 2017-2018 - AC Milan (28.000) 6e d'Italie en 2017-2018 - Olympique de Marseille (32.000) 4e de France en 2017-2018 - Stade rennais FC (11.283) 5e de France en 2017-2018 - FK Krasnodar (23.500) 4e de Russie en 2017-2018 - Sporting CP (40.000) 3e du Portugal en 2017-2018 - Vorskla Poltava (8.226) 3e d'Ukraine en 2017-2018 - RSC Anderlecht (48.000) 3e de Belgique en 2017-2018 - Akhisar Belediyespor (7.160) Vainqueur de la Coupe de Turquie 2017-2018 - FK Jablonec (6.035) 3e de République tchèque en 2017-2018 - FC Zurich (12.000) Vainqueur de la Coupe de Suisse 2017-2018 | - Villarreal CF (52.000) 5e d'Espagne en 2017-2018 - Bétis Séville (21.399) 6e d'Espagne en 2017-2018 - Eintracht Francfort (14.285) Vainqueur de la Coupe d'Allemagne en 2017-2018 - Bayer Leverkusen (66.000) 5e d'Allemagne en 2017-2018 - Chelsea FC (82.000) Vainqueur de la Coupe d'Angleterre 2017-2018 - Arsenal FC (93.000) 6e d'Angleterre en 2017-2018 - Lazio Rome (41.000) 5e d'Italie en 2017-2018 - AC Milan (28.000) 6e d'Italie en 2017-2018 - Olympique de Marseille (32.000) 4e de France en 2017-2018 - Stade rennais FC (11.283) 5e de France en 2017-2018 - FK Krasnodar (23.500) 4e de Russie en 2017-2018 - Sporting CP (40.000) 3e du Portugal en 2017-2018 - Vorskla Poltava (8.226) 3e d'Ukraine en 2017-2018 - RSC Anderlecht (48.000) 3e de Belgique en 2017-2018 - Akhisar Belediyespor (7.160) Vainqueur de la Coupe de Turquie 2017-2018 - FK Jablonec (6.035) 3e de République tchèque en 2017-2018 - FC Zurich (12.000) Vainqueur de la Coupe de Suisse 2017-2018 | - Villarreal CF (52.000) 5e d'Espagne en 2017-2018 - Bétis Séville (21.399) 6e d'Espagne en 2017-2018 - Eintracht Francfort (14.285) Vainqueur de la Coupe d'Allemagne en 2017-2018 - Bayer Leverkusen (66.000) 5e d'Allemagne en 2017-2018 - Chelsea FC (82.000) Vainqueur de la Coupe d'Angleterre 2017-2018 - Arsenal FC (93.000) 6e d'Angleterre en 2017-2018 - Lazio Rome (41.000) 5e d'Italie en 2017-2018 - AC Milan (28.000) 6e d'Italie en 2017-2018 - Olympique de Marseille (32.000) 4e de France en 2017-2018 - Stade rennais FC (11.283) 5e de France en 2017-2018 - FK Krasnodar (23.500) 4e de Russie en 2017-2018 - Sporting CP (40.000) 3e du Portugal en 2017-2018 - Vorskla Poltava (8.226) 3e d'Ukraine en 2017-2018 - RSC Anderlecht (48.000) 3e de Belgique en 2017-2018 - Akhisar Belediyespor (7.160) Vainqueur de la Coupe de Turquie 2017-2018 - FK Jablonec (6.035) 3e de République tchèque en 2017-2018 - FC Zurich (12.000) Vainqueur de la Coupe de Suisse 2017-2018 | - Villarreal CF (52.000) 5e d'Espagne en 2017-2018 - Bétis Séville (21.399) 6e d'Espagne en 2017-2018 - Eintracht Francfort (14.285) Vainqueur de la Coupe d'Allemagne en 2017-2018 - Bayer Leverkusen (66.000) 5e d'Allemagne en 2017-2018 - Chelsea FC (82.000) Vainqueur de la Coupe d'Angleterre 2017-2018 - Arsenal FC (93.000) 6e d'Angleterre en 2017-2018 - Lazio Rome (41.000) 5e d'Italie en 2017-2018 - AC Milan (28.000) 6e d'Italie en 2017-2018 - Olympique de Marseille (32.000) 4e de France en 2017-2018 - Stade rennais FC (11.283) 5e de France en 2017-2018 - FK Krasnodar (23.500) 4e de Russie en 2017-2018 - Sporting CP (40.000) 3e du Portugal en 2017-2018 - Vorskla Poltava (8.226) 3e d'Ukraine en 2017-2018 - RSC Anderlecht (48.000) 3e de Belgique en 2017-2018 - Akhisar Belediyespor (7.160) Vainqueur de la Coupe de Turquie 2017-2018 - FK Jablonec (6.035) 3e de République tchèque en 2017-2018 - FC Zurich (12.000) Vainqueur de la Coupe de Suisse 2017-2018 | - Villarreal CF (52.000) 5e d'Espagne en 2017-2018 - Bétis Séville (21.399) 6e d'Espagne en 2017-2018 - Eintracht Francfort (14.285) Vainqueur de la Coupe d'Allemagne en 2017-2018 - Bayer Leverkusen (66.000) 5e d'Allemagne en 2017-2018 - Chelsea FC (82.000) Vainqueur de la Coupe d'Angleterre 2017-2018 - Arsenal FC (93.000) 6e d'Angleterre en 2017-2018 - Lazio Rome (41.000) 5e d'Italie en 2017-2018 - AC Milan (28.000) 6e d'Italie en 2017-2018 - Olympique de Marseille (32.000) 4e de France en 2017-2018 - Stade rennais FC (11.283) 5e de France en 2017-2018 - FK Krasnodar (23.500) 4e de Russie en 2017-2018 - Sporting CP (40.000) 3e du Portugal en 2017-2018 - Vorskla Poltava (8.226) 3e d'Ukraine en 2017-2018 - RSC Anderlecht (48.000) 3e de Belgique en 2017-2018 - Akhisar Belediyespor (7.160) Vainqueur de la Coupe de Turquie 2017-2018 - FK Jablonec (6.035) 3e de République tchèque en 2017-2018 - FC Zurich (12.000) Vainqueur de la Coupe de Suisse 2017-2018 | - 4 champions repêchés des barrages de la Ligue des champions : - Red Bull Salzbourg (55.500) - BATE Borisov (20.500) - Dinamo Zagreb (17.500) - Vidi FC (4.250) - 2 non-champions repêchés des barrages de la Ligue des champions : - Dynamo Kiev (62.000) - PAOK Salonique (29.500) - 4 non-champions repêchés du 3e tour de qualification de la Ligue des champions : - Fenerbahçe (23.500) - Spartak Moscou (13.500) - Standard de Liège (12.500) - Slavia Prague (7.500) | - 4 champions repêchés des barrages de la Ligue des champions : - Red Bull Salzbourg (55.500) - BATE Borisov (20.500) - Dinamo Zagreb (17.500) - Vidi FC (4.250) - 2 non-champions repêchés des barrages de la Ligue des champions : - Dynamo Kiev (62.000) - PAOK Salonique (29.500) - 4 non-champions repêchés du 3e tour de qualification de la Ligue des champions : - Fenerbahçe (23.500) - Spartak Moscou (13.500) - Standard de Liège (12.500) - Slavia Prague (7.500) | - 4 champions repêchés des barrages de la Ligue des champions : - Red Bull Salzbourg (55.500) - BATE Borisov (20.500) - Dinamo Zagreb (17.500) - Vidi FC (4.250) - 2 non-champions repêchés des barrages de la Ligue des champions : - Dynamo Kiev (62.000) - PAOK Salonique (29.500) - 4 non-champions repêchés du 3e tour de qualification de la Ligue des champions : - Fenerbahçe (23.500) - Spartak Moscou (13.500) - Standard de Liège (12.500) - Slavia Prague (7.500) | - 4 champions repêchés des barrages de la Ligue des champions : - Red Bull Salzbourg (55.500) - BATE Borisov (20.500) - Dinamo Zagreb (17.500) - Vidi FC (4.250) - 2 non-champions repêchés des barrages de la Ligue des champions : - Dynamo Kiev (62.000) - PAOK Salonique (29.500) - 4 non-champions repêchés du 3e tour de qualification de la Ligue des champions : - Fenerbahçe (23.500) - Spartak Moscou (13.500) - Standard de Liège (12.500) - Slavia Prague (7.500) | - 4 champions repêchés des barrages de la Ligue des champions : - Red Bull Salzbourg (55.500) - BATE Borisov (20.500) - Dinamo Zagreb (17.500) - Vidi FC (4.250) - 2 non-champions repêchés des barrages de la Ligue des champions : - Dynamo Kiev (62.000) - PAOK Salonique (29.500) - 4 non-champions repêchés du 3e tour de qualification de la Ligue des champions : - Fenerbahçe (23.500) - Spartak Moscou (13.500) - Standard de Liège (12.500) - Slavia Prague (7.500) | - 4 champions repêchés des barrages de la Ligue des champions : - Red Bull Salzbourg (55.500) - BATE Borisov (20.500) - Dinamo Zagreb (17.500) - Vidi FC (4.250) - 2 non-champions repêchés des barrages de la Ligue des champions : - Dynamo Kiev (62.000) - PAOK Salonique (29.500) - 4 non-champions repêchés du 3e tour de qualification de la Ligue des champions : - Fenerbahçe (23.500) - Spartak Moscou (13.500) - Standard de Liège (12.500) - Slavia Prague (7.500) | - 4 champions repêchés des barrages de la Ligue des champions : - Red Bull Salzbourg (55.500) - BATE Borisov (20.500) - Dinamo Zagreb (17.500) - Vidi FC (4.250) - 2 non-champions repêchés des barrages de la Ligue des champions : - Dynamo Kiev (62.000) - PAOK Salonique (29.500) - 4 non-champions repêchés du 3e tour de qualification de la Ligue des champions : - Fenerbahçe (23.500) - Spartak Moscou (13.500) - Standard de Liège (12.500) - Slavia Prague (7.500) | - 4 champions repêchés des barrages de la Ligue des champions : - Red Bull Salzbourg (55.500) - BATE Borisov (20.500) - Dinamo Zagreb (17.500) - Vidi FC (4.250) - 2 non-champions repêchés des barrages de la Ligue des champions : - Dynamo Kiev (62.000) - PAOK Salonique (29.500) - 4 non-champions repêchés du 3e tour de qualification de la Ligue des champions : - Fenerbahçe (23.500) - Spartak Moscou (13.500) - Standard de Liège (12.500) - Slavia Prague (7.500) |
| Barrages | | | | | | | | | | | | | | | |
| Voie des champions - 6 champions repêchés du 3e tour de qualification de la Ligue des champions : - Celtic Glasgow (31.000) - FK Astana (21.750) - Qarabağ FK (20.500) - Malmö FF (14.000) - Spartak Trnava (3.500) - KF Shkëndija (3.375) | Voie des champions - 6 champions repêchés du 3e tour de qualification de la Ligue des champions : - Celtic Glasgow (31.000) - FK Astana (21.750) - Qarabağ FK (20.500) - Malmö FF (14.000) - Spartak Trnava (3.500) - KF Shkëndija (3.375) | Voie des champions - 6 champions repêchés du 3e tour de qualification de la Ligue des champions : - Celtic Glasgow (31.000) - FK Astana (21.750) - Qarabağ FK (20.500) - Malmö FF (14.000) - Spartak Trnava (3.500) - KF Shkëndija (3.375) | Voie des champions - 6 champions repêchés du 3e tour de qualification de la Ligue des champions : - Celtic Glasgow (31.000) - FK Astana (21.750) - Qarabağ FK (20.500) - Malmö FF (14.000) - Spartak Trnava (3.500) - KF Shkëndija (3.375) | Voie des champions - 6 champions repêchés du 3e tour de qualification de la Ligue des champions : - Celtic Glasgow (31.000) - FK Astana (21.750) - Qarabağ FK (20.500) - Malmö FF (14.000) - Spartak Trnava (3.500) - KF Shkëndija (3.375) | Voie des champions - 6 champions repêchés du 3e tour de qualification de la Ligue des champions : - Celtic Glasgow (31.000) - FK Astana (21.750) - Qarabağ FK (20.500) - Malmö FF (14.000) - Spartak Trnava (3.500) - KF Shkëndija (3.375) | Voie des champions - 6 champions repêchés du 3e tour de qualification de la Ligue des champions : - Celtic Glasgow (31.000) - FK Astana (21.750) - Qarabağ FK (20.500) - Malmö FF (14.000) - Spartak Trnava (3.500) - KF Shkëndija (3.375) | Voie des champions - 6 champions repêchés du 3e tour de qualification de la Ligue des champions : - Celtic Glasgow (31.000) - FK Astana (21.750) - Qarabağ FK (20.500) - Malmö FF (14.000) - Spartak Trnava (3.500) - KF Shkëndija (3.375) | Voie principale Aucune entrée | Voie principale Aucune entrée | Voie principale Aucune entrée | Voie principale Aucune entrée | Voie principale Aucune entrée | Voie principale Aucune entrée | Voie principale Aucune entrée | Voie principale Aucune entrée |
| Troisième tour de qualification | | | | | | | | | | | | | | | |
| Voie des champions - 10 champions repêchés du 2e tour de qualification de la Ligue des champions : - Ludogorets Razgrad (37.000) - Legia Varsovie (24.500) - Sheriff Tiraspol (14.750) - FC Midtjylland (11.500) - Hapoel Beer-Sheva (10.000) - Rosenborg BK (9.000) - HJK Helsinki (8.000) - FK Kukësi (4.250) - CFR Cluj (4.090) - Sūduva Marijampolė (2.000) | Voie des champions - 10 champions repêchés du 2e tour de qualification de la Ligue des champions : - Ludogorets Razgrad (37.000) - Legia Varsovie (24.500) - Sheriff Tiraspol (14.750) - FC Midtjylland (11.500) - Hapoel Beer-Sheva (10.000) - Rosenborg BK (9.000) - HJK Helsinki (8.000) - FK Kukësi (4.250) - CFR Cluj (4.090) - Sūduva Marijampolė (2.000) | Voie des champions - 10 champions repêchés du 2e tour de qualification de la Ligue des champions : - Ludogorets Razgrad (37.000) - Legia Varsovie (24.500) - Sheriff Tiraspol (14.750) - FC Midtjylland (11.500) - Hapoel Beer-Sheva (10.000) - Rosenborg BK (9.000) - HJK Helsinki (8.000) - FK Kukësi (4.250) - CFR Cluj (4.090) - Sūduva Marijampolė (2.000) | Voie des champions - 10 champions repêchés du 2e tour de qualification de la Ligue des champions : - Ludogorets Razgrad (37.000) - Legia Varsovie (24.500) - Sheriff Tiraspol (14.750) - FC Midtjylland (11.500) - Hapoel Beer-Sheva (10.000) - Rosenborg BK (9.000) - HJK Helsinki (8.000) - FK Kukësi (4.250) - CFR Cluj (4.090) - Sūduva Marijampolė (2.000) | Voie des champions - 10 champions repêchés du 2e tour de qualification de la Ligue des champions : - Ludogorets Razgrad (37.000) - Legia Varsovie (24.500) - Sheriff Tiraspol (14.750) - FC Midtjylland (11.500) - Hapoel Beer-Sheva (10.000) - Rosenborg BK (9.000) - HJK Helsinki (8.000) - FK Kukësi (4.250) - CFR Cluj (4.090) - Sūduva Marijampolė (2.000) | Voie des champions - 10 champions repêchés du 2e tour de qualification de la Ligue des champions : - Ludogorets Razgrad (37.000) - Legia Varsovie (24.500) - Sheriff Tiraspol (14.750) - FC Midtjylland (11.500) - Hapoel Beer-Sheva (10.000) - Rosenborg BK (9.000) - HJK Helsinki (8.000) - FK Kukësi (4.250) - CFR Cluj (4.090) - Sūduva Marijampolė (2.000) | Voie des champions - 10 champions repêchés du 2e tour de qualification de la Ligue des champions : - Ludogorets Razgrad (37.000) - Legia Varsovie (24.500) - Sheriff Tiraspol (14.750) - FC Midtjylland (11.500) - Hapoel Beer-Sheva (10.000) - Rosenborg BK (9.000) - HJK Helsinki (8.000) - FK Kukësi (4.250) - CFR Cluj (4.090) - Sūduva Marijampolė (2.000) | Voie des champions - 10 champions repêchés du 2e tour de qualification de la Ligue des champions : - Ludogorets Razgrad (37.000) - Legia Varsovie (24.500) - Sheriff Tiraspol (14.750) - FC Midtjylland (11.500) - Hapoel Beer-Sheva (10.000) - Rosenborg BK (9.000) - HJK Helsinki (8.000) - FK Kukësi (4.250) - CFR Cluj (4.090) - Sūduva Marijampolė (2.000) | Voie principale - 2 non-champions repêchés du 2e tour de qualification de la Ligue des champions : - FC Bâle (71.000) - Sturm Graz (6.570) - Zénith Saint-Pétersbourg (78.000) 5e de Russie en 2017-2018 - Sporting Braga (30.500) 4e du Portugal en 2017-2018 - Zorya Louhansk (9.000) 4e d'Ukraine en 2017-2018 - La Gantoise (27.000) 4e de Belgique en 2017-2018 - İstanbul Başakşehir (8.500) 3e de Turquie en 2017-2018 - Sigma Olomouc (6.035) 4e de République tchèque en 2017-2018 - FC Lucerne (6.040) 3e de Suisse en 2017-2018 - Feyenoord Rotterdam (21.500) Vainqueur de la Coupe des Pays-Bas 2017-2018 - Olympiakos (54.000) 3e de Grèce en 2017-2018 - Rapid Vienne (21.500) 3e d'Autriche en 2017-2018 - HNK Rijeka (15.500) 2e de Croatie en 2017-2018 - CSU Craiova (4.090) Vainqueur de la Coupe de Roumanie 2017-2018 - Brøndby IF (5.190) Vainqueur de la Coupe du Danemark 2017-2018 | Voie principale - 2 non-champions repêchés du 2e tour de qualification de la Ligue des champions : - FC Bâle (71.000) - Sturm Graz (6.570) - Zénith Saint-Pétersbourg (78.000) 5e de Russie en 2017-2018 - Sporting Braga (30.500) 4e du Portugal en 2017-2018 - Zorya Louhansk (9.000) 4e d'Ukraine en 2017-2018 - La Gantoise (27.000) 4e de Belgique en 2017-2018 - İstanbul Başakşehir (8.500) 3e de Turquie en 2017-2018 - Sigma Olomouc (6.035) 4e de République tchèque en 2017-2018 - FC Lucerne (6.040) 3e de Suisse en 2017-2018 - Feyenoord Rotterdam (21.500) Vainqueur de la Coupe des Pays-Bas 2017-2018 - Olympiakos (54.000) 3e de Grèce en 2017-2018 - Rapid Vienne (21.500) 3e d'Autriche en 2017-2018 - HNK Rijeka (15.500) 2e de Croatie en 2017-2018 - CSU Craiova (4.090) Vainqueur de la Coupe de Roumanie 2017-2018 - Brøndby IF (5.190) Vainqueur de la Coupe du Danemark 2017-2018 | Voie principale - 2 non-champions repêchés du 2e tour de qualification de la Ligue des champions : - FC Bâle (71.000) - Sturm Graz (6.570) - Zénith Saint-Pétersbourg (78.000) 5e de Russie en 2017-2018 - Sporting Braga (30.500) 4e du Portugal en 2017-2018 - Zorya Louhansk (9.000) 4e d'Ukraine en 2017-2018 - La Gantoise (27.000) 4e de Belgique en 2017-2018 - İstanbul Başakşehir (8.500) 3e de Turquie en 2017-2018 - Sigma Olomouc (6.035) 4e de République tchèque en 2017-2018 - FC Lucerne (6.040) 3e de Suisse en 2017-2018 - Feyenoord Rotterdam (21.500) Vainqueur de la Coupe des Pays-Bas 2017-2018 - Olympiakos (54.000) 3e de Grèce en 2017-2018 - Rapid Vienne (21.500) 3e d'Autriche en 2017-2018 - HNK Rijeka (15.500) 2e de Croatie en 2017-2018 - CSU Craiova (4.090) Vainqueur de la Coupe de Roumanie 2017-2018 - Brøndby IF (5.190) Vainqueur de la Coupe du Danemark 2017-2018 | Voie principale - 2 non-champions repêchés du 2e tour de qualification de la Ligue des champions : - FC Bâle (71.000) - Sturm Graz (6.570) - Zénith Saint-Pétersbourg (78.000) 5e de Russie en 2017-2018 - Sporting Braga (30.500) 4e du Portugal en 2017-2018 - Zorya Louhansk (9.000) 4e d'Ukraine en 2017-2018 - La Gantoise (27.000) 4e de Belgique en 2017-2018 - İstanbul Başakşehir (8.500) 3e de Turquie en 2017-2018 - Sigma Olomouc (6.035) 4e de République tchèque en 2017-2018 - FC Lucerne (6.040) 3e de Suisse en 2017-2018 - Feyenoord Rotterdam (21.500) Vainqueur de la Coupe des Pays-Bas 2017-2018 - Olympiakos (54.000) 3e de Grèce en 2017-2018 - Rapid Vienne (21.500) 3e d'Autriche en 2017-2018 - HNK Rijeka (15.500) 2e de Croatie en 2017-2018 - CSU Craiova (4.090) Vainqueur de la Coupe de Roumanie 2017-2018 - Brøndby IF (5.190) Vainqueur de la Coupe du Danemark 2017-2018 | Voie principale - 2 non-champions repêchés du 2e tour de qualification de la Ligue des champions : - FC Bâle (71.000) - Sturm Graz (6.570) - Zénith Saint-Pétersbourg (78.000) 5e de Russie en 2017-2018 - Sporting Braga (30.500) 4e du Portugal en 2017-2018 - Zorya Louhansk (9.000) 4e d'Ukraine en 2017-2018 - La Gantoise (27.000) 4e de Belgique en 2017-2018 - İstanbul Başakşehir (8.500) 3e de Turquie en 2017-2018 - Sigma Olomouc (6.035) 4e de République tchèque en 2017-2018 - FC Lucerne (6.040) 3e de Suisse en 2017-2018 - Feyenoord Rotterdam (21.500) Vainqueur de la Coupe des Pays-Bas 2017-2018 - Olympiakos (54.000) 3e de Grèce en 2017-2018 - Rapid Vienne (21.500) 3e d'Autriche en 2017-2018 - HNK Rijeka (15.500) 2e de Croatie en 2017-2018 - CSU Craiova (4.090) Vainqueur de la Coupe de Roumanie 2017-2018 - Brøndby IF (5.190) Vainqueur de la Coupe du Danemark 2017-2018 | Voie principale - 2 non-champions repêchés du 2e tour de qualification de la Ligue des champions : - FC Bâle (71.000) - Sturm Graz (6.570) - Zénith Saint-Pétersbourg (78.000) 5e de Russie en 2017-2018 - Sporting Braga (30.500) 4e du Portugal en 2017-2018 - Zorya Louhansk (9.000) 4e d'Ukraine en 2017-2018 - La Gantoise (27.000) 4e de Belgique en 2017-2018 - İstanbul Başakşehir (8.500) 3e de Turquie en 2017-2018 - Sigma Olomouc (6.035) 4e de République tchèque en 2017-2018 - FC Lucerne (6.040) 3e de Suisse en 2017-2018 - Feyenoord Rotterdam (21.500) Vainqueur de la Coupe des Pays-Bas 2017-2018 - Olympiakos (54.000) 3e de Grèce en 2017-2018 - Rapid Vienne (21.500) 3e d'Autriche en 2017-2018 - HNK Rijeka (15.500) 2e de Croatie en 2017-2018 - CSU Craiova (4.090) Vainqueur de la Coupe de Roumanie 2017-2018 - Brøndby IF (5.190) Vainqueur de la Coupe du Danemark 2017-2018 | Voie principale - 2 non-champions repêchés du 2e tour de qualification de la Ligue des champions : - FC Bâle (71.000) - Sturm Graz (6.570) - Zénith Saint-Pétersbourg (78.000) 5e de Russie en 2017-2018 - Sporting Braga (30.500) 4e du Portugal en 2017-2018 - Zorya Louhansk (9.000) 4e d'Ukraine en 2017-2018 - La Gantoise (27.000) 4e de Belgique en 2017-2018 - İstanbul Başakşehir (8.500) 3e de Turquie en 2017-2018 - Sigma Olomouc (6.035) 4e de République tchèque en 2017-2018 - FC Lucerne (6.040) 3e de Suisse en 2017-2018 - Feyenoord Rotterdam (21.500) Vainqueur de la Coupe des Pays-Bas 2017-2018 - Olympiakos (54.000) 3e de Grèce en 2017-2018 - Rapid Vienne (21.500) 3e d'Autriche en 2017-2018 - HNK Rijeka (15.500) 2e de Croatie en 2017-2018 - CSU Craiova (4.090) Vainqueur de la Coupe de Roumanie 2017-2018 - Brøndby IF (5.190) Vainqueur de la Coupe du Danemark 2017-2018 | Voie principale - 2 non-champions repêchés du 2e tour de qualification de la Ligue des champions : - FC Bâle (71.000) - Sturm Graz (6.570) - Zénith Saint-Pétersbourg (78.000) 5e de Russie en 2017-2018 - Sporting Braga (30.500) 4e du Portugal en 2017-2018 - Zorya Louhansk (9.000) 4e d'Ukraine en 2017-2018 - La Gantoise (27.000) 4e de Belgique en 2017-2018 - İstanbul Başakşehir (8.500) 3e de Turquie en 2017-2018 - Sigma Olomouc (6.035) 4e de République tchèque en 2017-2018 - FC Lucerne (6.040) 3e de Suisse en 2017-2018 - Feyenoord Rotterdam (21.500) Vainqueur de la Coupe des Pays-Bas 2017-2018 - Olympiakos (54.000) 3e de Grèce en 2017-2018 - Rapid Vienne (21.500) 3e d'Autriche en 2017-2018 - HNK Rijeka (15.500) 2e de Croatie en 2017-2018 - CSU Craiova (4.090) Vainqueur de la Coupe de Roumanie 2017-2018 - Brøndby IF (5.190) Vainqueur de la Coupe du Danemark 2017-2018 |
| Deuxième tour de qualification | | | | | | | | | | | | | | | |
| Voie des champions - 16 champions repêchés du 1er tour de qualification de la Ligue des champions : - APOEL Nicosie (27.000) - The New Saints (5.000) - Zrinjski Mostar (3.750) - F91 Dudelange (3.500) - Valletta FC (3.250) - Víkingur Gøta (3.000) - Crusaders FC (3.000) - NK Olimpija Ljubljana (2.900) - Alashkert FC (2.500) - FK Sutjeska Nikšić (2.500) - Spartaks Jurmala (1.750) - Cork City (1.750) - Valur Reykjavik (1.650) - Flora Tallinn (1.250) - Torpedo Koutaïssi (1.000) - KF Drita (0.000) - 3 champions repêchés du tour préliminaire de la Ligue des champions : - FC Santa Coloma (2.750) - SP La Fiorita (1.750) - Lincoln Red Imps (2.750) | Voie des champions - 16 champions repêchés du 1er tour de qualification de la Ligue des champions : - APOEL Nicosie (27.000) - The New Saints (5.000) - Zrinjski Mostar (3.750) - F91 Dudelange (3.500) - Valletta FC (3.250) - Víkingur Gøta (3.000) - Crusaders FC (3.000) - NK Olimpija Ljubljana (2.900) - Alashkert FC (2.500) - FK Sutjeska Nikšić (2.500) - Spartaks Jurmala (1.750) - Cork City (1.750) - Valur Reykjavik (1.650) - Flora Tallinn (1.250) - Torpedo Koutaïssi (1.000) - KF Drita (0.000) - 3 champions repêchés du tour préliminaire de la Ligue des champions : - FC Santa Coloma (2.750) - SP La Fiorita (1.750) - Lincoln Red Imps (2.750) | Voie des champions - 16 champions repêchés du 1er tour de qualification de la Ligue des champions : - APOEL Nicosie (27.000) - The New Saints (5.000) - Zrinjski Mostar (3.750) - F91 Dudelange (3.500) - Valletta FC (3.250) - Víkingur Gøta (3.000) - Crusaders FC (3.000) - NK Olimpija Ljubljana (2.900) - Alashkert FC (2.500) - FK Sutjeska Nikšić (2.500) - Spartaks Jurmala (1.750) - Cork City (1.750) - Valur Reykjavik (1.650) - Flora Tallinn (1.250) - Torpedo Koutaïssi (1.000) - KF Drita (0.000) - 3 champions repêchés du tour préliminaire de la Ligue des champions : - FC Santa Coloma (2.750) - SP La Fiorita (1.750) - Lincoln Red Imps (2.750) | Voie des champions - 16 champions repêchés du 1er tour de qualification de la Ligue des champions : - APOEL Nicosie (27.000) - The New Saints (5.000) - Zrinjski Mostar (3.750) - F91 Dudelange (3.500) - Valletta FC (3.250) - Víkingur Gøta (3.000) - Crusaders FC (3.000) - NK Olimpija Ljubljana (2.900) - Alashkert FC (2.500) - FK Sutjeska Nikšić (2.500) - Spartaks Jurmala (1.750) - Cork City (1.750) - Valur Reykjavik (1.650) - Flora Tallinn (1.250) - Torpedo Koutaïssi (1.000) - KF Drita (0.000) - 3 champions repêchés du tour préliminaire de la Ligue des champions : - FC Santa Coloma (2.750) - SP La Fiorita (1.750) - Lincoln Red Imps (2.750) | Voie des champions - 16 champions repêchés du 1er tour de qualification de la Ligue des champions : - APOEL Nicosie (27.000) - The New Saints (5.000) - Zrinjski Mostar (3.750) - F91 Dudelange (3.500) - Valletta FC (3.250) - Víkingur Gøta (3.000) - Crusaders FC (3.000) - NK Olimpija Ljubljana (2.900) - Alashkert FC (2.500) - FK Sutjeska Nikšić (2.500) - Spartaks Jurmala (1.750) - Cork City (1.750) - Valur Reykjavik (1.650) - Flora Tallinn (1.250) - Torpedo Koutaïssi (1.000) - KF Drita (0.000) - 3 champions repêchés du tour préliminaire de la Ligue des champions : - FC Santa Coloma (2.750) - SP La Fiorita (1.750) - Lincoln Red Imps (2.750) | Voie des champions - 16 champions repêchés du 1er tour de qualification de la Ligue des champions : - APOEL Nicosie (27.000) - The New Saints (5.000) - Zrinjski Mostar (3.750) - F91 Dudelange (3.500) - Valletta FC (3.250) - Víkingur Gøta (3.000) - Crusaders FC (3.000) - NK Olimpija Ljubljana (2.900) - Alashkert FC (2.500) - FK Sutjeska Nikšić (2.500) - Spartaks Jurmala (1.750) - Cork City (1.750) - Valur Reykjavik (1.650) - Flora Tallinn (1.250) - Torpedo Koutaïssi (1.000) - KF Drita (0.000) - 3 champions repêchés du tour préliminaire de la Ligue des champions : - FC Santa Coloma (2.750) - SP La Fiorita (1.750) - Lincoln Red Imps (2.750) | Voie des champions - 16 champions repêchés du 1er tour de qualification de la Ligue des champions : - APOEL Nicosie (27.000) - The New Saints (5.000) - Zrinjski Mostar (3.750) - F91 Dudelange (3.500) - Valletta FC (3.250) - Víkingur Gøta (3.000) - Crusaders FC (3.000) - NK Olimpija Ljubljana (2.900) - Alashkert FC (2.500) - FK Sutjeska Nikšić (2.500) - Spartaks Jurmala (1.750) - Cork City (1.750) - Valur Reykjavik (1.650) - Flora Tallinn (1.250) - Torpedo Koutaïssi (1.000) - KF Drita (0.000) - 3 champions repêchés du tour préliminaire de la Ligue des champions : - FC Santa Coloma (2.750) - SP La Fiorita (1.750) - Lincoln Red Imps (2.750) | Voie des champions - 16 champions repêchés du 1er tour de qualification de la Ligue des champions : - APOEL Nicosie (27.000) - The New Saints (5.000) - Zrinjski Mostar (3.750) - F91 Dudelange (3.500) - Valletta FC (3.250) - Víkingur Gøta (3.000) - Crusaders FC (3.000) - NK Olimpija Ljubljana (2.900) - Alashkert FC (2.500) - FK Sutjeska Nikšić (2.500) - Spartaks Jurmala (1.750) - Cork City (1.750) - Valur Reykjavik (1.650) - Flora Tallinn (1.250) - Torpedo Koutaïssi (1.000) - KF Drita (0.000) - 3 champions repêchés du tour préliminaire de la Ligue des champions : - FC Santa Coloma (2.750) - SP La Fiorita (1.750) - Lincoln Red Imps (2.750) | Voie principale - Séville FC (113.000) 7e d'Espagne en 2017-2018 - RB Leipzig (17.000) 6e d'Allemagne en 2017-2018 - Burnley FC (15.921) 7e d'Angleterre en 2017-2018 - Atalanta Bergame (15.249) 7e d'Italie en 2017-2018 - Girondins de Bordeaux (11.283) 6e de France en 2017-2018 - FK Oufa (10.676) 6e de Russie en 2017-2018 - Rio Ave FC (9.449) 5e du Portugal en 2017-2018 - FK Marioupol (8.226) 5e d'Ukraine en 2017-2018 - KRC Genk (27.000) Vainqueur des barrages de Belgique en 2017-2018 - Beşiktaş JK (57.000) 4e de Turquie en 2017-2018 - Sparta Prague (34.500) 5e de République tchèque en 2017-2018 - FC Saint-Gall (6.040) 5e de Suisse en 2017-2018 - AZ Alkmaar (25.000) 3e des Pays-Bas en 2017-2018 - Vitesse Arnhem (6.000) Vainqueur des barrages des Pays-Bas en 2017-2018 - Atromitos FC (5.720) 4e de Grèce en 2017-2018 - Asteras Tripolis (9.000) 5e de Grèce en 2017-2018 - LASK Linz (6.570) 4e d'Autriche en 2017-2018 - Admira Wacker (6.570) 5e d'Autriche en 2017-2018 - Hajduk Split (7.000) 3e de Croatie en 2017-2018 - Steaua Bucarest (27.500) 2e de Roumanie en 2017-2018 - Dinamo Brest (3.725) Vainqueur de la Coupe de Biélorussie 2017-2018 - Jagiellonia Białystok (4.025) 2e de Pologne en 2017-2018 - Djurgårdens IF (3.995) Vainqueur de la Coupe de Suède 2017-2018 - Hapoël Haïfa (4.350) Vainqueur de la Coupe d'Israël 2017-2018 - Aberdeen FC (4.000) 2e d'Écosse en 2017-2018 - AEK Larnaca (4.310) Vainqueur de la Coupe de Chypre 2017-2018 - Lillestrøm SK (3.485) Vainqueur de la Coupe de Norvège 2017 | Voie principale - Séville FC (113.000) 7e d'Espagne en 2017-2018 - RB Leipzig (17.000) 6e d'Allemagne en 2017-2018 - Burnley FC (15.921) 7e d'Angleterre en 2017-2018 - Atalanta Bergame (15.249) 7e d'Italie en 2017-2018 - Girondins de Bordeaux (11.283) 6e de France en 2017-2018 - FK Oufa (10.676) 6e de Russie en 2017-2018 - Rio Ave FC (9.449) 5e du Portugal en 2017-2018 - FK Marioupol (8.226) 5e d'Ukraine en 2017-2018 - KRC Genk (27.000) Vainqueur des barrages de Belgique en 2017-2018 - Beşiktaş JK (57.000) 4e de Turquie en 2017-2018 - Sparta Prague (34.500) 5e de République tchèque en 2017-2018 - FC Saint-Gall (6.040) 5e de Suisse en 2017-2018 - AZ Alkmaar (25.000) 3e des Pays-Bas en 2017-2018 - Vitesse Arnhem (6.000) Vainqueur des barrages des Pays-Bas en 2017-2018 - Atromitos FC (5.720) 4e de Grèce en 2017-2018 - Asteras Tripolis (9.000) 5e de Grèce en 2017-2018 - LASK Linz (6.570) 4e d'Autriche en 2017-2018 - Admira Wacker (6.570) 5e d'Autriche en 2017-2018 - Hajduk Split (7.000) 3e de Croatie en 2017-2018 - Steaua Bucarest (27.500) 2e de Roumanie en 2017-2018 - Dinamo Brest (3.725) Vainqueur de la Coupe de Biélorussie 2017-2018 - Jagiellonia Białystok (4.025) 2e de Pologne en 2017-2018 - Djurgårdens IF (3.995) Vainqueur de la Coupe de Suède 2017-2018 - Hapoël Haïfa (4.350) Vainqueur de la Coupe d'Israël 2017-2018 - Aberdeen FC (4.000) 2e d'Écosse en 2017-2018 - AEK Larnaca (4.310) Vainqueur de la Coupe de Chypre 2017-2018 - Lillestrøm SK (3.485) Vainqueur de la Coupe de Norvège 2017 | Voie principale - Séville FC (113.000) 7e d'Espagne en 2017-2018 - RB Leipzig (17.000) 6e d'Allemagne en 2017-2018 - Burnley FC (15.921) 7e d'Angleterre en 2017-2018 - Atalanta Bergame (15.249) 7e d'Italie en 2017-2018 - Girondins de Bordeaux (11.283) 6e de France en 2017-2018 - FK Oufa (10.676) 6e de Russie en 2017-2018 - Rio Ave FC (9.449) 5e du Portugal en 2017-2018 - FK Marioupol (8.226) 5e d'Ukraine en 2017-2018 - KRC Genk (27.000) Vainqueur des barrages de Belgique en 2017-2018 - Beşiktaş JK (57.000) 4e de Turquie en 2017-2018 - Sparta Prague (34.500) 5e de République tchèque en 2017-2018 - FC Saint-Gall (6.040) 5e de Suisse en 2017-2018 - AZ Alkmaar (25.000) 3e des Pays-Bas en 2017-2018 - Vitesse Arnhem (6.000) Vainqueur des barrages des Pays-Bas en 2017-2018 - Atromitos FC (5.720) 4e de Grèce en 2017-2018 - Asteras Tripolis (9.000) 5e de Grèce en 2017-2018 - LASK Linz (6.570) 4e d'Autriche en 2017-2018 - Admira Wacker (6.570) 5e d'Autriche en 2017-2018 - Hajduk Split (7.000) 3e de Croatie en 2017-2018 - Steaua Bucarest (27.500) 2e de Roumanie en 2017-2018 - Dinamo Brest (3.725) Vainqueur de la Coupe de Biélorussie 2017-2018 - Jagiellonia Białystok (4.025) 2e de Pologne en 2017-2018 - Djurgårdens IF (3.995) Vainqueur de la Coupe de Suède 2017-2018 - Hapoël Haïfa (4.350) Vainqueur de la Coupe d'Israël 2017-2018 - Aberdeen FC (4.000) 2e d'Écosse en 2017-2018 - AEK Larnaca (4.310) Vainqueur de la Coupe de Chypre 2017-2018 - Lillestrøm SK (3.485) Vainqueur de la Coupe de Norvège 2017 | Voie principale - Séville FC (113.000) 7e d'Espagne en 2017-2018 - RB Leipzig (17.000) 6e d'Allemagne en 2017-2018 - Burnley FC (15.921) 7e d'Angleterre en 2017-2018 - Atalanta Bergame (15.249) 7e d'Italie en 2017-2018 - Girondins de Bordeaux (11.283) 6e de France en 2017-2018 - FK Oufa (10.676) 6e de Russie en 2017-2018 - Rio Ave FC (9.449) 5e du Portugal en 2017-2018 - FK Marioupol (8.226) 5e d'Ukraine en 2017-2018 - KRC Genk (27.000) Vainqueur des barrages de Belgique en 2017-2018 - Beşiktaş JK (57.000) 4e de Turquie en 2017-2018 - Sparta Prague (34.500) 5e de République tchèque en 2017-2018 - FC Saint-Gall (6.040) 5e de Suisse en 2017-2018 - AZ Alkmaar (25.000) 3e des Pays-Bas en 2017-2018 - Vitesse Arnhem (6.000) Vainqueur des barrages des Pays-Bas en 2017-2018 - Atromitos FC (5.720) 4e de Grèce en 2017-2018 - Asteras Tripolis (9.000) 5e de Grèce en 2017-2018 - LASK Linz (6.570) 4e d'Autriche en 2017-2018 - Admira Wacker (6.570) 5e d'Autriche en 2017-2018 - Hajduk Split (7.000) 3e de Croatie en 2017-2018 - Steaua Bucarest (27.500) 2e de Roumanie en 2017-2018 - Dinamo Brest (3.725) Vainqueur de la Coupe de Biélorussie 2017-2018 - Jagiellonia Białystok (4.025) 2e de Pologne en 2017-2018 - Djurgårdens IF (3.995) Vainqueur de la Coupe de Suède 2017-2018 - Hapoël Haïfa (4.350) Vainqueur de la Coupe d'Israël 2017-2018 - Aberdeen FC (4.000) 2e d'Écosse en 2017-2018 - AEK Larnaca (4.310) Vainqueur de la Coupe de Chypre 2017-2018 - Lillestrøm SK (3.485) Vainqueur de la Coupe de Norvège 2017 | Voie principale - Séville FC (113.000) 7e d'Espagne en 2017-2018 - RB Leipzig (17.000) 6e d'Allemagne en 2017-2018 - Burnley FC (15.921) 7e d'Angleterre en 2017-2018 - Atalanta Bergame (15.249) 7e d'Italie en 2017-2018 - Girondins de Bordeaux (11.283) 6e de France en 2017-2018 - FK Oufa (10.676) 6e de Russie en 2017-2018 - Rio Ave FC (9.449) 5e du Portugal en 2017-2018 - FK Marioupol (8.226) 5e d'Ukraine en 2017-2018 - KRC Genk (27.000) Vainqueur des barrages de Belgique en 2017-2018 - Beşiktaş JK (57.000) 4e de Turquie en 2017-2018 - Sparta Prague (34.500) 5e de République tchèque en 2017-2018 - FC Saint-Gall (6.040) 5e de Suisse en 2017-2018 - AZ Alkmaar (25.000) 3e des Pays-Bas en 2017-2018 - Vitesse Arnhem (6.000) Vainqueur des barrages des Pays-Bas en 2017-2018 - Atromitos FC (5.720) 4e de Grèce en 2017-2018 - Asteras Tripolis (9.000) 5e de Grèce en 2017-2018 - LASK Linz (6.570) 4e d'Autriche en 2017-2018 - Admira Wacker (6.570) 5e d'Autriche en 2017-2018 - Hajduk Split (7.000) 3e de Croatie en 2017-2018 - Steaua Bucarest (27.500) 2e de Roumanie en 2017-2018 - Dinamo Brest (3.725) Vainqueur de la Coupe de Biélorussie 2017-2018 - Jagiellonia Białystok (4.025) 2e de Pologne en 2017-2018 - Djurgårdens IF (3.995) Vainqueur de la Coupe de Suède 2017-2018 - Hapoël Haïfa (4.350) Vainqueur de la Coupe d'Israël 2017-2018 - Aberdeen FC (4.000) 2e d'Écosse en 2017-2018 - AEK Larnaca (4.310) Vainqueur de la Coupe de Chypre 2017-2018 - Lillestrøm SK (3.485) Vainqueur de la Coupe de Norvège 2017 | Voie principale - Séville FC (113.000) 7e d'Espagne en 2017-2018 - RB Leipzig (17.000) 6e d'Allemagne en 2017-2018 - Burnley FC (15.921) 7e d'Angleterre en 2017-2018 - Atalanta Bergame (15.249) 7e d'Italie en 2017-2018 - Girondins de Bordeaux (11.283) 6e de France en 2017-2018 - FK Oufa (10.676) 6e de Russie en 2017-2018 - Rio Ave FC (9.449) 5e du Portugal en 2017-2018 - FK Marioupol (8.226) 5e d'Ukraine en 2017-2018 - KRC Genk (27.000) Vainqueur des barrages de Belgique en 2017-2018 - Beşiktaş JK (57.000) 4e de Turquie en 2017-2018 - Sparta Prague (34.500) 5e de République tchèque en 2017-2018 - FC Saint-Gall (6.040) 5e de Suisse en 2017-2018 - AZ Alkmaar (25.000) 3e des Pays-Bas en 2017-2018 - Vitesse Arnhem (6.000) Vainqueur des barrages des Pays-Bas en 2017-2018 - Atromitos FC (5.720) 4e de Grèce en 2017-2018 - Asteras Tripolis (9.000) 5e de Grèce en 2017-2018 - LASK Linz (6.570) 4e d'Autriche en 2017-2018 - Admira Wacker (6.570) 5e d'Autriche en 2017-2018 - Hajduk Split (7.000) 3e de Croatie en 2017-2018 - Steaua Bucarest (27.500) 2e de Roumanie en 2017-2018 - Dinamo Brest (3.725) Vainqueur de la Coupe de Biélorussie 2017-2018 - Jagiellonia Białystok (4.025) 2e de Pologne en 2017-2018 - Djurgårdens IF (3.995) Vainqueur de la Coupe de Suède 2017-2018 - Hapoël Haïfa (4.350) Vainqueur de la Coupe d'Israël 2017-2018 - Aberdeen FC (4.000) 2e d'Écosse en 2017-2018 - AEK Larnaca (4.310) Vainqueur de la Coupe de Chypre 2017-2018 - Lillestrøm SK (3.485) Vainqueur de la Coupe de Norvège 2017 | Voie principale - Séville FC (113.000) 7e d'Espagne en 2017-2018 - RB Leipzig (17.000) 6e d'Allemagne en 2017-2018 - Burnley FC (15.921) 7e d'Angleterre en 2017-2018 - Atalanta Bergame (15.249) 7e d'Italie en 2017-2018 - Girondins de Bordeaux (11.283) 6e de France en 2017-2018 - FK Oufa (10.676) 6e de Russie en 2017-2018 - Rio Ave FC (9.449) 5e du Portugal en 2017-2018 - FK Marioupol (8.226) 5e d'Ukraine en 2017-2018 - KRC Genk (27.000) Vainqueur des barrages de Belgique en 2017-2018 - Beşiktaş JK (57.000) 4e de Turquie en 2017-2018 - Sparta Prague (34.500) 5e de République tchèque en 2017-2018 - FC Saint-Gall (6.040) 5e de Suisse en 2017-2018 - AZ Alkmaar (25.000) 3e des Pays-Bas en 2017-2018 - Vitesse Arnhem (6.000) Vainqueur des barrages des Pays-Bas en 2017-2018 - Atromitos FC (5.720) 4e de Grèce en 2017-2018 - Asteras Tripolis (9.000) 5e de Grèce en 2017-2018 - LASK Linz (6.570) 4e d'Autriche en 2017-2018 - Admira Wacker (6.570) 5e d'Autriche en 2017-2018 - Hajduk Split (7.000) 3e de Croatie en 2017-2018 - Steaua Bucarest (27.500) 2e de Roumanie en 2017-2018 - Dinamo Brest (3.725) Vainqueur de la Coupe de Biélorussie 2017-2018 - Jagiellonia Białystok (4.025) 2e de Pologne en 2017-2018 - Djurgårdens IF (3.995) Vainqueur de la Coupe de Suède 2017-2018 - Hapoël Haïfa (4.350) Vainqueur de la Coupe d'Israël 2017-2018 - Aberdeen FC (4.000) 2e d'Écosse en 2017-2018 - AEK Larnaca (4.310) Vainqueur de la Coupe de Chypre 2017-2018 - Lillestrøm SK (3.485) Vainqueur de la Coupe de Norvège 2017 | Voie principale - Séville FC (113.000) 7e d'Espagne en 2017-2018 - RB Leipzig (17.000) 6e d'Allemagne en 2017-2018 - Burnley FC (15.921) 7e d'Angleterre en 2017-2018 - Atalanta Bergame (15.249) 7e d'Italie en 2017-2018 - Girondins de Bordeaux (11.283) 6e de France en 2017-2018 - FK Oufa (10.676) 6e de Russie en 2017-2018 - Rio Ave FC (9.449) 5e du Portugal en 2017-2018 - FK Marioupol (8.226) 5e d'Ukraine en 2017-2018 - KRC Genk (27.000) Vainqueur des barrages de Belgique en 2017-2018 - Beşiktaş JK (57.000) 4e de Turquie en 2017-2018 - Sparta Prague (34.500) 5e de République tchèque en 2017-2018 - FC Saint-Gall (6.040) 5e de Suisse en 2017-2018 - AZ Alkmaar (25.000) 3e des Pays-Bas en 2017-2018 - Vitesse Arnhem (6.000) Vainqueur des barrages des Pays-Bas en 2017-2018 - Atromitos FC (5.720) 4e de Grèce en 2017-2018 - Asteras Tripolis (9.000) 5e de Grèce en 2017-2018 - LASK Linz (6.570) 4e d'Autriche en 2017-2018 - Admira Wacker (6.570) 5e d'Autriche en 2017-2018 - Hajduk Split (7.000) 3e de Croatie en 2017-2018 - Steaua Bucarest (27.500) 2e de Roumanie en 2017-2018 - Dinamo Brest (3.725) Vainqueur de la Coupe de Biélorussie 2017-2018 - Jagiellonia Białystok (4.025) 2e de Pologne en 2017-2018 - Djurgårdens IF (3.995) Vainqueur de la Coupe de Suède 2017-2018 - Hapoël Haïfa (4.350) Vainqueur de la Coupe d'Israël 2017-2018 - Aberdeen FC (4.000) 2e d'Écosse en 2017-2018 - AEK Larnaca (4.310) Vainqueur de la Coupe de Chypre 2017-2018 - Lillestrøm SK (3.485) Vainqueur de la Coupe de Norvège 2017 |
| Premier tour de qualification (Voie principale uniquement) | | | | | | | | | | | | | | | |
| - NK Osijek (5.200) 4e de Croatie en 2017-2018 - Viitorul Constanța (4.090) 4e de Roumanie en 2017-2018 - FC Nordsjælland (5.190) 3e du Danemark en 2017-2018 - FC Copenhague (34.000) Vainqueur des barrages du Danemark en 2017-2018 - Dinamo Minsk (8.000) 2e de Biélorussie en 2017 - Chakhtior Salihorsk (3.725) 3e de Biélorussie en 2017 - Lech Poznań (7.000) 3e de Pologne en 2017-2018 - Górnik Zabrze (4.025) 4e de Pologne en 2017-2018 - AIK Solna (4.000) 2e de Suède en 2017 - BK Häcken (3.995) 4e de Suède en 2017 - Maccabi Tel-Aviv (22.500) 2e d'Israël en 2017-2018 - Beitar Jérusalem (4.350) 3e d'Israël en 2017-2018 - Rangers FC (3.725) 3e d'Écosse en 2017-2018 - Hibernian FC (3.725) 4e d'Écosse en 2017-2018 - Apollon Limassol (10.000) 2e de Chypre en 2017-2018 - Anorthosis Famagouste (4.310) 3e de Chypre en 2017-2018 - Molde FK (12.500) 2e de Norvège en 2017 - Sarpsborg 08 FF (3.485) 3e de Norvège en 2017 - Keşla FK (3.825) Vainqueur de la Coupe d'Azerbaïdjan 2017-2018 - FK Qabala (5.250) 2e d'Azerbaïdjan en 2017-2018 - Neftchi Bakou (3.825) 3e d'Azerbaïdjan en 2017-2018 - Slavia Sofia (3.825) Vainqueur de la Coupe de Bulgarie 2017-2018 - CSKA Sofia (3.825) 2e de Bulgarie en 2017-2018 - Levski Sofia (3.825) Vainqueur des barrages de Bulgarie en 2017-2018 - Partizan Belgrade (17.000) Vainqueur de la Coupe de Serbie 2017-2018 - Spartak Subotica (3.750) 3e de Serbie en 2017-2018 - Radnički Niš (3.750) 4e de Serbie en 2017-2018 - Kaïrat Almaty (3.625) Vainqueur de la Coupe du Kazakhstan 2017 - Irtych Pavlodar (3.625) 4e du Kazakhstan en 2017 - Tobol Kostanaï (3.625) 5e du Kazakhstan en 2017 - Slovan Bratislava (5.000) Vainqueur de la Coupe de Slovaquie 2017-2018 - Dunajská Streda (2.425) 2e de Slovaquie en 2017-2018 - FK AS Trenčín (5.000) Vainqueur des playoffs de Slovaquie en 2017-2018 - NK Maribor (22.500) 2e de Slovénie en 2017-2018 - NK Domžale (3.000) 3e de Slovénie en 2017-2018 - NK Rudar Velenje (2.900) 4e de Slovénie en 2017-2018 - FC Vaduz (2.750) Vainqueur de la Coupe du Liechtenstein 2017-2018 - Újpest FC (1.625) Vainqueur de la Coupe de Hongrie 2017-2018 - Ferencváros TC (2.500) 2e de Hongrie en 2017-2018 - Budapest Honvéd FC (1.625) 4e de Hongrie en 2017-2018 - FC Milsami Orhei (2.750) Vainqueur de la Coupe de Moldavie 2017-2018 - Petrocub Hîncești (2.000) 3e de Moldavie en 2017 - FC Zaria Bălți (2.000) 5e de Moldavie en 2017 | - NK Osijek (5.200) 4e de Croatie en 2017-2018 - Viitorul Constanța (4.090) 4e de Roumanie en 2017-2018 - FC Nordsjælland (5.190) 3e du Danemark en 2017-2018 - FC Copenhague (34.000) Vainqueur des barrages du Danemark en 2017-2018 - Dinamo Minsk (8.000) 2e de Biélorussie en 2017 - Chakhtior Salihorsk (3.725) 3e de Biélorussie en 2017 - Lech Poznań (7.000) 3e de Pologne en 2017-2018 - Górnik Zabrze (4.025) 4e de Pologne en 2017-2018 - AIK Solna (4.000) 2e de Suède en 2017 - BK Häcken (3.995) 4e de Suède en 2017 - Maccabi Tel-Aviv (22.500) 2e d'Israël en 2017-2018 - Beitar Jérusalem (4.350) 3e d'Israël en 2017-2018 - Rangers FC (3.725) 3e d'Écosse en 2017-2018 - Hibernian FC (3.725) 4e d'Écosse en 2017-2018 - Apollon Limassol (10.000) 2e de Chypre en 2017-2018 - Anorthosis Famagouste (4.310) 3e de Chypre en 2017-2018 - Molde FK (12.500) 2e de Norvège en 2017 - Sarpsborg 08 FF (3.485) 3e de Norvège en 2017 - Keşla FK (3.825) Vainqueur de la Coupe d'Azerbaïdjan 2017-2018 - FK Qabala (5.250) 2e d'Azerbaïdjan en 2017-2018 - Neftchi Bakou (3.825) 3e d'Azerbaïdjan en 2017-2018 - Slavia Sofia (3.825) Vainqueur de la Coupe de Bulgarie 2017-2018 - CSKA Sofia (3.825) 2e de Bulgarie en 2017-2018 - Levski Sofia (3.825) Vainqueur des barrages de Bulgarie en 2017-2018 - Partizan Belgrade (17.000) Vainqueur de la Coupe de Serbie 2017-2018 - Spartak Subotica (3.750) 3e de Serbie en 2017-2018 - Radnički Niš (3.750) 4e de Serbie en 2017-2018 - Kaïrat Almaty (3.625) Vainqueur de la Coupe du Kazakhstan 2017 - Irtych Pavlodar (3.625) 4e du Kazakhstan en 2017 - Tobol Kostanaï (3.625) 5e du Kazakhstan en 2017 - Slovan Bratislava (5.000) Vainqueur de la Coupe de Slovaquie 2017-2018 - Dunajská Streda (2.425) 2e de Slovaquie en 2017-2018 - FK AS Trenčín (5.000) Vainqueur des playoffs de Slovaquie en 2017-2018 - NK Maribor (22.500) 2e de Slovénie en 2017-2018 - NK Domžale (3.000) 3e de Slovénie en 2017-2018 - NK Rudar Velenje (2.900) 4e de Slovénie en 2017-2018 - FC Vaduz (2.750) Vainqueur de la Coupe du Liechtenstein 2017-2018 - Újpest FC (1.625) Vainqueur de la Coupe de Hongrie 2017-2018 - Ferencváros TC (2.500) 2e de Hongrie en 2017-2018 - Budapest Honvéd FC (1.625) 4e de Hongrie en 2017-2018 - FC Milsami Orhei (2.750) Vainqueur de la Coupe de Moldavie 2017-2018 - Petrocub Hîncești (2.000) 3e de Moldavie en 2017 - FC Zaria Bălți (2.000) 5e de Moldavie en 2017 | - NK Osijek (5.200) 4e de Croatie en 2017-2018 - Viitorul Constanța (4.090) 4e de Roumanie en 2017-2018 - FC Nordsjælland (5.190) 3e du Danemark en 2017-2018 - FC Copenhague (34.000) Vainqueur des barrages du Danemark en 2017-2018 - Dinamo Minsk (8.000) 2e de Biélorussie en 2017 - Chakhtior Salihorsk (3.725) 3e de Biélorussie en 2017 - Lech Poznań (7.000) 3e de Pologne en 2017-2018 - Górnik Zabrze (4.025) 4e de Pologne en 2017-2018 - AIK Solna (4.000) 2e de Suède en 2017 - BK Häcken (3.995) 4e de Suède en 2017 - Maccabi Tel-Aviv (22.500) 2e d'Israël en 2017-2018 - Beitar Jérusalem (4.350) 3e d'Israël en 2017-2018 - Rangers FC (3.725) 3e d'Écosse en 2017-2018 - Hibernian FC (3.725) 4e d'Écosse en 2017-2018 - Apollon Limassol (10.000) 2e de Chypre en 2017-2018 - Anorthosis Famagouste (4.310) 3e de Chypre en 2017-2018 - Molde FK (12.500) 2e de Norvège en 2017 - Sarpsborg 08 FF (3.485) 3e de Norvège en 2017 - Keşla FK (3.825) Vainqueur de la Coupe d'Azerbaïdjan 2017-2018 - FK Qabala (5.250) 2e d'Azerbaïdjan en 2017-2018 - Neftchi Bakou (3.825) 3e d'Azerbaïdjan en 2017-2018 - Slavia Sofia (3.825) Vainqueur de la Coupe de Bulgarie 2017-2018 - CSKA Sofia (3.825) 2e de Bulgarie en 2017-2018 - Levski Sofia (3.825) Vainqueur des barrages de Bulgarie en 2017-2018 - Partizan Belgrade (17.000) Vainqueur de la Coupe de Serbie 2017-2018 - Spartak Subotica (3.750) 3e de Serbie en 2017-2018 - Radnički Niš (3.750) 4e de Serbie en 2017-2018 - Kaïrat Almaty (3.625) Vainqueur de la Coupe du Kazakhstan 2017 - Irtych Pavlodar (3.625) 4e du Kazakhstan en 2017 - Tobol Kostanaï (3.625) 5e du Kazakhstan en 2017 - Slovan Bratislava (5.000) Vainqueur de la Coupe de Slovaquie 2017-2018 - Dunajská Streda (2.425) 2e de Slovaquie en 2017-2018 - FK AS Trenčín (5.000) Vainqueur des playoffs de Slovaquie en 2017-2018 - NK Maribor (22.500) 2e de Slovénie en 2017-2018 - NK Domžale (3.000) 3e de Slovénie en 2017-2018 - NK Rudar Velenje (2.900) 4e de Slovénie en 2017-2018 - FC Vaduz (2.750) Vainqueur de la Coupe du Liechtenstein 2017-2018 - Újpest FC (1.625) Vainqueur de la Coupe de Hongrie 2017-2018 - Ferencváros TC (2.500) 2e de Hongrie en 2017-2018 - Budapest Honvéd FC (1.625) 4e de Hongrie en 2017-2018 - FC Milsami Orhei (2.750) Vainqueur de la Coupe de Moldavie 2017-2018 - Petrocub Hîncești (2.000) 3e de Moldavie en 2017 - FC Zaria Bălți (2.000) 5e de Moldavie en 2017 | - NK Osijek (5.200) 4e de Croatie en 2017-2018 - Viitorul Constanța (4.090) 4e de Roumanie en 2017-2018 - FC Nordsjælland (5.190) 3e du Danemark en 2017-2018 - FC Copenhague (34.000) Vainqueur des barrages du Danemark en 2017-2018 - Dinamo Minsk (8.000) 2e de Biélorussie en 2017 - Chakhtior Salihorsk (3.725) 3e de Biélorussie en 2017 - Lech Poznań (7.000) 3e de Pologne en 2017-2018 - Górnik Zabrze (4.025) 4e de Pologne en 2017-2018 - AIK Solna (4.000) 2e de Suède en 2017 - BK Häcken (3.995) 4e de Suède en 2017 - Maccabi Tel-Aviv (22.500) 2e d'Israël en 2017-2018 - Beitar Jérusalem (4.350) 3e d'Israël en 2017-2018 - Rangers FC (3.725) 3e d'Écosse en 2017-2018 - Hibernian FC (3.725) 4e d'Écosse en 2017-2018 - Apollon Limassol (10.000) 2e de Chypre en 2017-2018 - Anorthosis Famagouste (4.310) 3e de Chypre en 2017-2018 - Molde FK (12.500) 2e de Norvège en 2017 - Sarpsborg 08 FF (3.485) 3e de Norvège en 2017 - Keşla FK (3.825) Vainqueur de la Coupe d'Azerbaïdjan 2017-2018 - FK Qabala (5.250) 2e d'Azerbaïdjan en 2017-2018 - Neftchi Bakou (3.825) 3e d'Azerbaïdjan en 2017-2018 - Slavia Sofia (3.825) Vainqueur de la Coupe de Bulgarie 2017-2018 - CSKA Sofia (3.825) 2e de Bulgarie en 2017-2018 - Levski Sofia (3.825) Vainqueur des barrages de Bulgarie en 2017-2018 - Partizan Belgrade (17.000) Vainqueur de la Coupe de Serbie 2017-2018 - Spartak Subotica (3.750) 3e de Serbie en 2017-2018 - Radnički Niš (3.750) 4e de Serbie en 2017-2018 - Kaïrat Almaty (3.625) Vainqueur de la Coupe du Kazakhstan 2017 - Irtych Pavlodar (3.625) 4e du Kazakhstan en 2017 - Tobol Kostanaï (3.625) 5e du Kazakhstan en 2017 - Slovan Bratislava (5.000) Vainqueur de la Coupe de Slovaquie 2017-2018 - Dunajská Streda (2.425) 2e de Slovaquie en 2017-2018 - FK AS Trenčín (5.000) Vainqueur des playoffs de Slovaquie en 2017-2018 - NK Maribor (22.500) 2e de Slovénie en 2017-2018 - NK Domžale (3.000) 3e de Slovénie en 2017-2018 - NK Rudar Velenje (2.900) 4e de Slovénie en 2017-2018 - FC Vaduz (2.750) Vainqueur de la Coupe du Liechtenstein 2017-2018 - Újpest FC (1.625) Vainqueur de la Coupe de Hongrie 2017-2018 - Ferencváros TC (2.500) 2e de Hongrie en 2017-2018 - Budapest Honvéd FC (1.625) 4e de Hongrie en 2017-2018 - FC Milsami Orhei (2.750) Vainqueur de la Coupe de Moldavie 2017-2018 - Petrocub Hîncești (2.000) 3e de Moldavie en 2017 - FC Zaria Bălți (2.000) 5e de Moldavie en 2017 | - NK Osijek (5.200) 4e de Croatie en 2017-2018 - Viitorul Constanța (4.090) 4e de Roumanie en 2017-2018 - FC Nordsjælland (5.190) 3e du Danemark en 2017-2018 - FC Copenhague (34.000) Vainqueur des barrages du Danemark en 2017-2018 - Dinamo Minsk (8.000) 2e de Biélorussie en 2017 - Chakhtior Salihorsk (3.725) 3e de Biélorussie en 2017 - Lech Poznań (7.000) 3e de Pologne en 2017-2018 - Górnik Zabrze (4.025) 4e de Pologne en 2017-2018 - AIK Solna (4.000) 2e de Suède en 2017 - BK Häcken (3.995) 4e de Suède en 2017 - Maccabi Tel-Aviv (22.500) 2e d'Israël en 2017-2018 - Beitar Jérusalem (4.350) 3e d'Israël en 2017-2018 - Rangers FC (3.725) 3e d'Écosse en 2017-2018 - Hibernian FC (3.725) 4e d'Écosse en 2017-2018 - Apollon Limassol (10.000) 2e de Chypre en 2017-2018 - Anorthosis Famagouste (4.310) 3e de Chypre en 2017-2018 - Molde FK (12.500) 2e de Norvège en 2017 - Sarpsborg 08 FF (3.485) 3e de Norvège en 2017 - Keşla FK (3.825) Vainqueur de la Coupe d'Azerbaïdjan 2017-2018 - FK Qabala (5.250) 2e d'Azerbaïdjan en 2017-2018 - Neftchi Bakou (3.825) 3e d'Azerbaïdjan en 2017-2018 - Slavia Sofia (3.825) Vainqueur de la Coupe de Bulgarie 2017-2018 - CSKA Sofia (3.825) 2e de Bulgarie en 2017-2018 - Levski Sofia (3.825) Vainqueur des barrages de Bulgarie en 2017-2018 - Partizan Belgrade (17.000) Vainqueur de la Coupe de Serbie 2017-2018 - Spartak Subotica (3.750) 3e de Serbie en 2017-2018 - Radnički Niš (3.750) 4e de Serbie en 2017-2018 - Kaïrat Almaty (3.625) Vainqueur de la Coupe du Kazakhstan 2017 - Irtych Pavlodar (3.625) 4e du Kazakhstan en 2017 - Tobol Kostanaï (3.625) 5e du Kazakhstan en 2017 - Slovan Bratislava (5.000) Vainqueur de la Coupe de Slovaquie 2017-2018 - Dunajská Streda (2.425) 2e de Slovaquie en 2017-2018 - FK AS Trenčín (5.000) Vainqueur des playoffs de Slovaquie en 2017-2018 - NK Maribor (22.500) 2e de Slovénie en 2017-2018 - NK Domžale (3.000) 3e de Slovénie en 2017-2018 - NK Rudar Velenje (2.900) 4e de Slovénie en 2017-2018 - FC Vaduz (2.750) Vainqueur de la Coupe du Liechtenstein 2017-2018 - Újpest FC (1.625) Vainqueur de la Coupe de Hongrie 2017-2018 - Ferencváros TC (2.500) 2e de Hongrie en 2017-2018 - Budapest Honvéd FC (1.625) 4e de Hongrie en 2017-2018 - FC Milsami Orhei (2.750) Vainqueur de la Coupe de Moldavie 2017-2018 - Petrocub Hîncești (2.000) 3e de Moldavie en 2017 - FC Zaria Bălți (2.000) 5e de Moldavie en 2017 | - NK Osijek (5.200) 4e de Croatie en 2017-2018 - Viitorul Constanța (4.090) 4e de Roumanie en 2017-2018 - FC Nordsjælland (5.190) 3e du Danemark en 2017-2018 - FC Copenhague (34.000) Vainqueur des barrages du Danemark en 2017-2018 - Dinamo Minsk (8.000) 2e de Biélorussie en 2017 - Chakhtior Salihorsk (3.725) 3e de Biélorussie en 2017 - Lech Poznań (7.000) 3e de Pologne en 2017-2018 - Górnik Zabrze (4.025) 4e de Pologne en 2017-2018 - AIK Solna (4.000) 2e de Suède en 2017 - BK Häcken (3.995) 4e de Suède en 2017 - Maccabi Tel-Aviv (22.500) 2e d'Israël en 2017-2018 - Beitar Jérusalem (4.350) 3e d'Israël en 2017-2018 - Rangers FC (3.725) 3e d'Écosse en 2017-2018 - Hibernian FC (3.725) 4e d'Écosse en 2017-2018 - Apollon Limassol (10.000) 2e de Chypre en 2017-2018 - Anorthosis Famagouste (4.310) 3e de Chypre en 2017-2018 - Molde FK (12.500) 2e de Norvège en 2017 - Sarpsborg 08 FF (3.485) 3e de Norvège en 2017 - Keşla FK (3.825) Vainqueur de la Coupe d'Azerbaïdjan 2017-2018 - FK Qabala (5.250) 2e d'Azerbaïdjan en 2017-2018 - Neftchi Bakou (3.825) 3e d'Azerbaïdjan en 2017-2018 - Slavia Sofia (3.825) Vainqueur de la Coupe de Bulgarie 2017-2018 - CSKA Sofia (3.825) 2e de Bulgarie en 2017-2018 - Levski Sofia (3.825) Vainqueur des barrages de Bulgarie en 2017-2018 - Partizan Belgrade (17.000) Vainqueur de la Coupe de Serbie 2017-2018 - Spartak Subotica (3.750) 3e de Serbie en 2017-2018 - Radnički Niš (3.750) 4e de Serbie en 2017-2018 - Kaïrat Almaty (3.625) Vainqueur de la Coupe du Kazakhstan 2017 - Irtych Pavlodar (3.625) 4e du Kazakhstan en 2017 - Tobol Kostanaï (3.625) 5e du Kazakhstan en 2017 - Slovan Bratislava (5.000) Vainqueur de la Coupe de Slovaquie 2017-2018 - Dunajská Streda (2.425) 2e de Slovaquie en 2017-2018 - FK AS Trenčín (5.000) Vainqueur des playoffs de Slovaquie en 2017-2018 - NK Maribor (22.500) 2e de Slovénie en 2017-2018 - NK Domžale (3.000) 3e de Slovénie en 2017-2018 - NK Rudar Velenje (2.900) 4e de Slovénie en 2017-2018 - FC Vaduz (2.750) Vainqueur de la Coupe du Liechtenstein 2017-2018 - Újpest FC (1.625) Vainqueur de la Coupe de Hongrie 2017-2018 - Ferencváros TC (2.500) 2e de Hongrie en 2017-2018 - Budapest Honvéd FC (1.625) 4e de Hongrie en 2017-2018 - FC Milsami Orhei (2.750) Vainqueur de la Coupe de Moldavie 2017-2018 - Petrocub Hîncești (2.000) 3e de Moldavie en 2017 - FC Zaria Bălți (2.000) 5e de Moldavie en 2017 | - NK Osijek (5.200) 4e de Croatie en 2017-2018 - Viitorul Constanța (4.090) 4e de Roumanie en 2017-2018 - FC Nordsjælland (5.190) 3e du Danemark en 2017-2018 - FC Copenhague (34.000) Vainqueur des barrages du Danemark en 2017-2018 - Dinamo Minsk (8.000) 2e de Biélorussie en 2017 - Chakhtior Salihorsk (3.725) 3e de Biélorussie en 2017 - Lech Poznań (7.000) 3e de Pologne en 2017-2018 - Górnik Zabrze (4.025) 4e de Pologne en 2017-2018 - AIK Solna (4.000) 2e de Suède en 2017 - BK Häcken (3.995) 4e de Suède en 2017 - Maccabi Tel-Aviv (22.500) 2e d'Israël en 2017-2018 - Beitar Jérusalem (4.350) 3e d'Israël en 2017-2018 - Rangers FC (3.725) 3e d'Écosse en 2017-2018 - Hibernian FC (3.725) 4e d'Écosse en 2017-2018 - Apollon Limassol (10.000) 2e de Chypre en 2017-2018 - Anorthosis Famagouste (4.310) 3e de Chypre en 2017-2018 - Molde FK (12.500) 2e de Norvège en 2017 - Sarpsborg 08 FF (3.485) 3e de Norvège en 2017 - Keşla FK (3.825) Vainqueur de la Coupe d'Azerbaïdjan 2017-2018 - FK Qabala (5.250) 2e d'Azerbaïdjan en 2017-2018 - Neftchi Bakou (3.825) 3e d'Azerbaïdjan en 2017-2018 - Slavia Sofia (3.825) Vainqueur de la Coupe de Bulgarie 2017-2018 - CSKA Sofia (3.825) 2e de Bulgarie en 2017-2018 - Levski Sofia (3.825) Vainqueur des barrages de Bulgarie en 2017-2018 - Partizan Belgrade (17.000) Vainqueur de la Coupe de Serbie 2017-2018 - Spartak Subotica (3.750) 3e de Serbie en 2017-2018 - Radnički Niš (3.750) 4e de Serbie en 2017-2018 - Kaïrat Almaty (3.625) Vainqueur de la Coupe du Kazakhstan 2017 - Irtych Pavlodar (3.625) 4e du Kazakhstan en 2017 - Tobol Kostanaï (3.625) 5e du Kazakhstan en 2017 - Slovan Bratislava (5.000) Vainqueur de la Coupe de Slovaquie 2017-2018 - Dunajská Streda (2.425) 2e de Slovaquie en 2017-2018 - FK AS Trenčín (5.000) Vainqueur des playoffs de Slovaquie en 2017-2018 - NK Maribor (22.500) 2e de Slovénie en 2017-2018 - NK Domžale (3.000) 3e de Slovénie en 2017-2018 - NK Rudar Velenje (2.900) 4e de Slovénie en 2017-2018 - FC Vaduz (2.750) Vainqueur de la Coupe du Liechtenstein 2017-2018 - Újpest FC (1.625) Vainqueur de la Coupe de Hongrie 2017-2018 - Ferencváros TC (2.500) 2e de Hongrie en 2017-2018 - Budapest Honvéd FC (1.625) 4e de Hongrie en 2017-2018 - FC Milsami Orhei (2.750) Vainqueur de la Coupe de Moldavie 2017-2018 - Petrocub Hîncești (2.000) 3e de Moldavie en 2017 - FC Zaria Bălți (2.000) 5e de Moldavie en 2017 | - NK Osijek (5.200) 4e de Croatie en 2017-2018 - Viitorul Constanța (4.090) 4e de Roumanie en 2017-2018 - FC Nordsjælland (5.190) 3e du Danemark en 2017-2018 - FC Copenhague (34.000) Vainqueur des barrages du Danemark en 2017-2018 - Dinamo Minsk (8.000) 2e de Biélorussie en 2017 - Chakhtior Salihorsk (3.725) 3e de Biélorussie en 2017 - Lech Poznań (7.000) 3e de Pologne en 2017-2018 - Górnik Zabrze (4.025) 4e de Pologne en 2017-2018 - AIK Solna (4.000) 2e de Suède en 2017 - BK Häcken (3.995) 4e de Suède en 2017 - Maccabi Tel-Aviv (22.500) 2e d'Israël en 2017-2018 - Beitar Jérusalem (4.350) 3e d'Israël en 2017-2018 - Rangers FC (3.725) 3e d'Écosse en 2017-2018 - Hibernian FC (3.725) 4e d'Écosse en 2017-2018 - Apollon Limassol (10.000) 2e de Chypre en 2017-2018 - Anorthosis Famagouste (4.310) 3e de Chypre en 2017-2018 - Molde FK (12.500) 2e de Norvège en 2017 - Sarpsborg 08 FF (3.485) 3e de Norvège en 2017 - Keşla FK (3.825) Vainqueur de la Coupe d'Azerbaïdjan 2017-2018 - FK Qabala (5.250) 2e d'Azerbaïdjan en 2017-2018 - Neftchi Bakou (3.825) 3e d'Azerbaïdjan en 2017-2018 - Slavia Sofia (3.825) Vainqueur de la Coupe de Bulgarie 2017-2018 - CSKA Sofia (3.825) 2e de Bulgarie en 2017-2018 - Levski Sofia (3.825) Vainqueur des barrages de Bulgarie en 2017-2018 - Partizan Belgrade (17.000) Vainqueur de la Coupe de Serbie 2017-2018 - Spartak Subotica (3.750) 3e de Serbie en 2017-2018 - Radnički Niš (3.750) 4e de Serbie en 2017-2018 - Kaïrat Almaty (3.625) Vainqueur de la Coupe du Kazakhstan 2017 - Irtych Pavlodar (3.625) 4e du Kazakhstan en 2017 - Tobol Kostanaï (3.625) 5e du Kazakhstan en 2017 - Slovan Bratislava (5.000) Vainqueur de la Coupe de Slovaquie 2017-2018 - Dunajská Streda (2.425) 2e de Slovaquie en 2017-2018 - FK AS Trenčín (5.000) Vainqueur des playoffs de Slovaquie en 2017-2018 - NK Maribor (22.500) 2e de Slovénie en 2017-2018 - NK Domžale (3.000) 3e de Slovénie en 2017-2018 - NK Rudar Velenje (2.900) 4e de Slovénie en 2017-2018 - FC Vaduz (2.750) Vainqueur de la Coupe du Liechtenstein 2017-2018 - Újpest FC (1.625) Vainqueur de la Coupe de Hongrie 2017-2018 - Ferencváros TC (2.500) 2e de Hongrie en 2017-2018 - Budapest Honvéd FC (1.625) 4e de Hongrie en 2017-2018 - FC Milsami Orhei (2.750) Vainqueur de la Coupe de Moldavie 2017-2018 - Petrocub Hîncești (2.000) 3e de Moldavie en 2017 - FC Zaria Bălți (2.000) 5e de Moldavie en 2017 | - ÍBV Vestmannaeyja (1.650) Vainqueur de la Coupe d'Islande 2017 - Stjarnan (2.750) 2e d'Islande en 2017 - FH Hafnarfjörður (5.500) 3e d'Islande en 2017 - KuPS Kuopio (1.380) 2e de Finlande en 2017 - FC Ilves (1.380) 3e de Finlande en 2017 - FC Lahti (1.380) 4e de Finlande en 2017 - Luftëtari Gjirokastër (1.700) 3e d'Albanie en 2017-2018 - KF Laç (1.700) 4e d'Albanie en 2017-2018 - FK Partizani Tirana (2.000) 5e d'Albanie en 2017-2018 - Dundalk FC (5.500) 2e d'Irlande en 2017 - Shamrock Rovers (1.340) 3e d'Irlande en 2017 - Derry City FC (1.340) 4e d'Irlande en 2017 - Željezničar Sarajevo (3.000) Vainqueur de la Coupe de Bosnie-Herzégovine 2017-2018 - FK Sarajevo (3.250) 3e de Bosnie-Herzégovine en 2017-2018 - Široki Brijeg (2.250) 4e de Bosnie-Herzégovine en 2017-2018 - Chikhura Sachkhere (2.000) Vainqueur de la Coupe de Géorgie 2017 - Dinamo Tbilissi (4.250) 2e de Géorgie en 2017 - FC Samtredia (1.250) 3e de Géorgie en 2017 - FK Liepāja (1.500) Vainqueur de la Coupe de Lettonie 2017 - Riga FC (1.125) 3e de Lettonie en 2017 - FK Ventspils (3.750) 4e de Lettonie en 2017 - Vardar Skopje (5.000) 2e de Championnat de Macédoine 2017-2018 - Rabotnički Skopje (3.250) 3e de Championnat de Macédoine 2017-2018 - KF Shkupi (1.500) 4e de Championnat de Macédoine 2017-2018 - Levadia Tallinn (2.750) Vainqueur de la Coupe d'Estonie 2017-2018 - Nõmme Kalju (4.000) 3e d'Estonie en 2017 - FC Narva Trans (1.100) 5e d'Estonie en 2017 - OFK Titograd (3.000) Vainqueur de la Coupe du Monténégro 2017-2018 - FK Budućnost Podgorica (2.250) 2e du Monténégro en 2017-2018 - FK Rudar Pljevlja (1.750) 5e du Monténégro en 2017-2018 - Gandzasar Kapan (0.975) Vainqueur de la Coupe d'Arménie 2017-2018 - Banants Erevan (0.975) 2e d'Arménie en 2017-2018 - Pyunik Erevan (2.250) 5e d'Arménie en 2017-2018 - Racing Luxembourg (0.875) Vainqueur de la Coupe du Luxembourg 2017-2018 - Progrès Niederkorn (0.875) 2e du Luxembourg en 2017-2018 - CS Fola Esch (3.500) 3e du Luxembourg en 2017-2018 - Coleraine FC (0.850) Vainqueur de la Coupe d'Irlande du Nord 2017-2018 - Glenavon FC (0.850) 3e d'Irlande du Nord en 2017-2018 - Cliftonville FC (2.500) Vainqueur des playoffs d'Irlande du Nord en 2017-2018 - FC Stumbras (1.075) Vainqueur de la Coupe de Lituanie 2017 - FK Žalgiris Vilnius (5.500) 2e de Lituanie en 2017 - Balzan FC (0.900) 2e de Malte en 2017-2018 - Connah's Quay (0.775) Vainqueur de la Coupe du pays de Galles 2017-2018 - NSÍ Runavík (0.750) Vainqueur de la Coupe des îles Féroé 2017 | - ÍBV Vestmannaeyja (1.650) Vainqueur de la Coupe d'Islande 2017 - Stjarnan (2.750) 2e d'Islande en 2017 - FH Hafnarfjörður (5.500) 3e d'Islande en 2017 - KuPS Kuopio (1.380) 2e de Finlande en 2017 - FC Ilves (1.380) 3e de Finlande en 2017 - FC Lahti (1.380) 4e de Finlande en 2017 - Luftëtari Gjirokastër (1.700) 3e d'Albanie en 2017-2018 - KF Laç (1.700) 4e d'Albanie en 2017-2018 - FK Partizani Tirana (2.000) 5e d'Albanie en 2017-2018 - Dundalk FC (5.500) 2e d'Irlande en 2017 - Shamrock Rovers (1.340) 3e d'Irlande en 2017 - Derry City FC (1.340) 4e d'Irlande en 2017 - Željezničar Sarajevo (3.000) Vainqueur de la Coupe de Bosnie-Herzégovine 2017-2018 - FK Sarajevo (3.250) 3e de Bosnie-Herzégovine en 2017-2018 - Široki Brijeg (2.250) 4e de Bosnie-Herzégovine en 2017-2018 - Chikhura Sachkhere (2.000) Vainqueur de la Coupe de Géorgie 2017 - Dinamo Tbilissi (4.250) 2e de Géorgie en 2017 - FC Samtredia (1.250) 3e de Géorgie en 2017 - FK Liepāja (1.500) Vainqueur de la Coupe de Lettonie 2017 - Riga FC (1.125) 3e de Lettonie en 2017 - FK Ventspils (3.750) 4e de Lettonie en 2017 - Vardar Skopje (5.000) 2e de Championnat de Macédoine 2017-2018 - Rabotnički Skopje (3.250) 3e de Championnat de Macédoine 2017-2018 - KF Shkupi (1.500) 4e de Championnat de Macédoine 2017-2018 - Levadia Tallinn (2.750) Vainqueur de la Coupe d'Estonie 2017-2018 - Nõmme Kalju (4.000) 3e d'Estonie en 2017 - FC Narva Trans (1.100) 5e d'Estonie en 2017 - OFK Titograd (3.000) Vainqueur de la Coupe du Monténégro 2017-2018 - FK Budućnost Podgorica (2.250) 2e du Monténégro en 2017-2018 - FK Rudar Pljevlja (1.750) 5e du Monténégro en 2017-2018 - Gandzasar Kapan (0.975) Vainqueur de la Coupe d'Arménie 2017-2018 - Banants Erevan (0.975) 2e d'Arménie en 2017-2018 - Pyunik Erevan (2.250) 5e d'Arménie en 2017-2018 - Racing Luxembourg (0.875) Vainqueur de la Coupe du Luxembourg 2017-2018 - Progrès Niederkorn (0.875) 2e du Luxembourg en 2017-2018 - CS Fola Esch (3.500) 3e du Luxembourg en 2017-2018 - Coleraine FC (0.850) Vainqueur de la Coupe d'Irlande du Nord 2017-2018 - Glenavon FC (0.850) 3e d'Irlande du Nord en 2017-2018 - Cliftonville FC (2.500) Vainqueur des playoffs d'Irlande du Nord en 2017-2018 - FC Stumbras (1.075) Vainqueur de la Coupe de Lituanie 2017 - FK Žalgiris Vilnius (5.500) 2e de Lituanie en 2017 - Balzan FC (0.900) 2e de Malte en 2017-2018 - Connah's Quay (0.775) Vainqueur de la Coupe du pays de Galles 2017-2018 - NSÍ Runavík (0.750) Vainqueur de la Coupe des îles Féroé 2017 | - ÍBV Vestmannaeyja (1.650) Vainqueur de la Coupe d'Islande 2017 - Stjarnan (2.750) 2e d'Islande en 2017 - FH Hafnarfjörður (5.500) 3e d'Islande en 2017 - KuPS Kuopio (1.380) 2e de Finlande en 2017 - FC Ilves (1.380) 3e de Finlande en 2017 - FC Lahti (1.380) 4e de Finlande en 2017 - Luftëtari Gjirokastër (1.700) 3e d'Albanie en 2017-2018 - KF Laç (1.700) 4e d'Albanie en 2017-2018 - FK Partizani Tirana (2.000) 5e d'Albanie en 2017-2018 - Dundalk FC (5.500) 2e d'Irlande en 2017 - Shamrock Rovers (1.340) 3e d'Irlande en 2017 - Derry City FC (1.340) 4e d'Irlande en 2017 - Željezničar Sarajevo (3.000) Vainqueur de la Coupe de Bosnie-Herzégovine 2017-2018 - FK Sarajevo (3.250) 3e de Bosnie-Herzégovine en 2017-2018 - Široki Brijeg (2.250) 4e de Bosnie-Herzégovine en 2017-2018 - Chikhura Sachkhere (2.000) Vainqueur de la Coupe de Géorgie 2017 - Dinamo Tbilissi (4.250) 2e de Géorgie en 2017 - FC Samtredia (1.250) 3e de Géorgie en 2017 - FK Liepāja (1.500) Vainqueur de la Coupe de Lettonie 2017 - Riga FC (1.125) 3e de Lettonie en 2017 - FK Ventspils (3.750) 4e de Lettonie en 2017 - Vardar Skopje (5.000) 2e de Championnat de Macédoine 2017-2018 - Rabotnički Skopje (3.250) 3e de Championnat de Macédoine 2017-2018 - KF Shkupi (1.500) 4e de Championnat de Macédoine 2017-2018 - Levadia Tallinn (2.750) Vainqueur de la Coupe d'Estonie 2017-2018 - Nõmme Kalju (4.000) 3e d'Estonie en 2017 - FC Narva Trans (1.100) 5e d'Estonie en 2017 - OFK Titograd (3.000) Vainqueur de la Coupe du Monténégro 2017-2018 - FK Budućnost Podgorica (2.250) 2e du Monténégro en 2017-2018 - FK Rudar Pljevlja (1.750) 5e du Monténégro en 2017-2018 - Gandzasar Kapan (0.975) Vainqueur de la Coupe d'Arménie 2017-2018 - Banants Erevan (0.975) 2e d'Arménie en 2017-2018 - Pyunik Erevan (2.250) 5e d'Arménie en 2017-2018 - Racing Luxembourg (0.875) Vainqueur de la Coupe du Luxembourg 2017-2018 - Progrès Niederkorn (0.875) 2e du Luxembourg en 2017-2018 - CS Fola Esch (3.500) 3e du Luxembourg en 2017-2018 - Coleraine FC (0.850) Vainqueur de la Coupe d'Irlande du Nord 2017-2018 - Glenavon FC (0.850) 3e d'Irlande du Nord en 2017-2018 - Cliftonville FC (2.500) Vainqueur des playoffs d'Irlande du Nord en 2017-2018 - FC Stumbras (1.075) Vainqueur de la Coupe de Lituanie 2017 - FK Žalgiris Vilnius (5.500) 2e de Lituanie en 2017 - Balzan FC (0.900) 2e de Malte en 2017-2018 - Connah's Quay (0.775) Vainqueur de la Coupe du pays de Galles 2017-2018 - NSÍ Runavík (0.750) Vainqueur de la Coupe des îles Féroé 2017 | - ÍBV Vestmannaeyja (1.650) Vainqueur de la Coupe d'Islande 2017 - Stjarnan (2.750) 2e d'Islande en 2017 - FH Hafnarfjörður (5.500) 3e d'Islande en 2017 - KuPS Kuopio (1.380) 2e de Finlande en 2017 - FC Ilves (1.380) 3e de Finlande en 2017 - FC Lahti (1.380) 4e de Finlande en 2017 - Luftëtari Gjirokastër (1.700) 3e d'Albanie en 2017-2018 - KF Laç (1.700) 4e d'Albanie en 2017-2018 - FK Partizani Tirana (2.000) 5e d'Albanie en 2017-2018 - Dundalk FC (5.500) 2e d'Irlande en 2017 - Shamrock Rovers (1.340) 3e d'Irlande en 2017 - Derry City FC (1.340) 4e d'Irlande en 2017 - Željezničar Sarajevo (3.000) Vainqueur de la Coupe de Bosnie-Herzégovine 2017-2018 - FK Sarajevo (3.250) 3e de Bosnie-Herzégovine en 2017-2018 - Široki Brijeg (2.250) 4e de Bosnie-Herzégovine en 2017-2018 - Chikhura Sachkhere (2.000) Vainqueur de la Coupe de Géorgie 2017 - Dinamo Tbilissi (4.250) 2e de Géorgie en 2017 - FC Samtredia (1.250) 3e de Géorgie en 2017 - FK Liepāja (1.500) Vainqueur de la Coupe de Lettonie 2017 - Riga FC (1.125) 3e de Lettonie en 2017 - FK Ventspils (3.750) 4e de Lettonie en 2017 - Vardar Skopje (5.000) 2e de Championnat de Macédoine 2017-2018 - Rabotnički Skopje (3.250) 3e de Championnat de Macédoine 2017-2018 - KF Shkupi (1.500) 4e de Championnat de Macédoine 2017-2018 - Levadia Tallinn (2.750) Vainqueur de la Coupe d'Estonie 2017-2018 - Nõmme Kalju (4.000) 3e d'Estonie en 2017 - FC Narva Trans (1.100) 5e d'Estonie en 2017 - OFK Titograd (3.000) Vainqueur de la Coupe du Monténégro 2017-2018 - FK Budućnost Podgorica (2.250) 2e du Monténégro en 2017-2018 - FK Rudar Pljevlja (1.750) 5e du Monténégro en 2017-2018 - Gandzasar Kapan (0.975) Vainqueur de la Coupe d'Arménie 2017-2018 - Banants Erevan (0.975) 2e d'Arménie en 2017-2018 - Pyunik Erevan (2.250) 5e d'Arménie en 2017-2018 - Racing Luxembourg (0.875) Vainqueur de la Coupe du Luxembourg 2017-2018 - Progrès Niederkorn (0.875) 2e du Luxembourg en 2017-2018 - CS Fola Esch (3.500) 3e du Luxembourg en 2017-2018 - Coleraine FC (0.850) Vainqueur de la Coupe d'Irlande du Nord 2017-2018 - Glenavon FC (0.850) 3e d'Irlande du Nord en 2017-2018 - Cliftonville FC (2.500) Vainqueur des playoffs d'Irlande du Nord en 2017-2018 - FC Stumbras (1.075) Vainqueur de la Coupe de Lituanie 2017 - FK Žalgiris Vilnius (5.500) 2e de Lituanie en 2017 - Balzan FC (0.900) 2e de Malte en 2017-2018 - Connah's Quay (0.775) Vainqueur de la Coupe du pays de Galles 2017-2018 - NSÍ Runavík (0.750) Vainqueur de la Coupe des îles Féroé 2017 | - ÍBV Vestmannaeyja (1.650) Vainqueur de la Coupe d'Islande 2017 - Stjarnan (2.750) 2e d'Islande en 2017 - FH Hafnarfjörður (5.500) 3e d'Islande en 2017 - KuPS Kuopio (1.380) 2e de Finlande en 2017 - FC Ilves (1.380) 3e de Finlande en 2017 - FC Lahti (1.380) 4e de Finlande en 2017 - Luftëtari Gjirokastër (1.700) 3e d'Albanie en 2017-2018 - KF Laç (1.700) 4e d'Albanie en 2017-2018 - FK Partizani Tirana (2.000) 5e d'Albanie en 2017-2018 - Dundalk FC (5.500) 2e d'Irlande en 2017 - Shamrock Rovers (1.340) 3e d'Irlande en 2017 - Derry City FC (1.340) 4e d'Irlande en 2017 - Željezničar Sarajevo (3.000) Vainqueur de la Coupe de Bosnie-Herzégovine 2017-2018 - FK Sarajevo (3.250) 3e de Bosnie-Herzégovine en 2017-2018 - Široki Brijeg (2.250) 4e de Bosnie-Herzégovine en 2017-2018 - Chikhura Sachkhere (2.000) Vainqueur de la Coupe de Géorgie 2017 - Dinamo Tbilissi (4.250) 2e de Géorgie en 2017 - FC Samtredia (1.250) 3e de Géorgie en 2017 - FK Liepāja (1.500) Vainqueur de la Coupe de Lettonie 2017 - Riga FC (1.125) 3e de Lettonie en 2017 - FK Ventspils (3.750) 4e de Lettonie en 2017 - Vardar Skopje (5.000) 2e de Championnat de Macédoine 2017-2018 - Rabotnički Skopje (3.250) 3e de Championnat de Macédoine 2017-2018 - KF Shkupi (1.500) 4e de Championnat de Macédoine 2017-2018 - Levadia Tallinn (2.750) Vainqueur de la Coupe d'Estonie 2017-2018 - Nõmme Kalju (4.000) 3e d'Estonie en 2017 - FC Narva Trans (1.100) 5e d'Estonie en 2017 - OFK Titograd (3.000) Vainqueur de la Coupe du Monténégro 2017-2018 - FK Budućnost Podgorica (2.250) 2e du Monténégro en 2017-2018 - FK Rudar Pljevlja (1.750) 5e du Monténégro en 2017-2018 - Gandzasar Kapan (0.975) Vainqueur de la Coupe d'Arménie 2017-2018 - Banants Erevan (0.975) 2e d'Arménie en 2017-2018 - Pyunik Erevan (2.250) 5e d'Arménie en 2017-2018 - Racing Luxembourg (0.875) Vainqueur de la Coupe du Luxembourg 2017-2018 - Progrès Niederkorn (0.875) 2e du Luxembourg en 2017-2018 - CS Fola Esch (3.500) 3e du Luxembourg en 2017-2018 - Coleraine FC (0.850) Vainqueur de la Coupe d'Irlande du Nord 2017-2018 - Glenavon FC (0.850) 3e d'Irlande du Nord en 2017-2018 - Cliftonville FC (2.500) Vainqueur des playoffs d'Irlande du Nord en 2017-2018 - FC Stumbras (1.075) Vainqueur de la Coupe de Lituanie 2017 - FK Žalgiris Vilnius (5.500) 2e de Lituanie en 2017 - Balzan FC (0.900) 2e de Malte en 2017-2018 - Connah's Quay (0.775) Vainqueur de la Coupe du pays de Galles 2017-2018 - NSÍ Runavík (0.750) Vainqueur de la Coupe des îles Féroé 2017 | - ÍBV Vestmannaeyja (1.650) Vainqueur de la Coupe d'Islande 2017 - Stjarnan (2.750) 2e d'Islande en 2017 - FH Hafnarfjörður (5.500) 3e d'Islande en 2017 - KuPS Kuopio (1.380) 2e de Finlande en 2017 - FC Ilves (1.380) 3e de Finlande en 2017 - FC Lahti (1.380) 4e de Finlande en 2017 - Luftëtari Gjirokastër (1.700) 3e d'Albanie en 2017-2018 - KF Laç (1.700) 4e d'Albanie en 2017-2018 - FK Partizani Tirana (2.000) 5e d'Albanie en 2017-2018 - Dundalk FC (5.500) 2e d'Irlande en 2017 - Shamrock Rovers (1.340) 3e d'Irlande en 2017 - Derry City FC (1.340) 4e d'Irlande en 2017 - Željezničar Sarajevo (3.000) Vainqueur de la Coupe de Bosnie-Herzégovine 2017-2018 - FK Sarajevo (3.250) 3e de Bosnie-Herzégovine en 2017-2018 - Široki Brijeg (2.250) 4e de Bosnie-Herzégovine en 2017-2018 - Chikhura Sachkhere (2.000) Vainqueur de la Coupe de Géorgie 2017 - Dinamo Tbilissi (4.250) 2e de Géorgie en 2017 - FC Samtredia (1.250) 3e de Géorgie en 2017 - FK Liepāja (1.500) Vainqueur de la Coupe de Lettonie 2017 - Riga FC (1.125) 3e de Lettonie en 2017 - FK Ventspils (3.750) 4e de Lettonie en 2017 - Vardar Skopje (5.000) 2e de Championnat de Macédoine 2017-2018 - Rabotnički Skopje (3.250) 3e de Championnat de Macédoine 2017-2018 - KF Shkupi (1.500) 4e de Championnat de Macédoine 2017-2018 - Levadia Tallinn (2.750) Vainqueur de la Coupe d'Estonie 2017-2018 - Nõmme Kalju (4.000) 3e d'Estonie en 2017 - FC Narva Trans (1.100) 5e d'Estonie en 2017 - OFK Titograd (3.000) Vainqueur de la Coupe du Monténégro 2017-2018 - FK Budućnost Podgorica (2.250) 2e du Monténégro en 2017-2018 - FK Rudar Pljevlja (1.750) 5e du Monténégro en 2017-2018 - Gandzasar Kapan (0.975) Vainqueur de la Coupe d'Arménie 2017-2018 - Banants Erevan (0.975) 2e d'Arménie en 2017-2018 - Pyunik Erevan (2.250) 5e d'Arménie en 2017-2018 - Racing Luxembourg (0.875) Vainqueur de la Coupe du Luxembourg 2017-2018 - Progrès Niederkorn (0.875) 2e du Luxembourg en 2017-2018 - CS Fola Esch (3.500) 3e du Luxembourg en 2017-2018 - Coleraine FC (0.850) Vainqueur de la Coupe d'Irlande du Nord 2017-2018 - Glenavon FC (0.850) 3e d'Irlande du Nord en 2017-2018 - Cliftonville FC (2.500) Vainqueur des playoffs d'Irlande du Nord en 2017-2018 - FC Stumbras (1.075) Vainqueur de la Coupe de Lituanie 2017 - FK Žalgiris Vilnius (5.500) 2e de Lituanie en 2017 - Balzan FC (0.900) 2e de Malte en 2017-2018 - Connah's Quay (0.775) Vainqueur de la Coupe du pays de Galles 2017-2018 - NSÍ Runavík (0.750) Vainqueur de la Coupe des îles Féroé 2017 | - ÍBV Vestmannaeyja (1.650) Vainqueur de la Coupe d'Islande 2017 - Stjarnan (2.750) 2e d'Islande en 2017 - FH Hafnarfjörður (5.500) 3e d'Islande en 2017 - KuPS Kuopio (1.380) 2e de Finlande en 2017 - FC Ilves (1.380) 3e de Finlande en 2017 - FC Lahti (1.380) 4e de Finlande en 2017 - Luftëtari Gjirokastër (1.700) 3e d'Albanie en 2017-2018 - KF Laç (1.700) 4e d'Albanie en 2017-2018 - FK Partizani Tirana (2.000) 5e d'Albanie en 2017-2018 - Dundalk FC (5.500) 2e d'Irlande en 2017 - Shamrock Rovers (1.340) 3e d'Irlande en 2017 - Derry City FC (1.340) 4e d'Irlande en 2017 - Željezničar Sarajevo (3.000) Vainqueur de la Coupe de Bosnie-Herzégovine 2017-2018 - FK Sarajevo (3.250) 3e de Bosnie-Herzégovine en 2017-2018 - Široki Brijeg (2.250) 4e de Bosnie-Herzégovine en 2017-2018 - Chikhura Sachkhere (2.000) Vainqueur de la Coupe de Géorgie 2017 - Dinamo Tbilissi (4.250) 2e de Géorgie en 2017 - FC Samtredia (1.250) 3e de Géorgie en 2017 - FK Liepāja (1.500) Vainqueur de la Coupe de Lettonie 2017 - Riga FC (1.125) 3e de Lettonie en 2017 - FK Ventspils (3.750) 4e de Lettonie en 2017 - Vardar Skopje (5.000) 2e de Championnat de Macédoine 2017-2018 - Rabotnički Skopje (3.250) 3e de Championnat de Macédoine 2017-2018 - KF Shkupi (1.500) 4e de Championnat de Macédoine 2017-2018 - Levadia Tallinn (2.750) Vainqueur de la Coupe d'Estonie 2017-2018 - Nõmme Kalju (4.000) 3e d'Estonie en 2017 - FC Narva Trans (1.100) 5e d'Estonie en 2017 - OFK Titograd (3.000) Vainqueur de la Coupe du Monténégro 2017-2018 - FK Budućnost Podgorica (2.250) 2e du Monténégro en 2017-2018 - FK Rudar Pljevlja (1.750) 5e du Monténégro en 2017-2018 - Gandzasar Kapan (0.975) Vainqueur de la Coupe d'Arménie 2017-2018 - Banants Erevan (0.975) 2e d'Arménie en 2017-2018 - Pyunik Erevan (2.250) 5e d'Arménie en 2017-2018 - Racing Luxembourg (0.875) Vainqueur de la Coupe du Luxembourg 2017-2018 - Progrès Niederkorn (0.875) 2e du Luxembourg en 2017-2018 - CS Fola Esch (3.500) 3e du Luxembourg en 2017-2018 - Coleraine FC (0.850) Vainqueur de la Coupe d'Irlande du Nord 2017-2018 - Glenavon FC (0.850) 3e d'Irlande du Nord en 2017-2018 - Cliftonville FC (2.500) Vainqueur des playoffs d'Irlande du Nord en 2017-2018 - FC Stumbras (1.075) Vainqueur de la Coupe de Lituanie 2017 - FK Žalgiris Vilnius (5.500) 2e de Lituanie en 2017 - Balzan FC (0.900) 2e de Malte en 2017-2018 - Connah's Quay (0.775) Vainqueur de la Coupe du pays de Galles 2017-2018 - NSÍ Runavík (0.750) Vainqueur de la Coupe des îles Féroé 2017 | - ÍBV Vestmannaeyja (1.650) Vainqueur de la Coupe d'Islande 2017 - Stjarnan (2.750) 2e d'Islande en 2017 - FH Hafnarfjörður (5.500) 3e d'Islande en 2017 - KuPS Kuopio (1.380) 2e de Finlande en 2017 - FC Ilves (1.380) 3e de Finlande en 2017 - FC Lahti (1.380) 4e de Finlande en 2017 - Luftëtari Gjirokastër (1.700) 3e d'Albanie en 2017-2018 - KF Laç (1.700) 4e d'Albanie en 2017-2018 - FK Partizani Tirana (2.000) 5e d'Albanie en 2017-2018 - Dundalk FC (5.500) 2e d'Irlande en 2017 - Shamrock Rovers (1.340) 3e d'Irlande en 2017 - Derry City FC (1.340) 4e d'Irlande en 2017 - Željezničar Sarajevo (3.000) Vainqueur de la Coupe de Bosnie-Herzégovine 2017-2018 - FK Sarajevo (3.250) 3e de Bosnie-Herzégovine en 2017-2018 - Široki Brijeg (2.250) 4e de Bosnie-Herzégovine en 2017-2018 - Chikhura Sachkhere (2.000) Vainqueur de la Coupe de Géorgie 2017 - Dinamo Tbilissi (4.250) 2e de Géorgie en 2017 - FC Samtredia (1.250) 3e de Géorgie en 2017 - FK Liepāja (1.500) Vainqueur de la Coupe de Lettonie 2017 - Riga FC (1.125) 3e de Lettonie en 2017 - FK Ventspils (3.750) 4e de Lettonie en 2017 - Vardar Skopje (5.000) 2e de Championnat de Macédoine 2017-2018 - Rabotnički Skopje (3.250) 3e de Championnat de Macédoine 2017-2018 - KF Shkupi (1.500) 4e de Championnat de Macédoine 2017-2018 - Levadia Tallinn (2.750) Vainqueur de la Coupe d'Estonie 2017-2018 - Nõmme Kalju (4.000) 3e d'Estonie en 2017 - FC Narva Trans (1.100) 5e d'Estonie en 2017 - OFK Titograd (3.000) Vainqueur de la Coupe du Monténégro 2017-2018 - FK Budućnost Podgorica (2.250) 2e du Monténégro en 2017-2018 - FK Rudar Pljevlja (1.750) 5e du Monténégro en 2017-2018 - Gandzasar Kapan (0.975) Vainqueur de la Coupe d'Arménie 2017-2018 - Banants Erevan (0.975) 2e d'Arménie en 2017-2018 - Pyunik Erevan (2.250) 5e d'Arménie en 2017-2018 - Racing Luxembourg (0.875) Vainqueur de la Coupe du Luxembourg 2017-2018 - Progrès Niederkorn (0.875) 2e du Luxembourg en 2017-2018 - CS Fola Esch (3.500) 3e du Luxembourg en 2017-2018 - Coleraine FC (0.850) Vainqueur de la Coupe d'Irlande du Nord 2017-2018 - Glenavon FC (0.850) 3e d'Irlande du Nord en 2017-2018 - Cliftonville FC (2.500) Vainqueur des playoffs d'Irlande du Nord en 2017-2018 - FC Stumbras (1.075) Vainqueur de la Coupe de Lituanie 2017 - FK Žalgiris Vilnius (5.500) 2e de Lituanie en 2017 - Balzan FC (0.900) 2e de Malte en 2017-2018 - Connah's Quay (0.775) Vainqueur de la Coupe du pays de Galles 2017-2018 - NSÍ Runavík (0.750) Vainqueur de la Coupe des îles Féroé 2017 |
| Tour préliminaire (Voie principale uniquement) | | | | | | | | | | | | | | | |
| - FK Trakai (1.750) 3e de Lituanie en 2017 - Gzira United (0.900) 3e de Malte en 2017-2018 - Birkirkara FC (2.750) 4e de Malte en 2017-2018 - Bala Town FC (1.000) 4e du pays de Galles en 2017-2018 - Cefn Druids (0.775) Vainqueur des playoffs du pays de Galles en 2017-2018 - KÍ Klaksvík (0.750) 2e des îles Féroé en 2017 - B36 Tórshavn (1.500) 3e des îles Féroé en 2017 | - FK Trakai (1.750) 3e de Lituanie en 2017 - Gzira United (0.900) 3e de Malte en 2017-2018 - Birkirkara FC (2.750) 4e de Malte en 2017-2018 - Bala Town FC (1.000) 4e du pays de Galles en 2017-2018 - Cefn Druids (0.775) Vainqueur des playoffs du pays de Galles en 2017-2018 - KÍ Klaksvík (0.750) 2e des îles Féroé en 2017 - B36 Tórshavn (1.500) 3e des îles Féroé en 2017 | - FK Trakai (1.750) 3e de Lituanie en 2017 - Gzira United (0.900) 3e de Malte en 2017-2018 - Birkirkara FC (2.750) 4e de Malte en 2017-2018 - Bala Town FC (1.000) 4e du pays de Galles en 2017-2018 - Cefn Druids (0.775) Vainqueur des playoffs du pays de Galles en 2017-2018 - KÍ Klaksvík (0.750) 2e des îles Féroé en 2017 - B36 Tórshavn (1.500) 3e des îles Féroé en 2017 | - FK Trakai (1.750) 3e de Lituanie en 2017 - Gzira United (0.900) 3e de Malte en 2017-2018 - Birkirkara FC (2.750) 4e de Malte en 2017-2018 - Bala Town FC (1.000) 4e du pays de Galles en 2017-2018 - Cefn Druids (0.775) Vainqueur des playoffs du pays de Galles en 2017-2018 - KÍ Klaksvík (0.750) 2e des îles Féroé en 2017 - B36 Tórshavn (1.500) 3e des îles Féroé en 2017 | - FK Trakai (1.750) 3e de Lituanie en 2017 - Gzira United (0.900) 3e de Malte en 2017-2018 - Birkirkara FC (2.750) 4e de Malte en 2017-2018 - Bala Town FC (1.000) 4e du pays de Galles en 2017-2018 - Cefn Druids (0.775) Vainqueur des playoffs du pays de Galles en 2017-2018 - KÍ Klaksvík (0.750) 2e des îles Féroé en 2017 - B36 Tórshavn (1.500) 3e des îles Féroé en 2017 | - FK Trakai (1.750) 3e de Lituanie en 2017 - Gzira United (0.900) 3e de Malte en 2017-2018 - Birkirkara FC (2.750) 4e de Malte en 2017-2018 - Bala Town FC (1.000) 4e du pays de Galles en 2017-2018 - Cefn Druids (0.775) Vainqueur des playoffs du pays de Galles en 2017-2018 - KÍ Klaksvík (0.750) 2e des îles Féroé en 2017 - B36 Tórshavn (1.500) 3e des îles Féroé en 2017 | - FK Trakai (1.750) 3e de Lituanie en 2017 - Gzira United (0.900) 3e de Malte en 2017-2018 - Birkirkara FC (2.750) 4e de Malte en 2017-2018 - Bala Town FC (1.000) 4e du pays de Galles en 2017-2018 - Cefn Druids (0.775) Vainqueur des playoffs du pays de Galles en 2017-2018 - KÍ Klaksvík (0.750) 2e des îles Féroé en 2017 - B36 Tórshavn (1.500) 3e des îles Féroé en 2017 | - FK Trakai (1.750) 3e de Lituanie en 2017 - Gzira United (0.900) 3e de Malte en 2017-2018 - Birkirkara FC (2.750) 4e de Malte en 2017-2018 - Bala Town FC (1.000) 4e du pays de Galles en 2017-2018 - Cefn Druids (0.775) Vainqueur des playoffs du pays de Galles en 2017-2018 - KÍ Klaksvík (0.750) 2e des îles Féroé en 2017 - B36 Tórshavn (1.500) 3e des îles Féroé en 2017 | - Europa FC (1.500) Vainqueur de la Coupe de Gibraltar 2017-2018 - St Joseph's (0.600) 3e de Gibraltar en 2017-2018 - UE Engordany (0.266) 2e d'Andorre en 2017-2018 - UE Sant Julià (0.750) 3e d'Andorre en 2017-2018 - SS Folgore/Falciano (1.250) 2e de Saint-Marin en 2017-2018 - SP Tre Fiori (0.099) 3e de Saint-Marin en 2017-2018 - FC Pristina (0.250) Vainqueur de la Coupe du Kosovo 2017-2018 | - Europa FC (1.500) Vainqueur de la Coupe de Gibraltar 2017-2018 - St Joseph's (0.600) 3e de Gibraltar en 2017-2018 - UE Engordany (0.266) 2e d'Andorre en 2017-2018 - UE Sant Julià (0.750) 3e d'Andorre en 2017-2018 - SS Folgore/Falciano (1.250) 2e de Saint-Marin en 2017-2018 - SP Tre Fiori (0.099) 3e de Saint-Marin en 2017-2018 - FC Pristina (0.250) Vainqueur de la Coupe du Kosovo 2017-2018 | - Europa FC (1.500) Vainqueur de la Coupe de Gibraltar 2017-2018 - St Joseph's (0.600) 3e de Gibraltar en 2017-2018 - UE Engordany (0.266) 2e d'Andorre en 2017-2018 - UE Sant Julià (0.750) 3e d'Andorre en 2017-2018 - SS Folgore/Falciano (1.250) 2e de Saint-Marin en 2017-2018 - SP Tre Fiori (0.099) 3e de Saint-Marin en 2017-2018 - FC Pristina (0.250) Vainqueur de la Coupe du Kosovo 2017-2018 | - Europa FC (1.500) Vainqueur de la Coupe de Gibraltar 2017-2018 - St Joseph's (0.600) 3e de Gibraltar en 2017-2018 - UE Engordany (0.266) 2e d'Andorre en 2017-2018 - UE Sant Julià (0.750) 3e d'Andorre en 2017-2018 - SS Folgore/Falciano (1.250) 2e de Saint-Marin en 2017-2018 - SP Tre Fiori (0.099) 3e de Saint-Marin en 2017-2018 - FC Pristina (0.250) Vainqueur de la Coupe du Kosovo 2017-2018 | - Europa FC (1.500) Vainqueur de la Coupe de Gibraltar 2017-2018 - St Joseph's (0.600) 3e de Gibraltar en 2017-2018 - UE Engordany (0.266) 2e d'Andorre en 2017-2018 - UE Sant Julià (0.750) 3e d'Andorre en 2017-2018 - SS Folgore/Falciano (1.250) 2e de Saint-Marin en 2017-2018 - SP Tre Fiori (0.099) 3e de Saint-Marin en 2017-2018 - FC Pristina (0.250) Vainqueur de la Coupe du Kosovo 2017-2018 | - Europa FC (1.500) Vainqueur de la Coupe de Gibraltar 2017-2018 - St Joseph's (0.600) 3e de Gibraltar en 2017-2018 - UE Engordany (0.266) 2e d'Andorre en 2017-2018 - UE Sant Julià (0.750) 3e d'Andorre en 2017-2018 - SS Folgore/Falciano (1.250) 2e de Saint-Marin en 2017-2018 - SP Tre Fiori (0.099) 3e de Saint-Marin en 2017-2018 - FC Pristina (0.250) Vainqueur de la Coupe du Kosovo 2017-2018 | - Europa FC (1.500) Vainqueur de la Coupe de Gibraltar 2017-2018 - St Joseph's (0.600) 3e de Gibraltar en 2017-2018 - UE Engordany (0.266) 2e d'Andorre en 2017-2018 - UE Sant Julià (0.750) 3e d'Andorre en 2017-2018 - SS Folgore/Falciano (1.250) 2e de Saint-Marin en 2017-2018 - SP Tre Fiori (0.099) 3e de Saint-Marin en 2017-2018 - FC Pristina (0.250) Vainqueur de la Coupe du Kosovo 2017-2018 | - Europa FC (1.500) Vainqueur de la Coupe de Gibraltar 2017-2018 - St Joseph's (0.600) 3e de Gibraltar en 2017-2018 - UE Engordany (0.266) 2e d'Andorre en 2017-2018 - UE Sant Julià (0.750) 3e d'Andorre en 2017-2018 - SS Folgore/Falciano (1.250) 2e de Saint-Marin en 2017-2018 - SP Tre Fiori (0.099) 3e de Saint-Marin en 2017-2018 - FC Pristina (0.250) Vainqueur de la Coupe du Kosovo 2017-2018 |

## Calendrier
La finale se jouera le 29 mai 2019.
| Nom                                                                    | Tirage au sort                                         | Date aller                        | Date retour                        | Équipes participantes |
| ---------------------------------------------------------------------- | ------------------------------------------------------ | --------------------------------- | ---------------------------------- | --------------------- |
| Tours de qualification (2018)                                          |                                                        |                                   |                                    |                       |
| Tour préliminaire                                                      | 12 juin                                                | 28 juin                           | 5 juillet                          | 14                    |
| Premier tour de qualification                                          | 18 juin                                                | 12 juillet                        | 19 juillet                         | 94 (7 + 87)           |
| Deuxième tour de qualification                                         | 19 juin (voie des champions) 20 juin (voie principale) | 26 juillet                        | 2 août                             | 93 (47 + 27 + 19)     |
| Troisième tour de qualification                                        | 23 juillet                                             | 9 août                            | 16 août                            | 72 (47 + 13 + 12)     |
| Tour de barrages                                                       | 6 août                                                 | 23 août                           | 30 août                            | 42 (36 + 6)           |
| Phase de groupes (2018)                                                |                                                        |                                   |                                    |                       |
| Journées 1 et 5 Journées 2 et 6 Journées 3 et 4                        | 31 août                                                | 20 septembre 4 octobre 25 octobre | 29 novembre 13 décembre 8 novembre | 48 (17 + 21 + 10)     |
| Phase finale (2019)                                                    |                                                        |                                   |                                    |                       |
| Seizièmes de finale                                                    | 17 décembre                                            | 14 février                        | 21 février                         | 32 (24 + 8)           |
| Huitièmes de finale                                                    | 22 février                                             | 7 mars                            | 14 mars                            | 16                    |
| Quarts de finale                                                       | 15 mars                                                | 11 avril                          | 18 avril                           | 8                     |
| Demi-finale                                                            | 15 mars                                                | 2 mai                             | 9 mai                              | 4                     |
| Finale                                                                 | 15 mars                                                | mercredi 29 mai à Bakou           | mercredi 29 mai à Bakou            | 2                     |
| en italique : clubs repêchés de la Ligue des champions lors de ce tour |                                                        |                                   |                                    |                       |

## Phase qualificative
Les équipes marquées d'un astérisque sont têtes de série lors du tirage au sort et ne peuvent se rencontrer.

### Tour préliminaire
Le tirage au sort du premier tour de qualification a lieu le 12 juin 2018.
Les matchs aller ont lieu le 28 juin tandis que les matchs retour prennent place le 5 juillet.
| Têtes de série      | Têtes de série | Non têtes de série | Non têtes de série |
| ------------------- | -------------- | ------------------ | ------------------ |
| Birkirkara FC       | 2.750          | Cefn Druids        | 0.775              |
| FK Trakai           | 1.750          | UE Sant Julià      | 0.750              |
| Europa FC           | 1.500          | KÍ Klaksvík        | 0.750              |
| B36 Tórshavn        | 1.500          | St Joseph's FC     | 0.600              |
| SS Folgore/Falciano | 1.250          | UE Engordany       | 0.266              |
| Bala Town FC        | 1.000          | FC Pristina        | 0.250              |
| Gzira United        | 0.900          | SP Tre Fiori       | 0.099              |

| Équipe         | Aller | Total           | Retour  | Équipe               |
| -------------- | ----- | --------------- | ------- | -------------------- |
| *Europa FC     | 1 - 1 | 1 - 6           | 0 - 5   | FC Pristina          |
| UE Sant Julià  | 0 - 2 | 1 - 4           | 1 - 2   | Gzira United*        |
| UE Engordany   | 2 - 1 | 3 - 2           | 1 - 1   | SS Folgore/Falciano* |
| *B36 Tórshavn  | 1 - 1 | 2 - 2 4 - 2 tab | 1 - 1ap | St Joseph's FC       |
| *Birkirkara FC | 1 - 1 | 2 - 3           | 1 - 2   | KÍ Klaksvík          |
| SP Tre Fiori   | 3 - 0 | 3 - 1           | 0 - 1   | Bala Town FC*        |
| Cefn Druids    | 1 - 1 | 1 - 2           | 0 - 1   | FK Trakai*           |

### Premier tour de qualification
Le tirage au sort du premier tour de qualification a lieu le 20 juin 2018.
Les matchs aller ont lieu le 12 juillet tandis que les matchs retour prennent place le 19 juillet.
Lors du tirage au sort, les équipes sont séparées en 9 groupes. Les têtes de série sont déterminées suivant le coefficient UEFA des équipes. Dans chaque groupe, les équipes sont numérotées afin de rendre le tirage plus rapide.
| Groupe 1       | Groupe 1            | Groupe 1       | Groupe 1           | Groupe 1               | Groupe 1           | Groupe 2       | Groupe 2              | Groupe 2       | Groupe 2           | Groupe 2           | Groupe 2           |
| Têtes de série | Têtes de série      | Têtes de série | Non têtes de série | Non têtes de série     | Non têtes de série | Têtes de série | Têtes de série        | Têtes de série | Non têtes de série | Non têtes de série | Non têtes de série |
| -------------- | ------------------- | -------------- | ------------------ | ---------------------- | ------------------ | -------------- | --------------------- | -------------- | ------------------ | ------------------ | ------------------ |
| 1              | FK Žalgiris Vilnius | 5.500          | 6                  | Glenavon FC            | 0.850              | 1              | NK Domžale            | 3.000          | 6                  | Progrès Niederkorn | 0.875              |
| 2              | Molde FK            | 12.500         | 7                  | KÍ Klaksvík†           | 2.750              | 2              | FK Qabala             | 5.250          | 7                  | Široki Brijeg      | 2.250              |
| 3              | Nõmme Kalju         | 4.000          | 8                  | FC Pristina†           | 1.500              | 3              | Dinamo Tbilissi       | 4.250          | 8                  | KF Shkupi          | 1.500              |
| 4              | CS Fola Esch        | 3.500          | 9                  | FC Ilves               | 1.380              | 4              | Rangers FC            | 3.725          | 9                  | FC Stumbras        | 1.075              |
| 5              | Slavia Sofia        | 3.825          | 10                 | Stjarnan               | 2.750              | 5              | Apollon Limassol      | 10.000         | 10                 | Dunajská Streda    | 2.425              |
| Groupe 3       | Groupe 3            | Groupe 3       | Groupe 3           | Groupe 3               | Groupe 3           | Groupe 4       | Groupe 4              | Groupe 4       | Groupe 4           | Groupe 4           | Groupe 4           |
| Têtes de série | Têtes de série      | Têtes de série | Non têtes de série | Non têtes de série     | Non têtes de série | Têtes de série | Têtes de série        | Têtes de série | Non têtes de série | Non têtes de série | Non têtes de série |
| 1              | NK Maribor          | 22.500         | 6                  | FK Budućnost Podgorica | 2.250              | 1              | Górnik Zabrze         | 4.025          | 6                  | Pyunik Erevan      | 2.250              |
| 2              | FK AS Trenčín       | 5.000          | 7                  | FK Partizani Tirana    | 2.000              | 2              | Vardar Skopje         | 5.000          | 7                  | FC Zaria Bălți     | 2.000              |
| 3              | Viitorul Constanța  | 4.090          | 8                  | Újpest FC              | 1.625              | 3              | Dinamo Minsk          | 8.000          | 8                  | Coleraine FC       | 0.850              |
| 4              | Neftchi Bakou       | 3.825          | 9                  | FC Samtredia           | 1.250              | 4              | Spartak Subotica      | 3.750          | 9                  | B36 Tórshavn†      | 1.500              |
| 5              | Tobol Kostanaï      | 3.625          | 10                 | Racing Luxembourg      | 0.875              | 5              | OFK Titograd          | 3.000          | 10                 | Derry City FC      | 1.340              |
| Groupe 5       | Groupe 5            | Groupe 5       | Groupe 5           | Groupe 5               | Groupe 5           | Groupe 6       | Groupe 6              | Groupe 6       | Groupe 6           | Groupe 6           | Groupe 6           |
| Têtes de série | Têtes de série      | Têtes de série | Non têtes de série | Non têtes de série     | Non têtes de série | Têtes de série | Têtes de série        | Têtes de série | Non têtes de série | Non têtes de série | Non têtes de série |
| 1              | FH Hafnarfjörður    | 5.500          | 6                  | Cliftonville FC        | 2.500              | 1              | NK Osijek             | 5.200          | 6                  | Ferencváros TC     | 2.500              |
| 2              | FC Nordsjælland     | 5.190          | 7                  | FC Lahti               | 1.380              | 2              | Maccabi Tel-Aviv      | 22.500         | 7                  | Petrocub Hîncești  | 2.000              |
| 3              | AIK Solna           | 4.000          | 8                  | Luftëtari Gjirokastër  | 1.700              | 3              | FK Sarajevo           | 3.250          | 8                  | KF Laç             | 1.700              |
| 4              | FK Ventspils        | 3.750          | 9                  | Connah's Quay          | 0.775              | 4              | Anorthosis Famagouste | 4.310          | 9                  | UE Engordany†      | 1.250              |
| 5              | Chakhtior Salihorsk | 3.725          | 10                 | Shamrock Rovers        | 1.340              | 5              | Kaïrat Almaty         | 3.625          | 10                 | Banants Erevan     | 0.975              |
| Groupe 7       | Groupe 7            | Groupe 7       | Groupe 7           | Groupe 7               | Groupe 7           | Groupe 8       | Groupe 8              | Groupe 8       | Groupe 8           | Groupe 8           | Groupe 8           |
| Têtes de série | Têtes de série      | Têtes de série | Non têtes de série | Non têtes de série     | Non têtes de série | Têtes de série | Têtes de série        | Têtes de série | Non têtes de série | Non têtes de série | Non têtes de série |
| 1              | Partizan Belgrade   | 17.000         | 6                  | FC Milsami Orhei       | 2.750              | 1              | Lech Poznań           | 7.000          | 7                  | Chikhura Sachkhere | 2.000              |
| 2              | Slovan Bratislava   | 5.000          | 7                  | FK Rudar Pljevlja      | 1.750              | 2              | Beitar Jérusalem      | 4.350          | 8                  | FC Vaduz           | 2.750              |
| 3              | Keşla FK            | 3.825          | 8                  | Riga FC                | 1.125              | 3              | Radnički Niš          | 3.750          | 9                  | FC Narva Trans     | 1.100              |
| 4              | CSKA Sofia          | 3.825          | 9                  | Budapest Honvéd FC     | 1.625              | 4              | Levski Sofia          | 3.825          | 10                 | FK Trakai†         | 1.750              |
| 5              | Rabotnički Skopje   | 3.250          | 10                 | Balzan FC              | 0.900              | 5              | Irtych Pavlodar       | 3.625          | 11                 | Gandzasar Kapan    | 0.975              |
|                |                     |                |                    |                        |                    | 6              | Željezničar Sarajevo  | 3.000          | 12                 | Gzira United†      | 0.900              |
| Groupe 9       |                     |                |                    |                        |                    |                |                       |                |                    |                    |                    |
| Têtes de série | Têtes de série      | Têtes de série | Non têtes de série | Non têtes de série     | Non têtes de série |                |                       |                |                    |                    |                    |
| 1              | NK Rudar Velenje    | 2.900          | 7                  | Levadia Tallinn        | 2.750              |                |                       |                |                    |                    |                    |
| 2              | Dundalk FC          | 5.500          | 8                  | ÍBV Vestmannaeyja      | 1.650              |                |                       |                |                    |                    |                    |
| 3              | Hibernian FC        | 3.725          | 9                  | KuPS Kuopio            | 1.380              |                |                       |                |                    |                    |                    |
| 4              | Sarpsborg 08 FF     | 3.485          | 10                 | FK Liepāja             | 1.500              |                |                       |                |                    |                    |                    |
| 5              | BK Häcken           | 3.995          | 11                 | SP Tre Fiori†          | 1.000              |                |                       |                |                    |                    |                    |
| 6              | FC Copenhague       | 34.000         | 12                 | NSÍ Runavík            | 0.750              |                |                       |                |                    |                    |                    |

† : Équipes provenant du tour préliminaire. Les équipes en italique ont éliminé une équipe avec un coefficient plus important au tour précédent et bénéficient de son coefficient UEFA au moment du tirage.
| Équipe                 | Aller | Total           | Retour  | Équipe                |
| ---------------------- | ----- | --------------- | ------- | --------------------- |
| Stjarnan               | 3 - 0 | 3 - 1           | 0 - 1   | Nõmme Kalju*          |
| Dunajská Streda        | 1 - 1 | 3 - 2           | 2 - 1   | Dinamo Tbilissi*      |
| Racing Luxembourg      | 0 - 2 | 0 - 2           | 0 - 0   | Viitorul Constanța*   |
| Derry City FC          | 0 - 2 | 2 - 3           | 2 - 1   | Dinamo Minsk*         |
| Shamrock Rovers        | 0 - 1 | 1 - 2           | 1 - 1ap | AIK Solna*            |
| Banants Erevan         | 1 - 2 | 1 - 5           | 0 - 3   | FK Sarajevo*          |
| Balzan FC              | 4 - 1 | 5 - 3           | 1 - 2   | Keşla FK*             |
| FC Ilves               | 0 - 1 | 1 - 3           | 1 - 2   | Slavia Sofia*         |
| FC Stumbras            | 1 - 0 | 1 - 2           | 0 - 2   | Apollon Limassol*     |
| FC Samtredia           | 0 - 1 | 0 - 3           | 0 - 2   | Tobol Kostanaï*       |
| B36 Tórshavn           | 0 - 0 | 2 - 1           | 2 - 1   | OFK Titograd*         |
| Connah's Quay          | 1 - 3 | 1 - 5           | 0 - 2   | Chakhtior Salihorsk*  |
| UE Engordany           | 0 - 3 | 1 - 10          | 1 - 7   | Kaïrat Almaty*        |
| *Rabotnički Skopje     | 2 - 1 | 2 - 5           | 0 - 4   | Budapest Honvéd FC    |
| KÍ Klaksvík            | 1 - 2 | 2 - 3           | 1 - 1   | FK Žalgiris Vilnius*  |
| Široki Brijeg          | 2 - 2 | 3 - 3E          | 1 - 1   | NK Domžale*           |
| FK Partizani Tirana    | 0 - 1 | 0 - 3           | 0 - 2   | NK Maribor*           |
| *Górnik Zabrze         | 1 - 0 | 2 - 1           | 1 - 1   | FC Zaria Bălți        |
| FC Lahti               | 0 - 3 | 0 - 3           | 0 - 0   | FH Hafnarfjörður*     |
| Petrocub Hîncești      | 1 - 1 | 2 - 3           | 1 - 2   | NK Osijek*            |
| FK Rudar Pljevlja      | 0 - 3 | 0 - 6           | 0 - 3   | Partizan Belgrade*    |
| *CS Fola Esch          | 0 - 0 | 0 - 0 5 - 4 tab | 0 - 0ap | FC Pristina           |
| *Rangers FC            | 2 - 0 | 2 - 0           | 0 - 0   | KF Shkupi             |
| *Neftchi Bakou         | 3 - 1 | 3 - 5           | 0 - 4   | Újpest FC             |
| *Spartak Subotica      | 1 - 1 | 3 - 1           | 2 - 0   | Coleraine FC          |
| *FK Ventspils          | 5 - 0 | 8 - 3           | 3 - 3   | Luftëtari Gjirokastër |
| *Anorthosis Famagouste | 2 - 1 | 2 - 2E          | 0 - 1   | KF Laç                |
| *CSKA Sofia            | 1 - 0 | 1 - 1 5 - 3tab  | 0 - 1ap | Riga FC               |
| Glenavon FC            | 2 - 1 | 3 - 6           | 1 - 5   | Molde FK*             |
| *FK Qabala             | 0 - 2 | 1 - 2           | 1 - 0   | Progrès Niederkorn    |
| FK Budućnost Podgorica | 0 - 2 | 1 - 3           | 1 - 1   | FK AS Trenčín*        |
| Pyunik Erevan          | 1 - 0 | 3 - 0           | 2 - 0   | Vardar Skopje*        |
| Cliftonville FC        | 0 - 1 | 1 - 3           | 1 - 2   | FC Nordsjælland*      |
| Ferencváros TC         | 1 - 1 | 1 - 2           | 0 - 1   | Maccabi Tel-Aviv*     |
| FC Milsami Orhei       | 2 - 4 | 2 - 9           | 0 - 5   | Slovan Bratislava*    |
| *Radnički Niš          | 4 - 0 | 5 - 0           | 1 - 0   | Gzira United          |
| *Hibernian FC          | 6 - 1 | 12 - 5          | 6 - 4   | NSÍ Runavík           |
| *Lech Poznań           | 2 - 0 | 3 - 2           | 1 - 2   | Gandzasar Kapan       |
| *NK Rudar Velenje      | 7 - 0 | 10 - 0          | 3 - 0   | SP Tre Fiori          |
| Chikhura Sachkhere     | 0 - 0 | 2 - 1           | 2 - 1   | Beitar Jérusalem*     |
| Levadia Tallinn        | 0 - 1 | 1 - 3           | 1 - 2   | Dundalk FC*           |
| FC Vaduz               | 1 - 0 | 3E - 3          | 2 - 3   | Levski Sofia*         |
| ÍBV Vestmannaeyja      | 0 - 4 | 0 - 6           | 0 - 2   | Sarpsborg 08 FF*      |
| FC Narva Trans         | 0 - 2 | 1 - 5           | 1 - 3   | Željezničar Sarajevo* |
| KuPS Kuopio            | 0 - 1 | 1 - 2           | 1 - 1   | FC Copenhague*        |
| FK Trakai              | 0 - 0 | 1 - 0           | 1 - 0   | Irtych Pavlodar*      |
| FK Liepāja             | 0 - 3 | 2 - 4           | 2 - 1   | BK Häcken*            |

### Deuxième tour de qualification
Le tirage au sort du deuxième tour de qualification a lieu le 19 juin 2018 pour la Voie des champions et le 20 juin 2018 pour la Voie Principale.
Les matchs aller ont lieu le 26 juillet tandis que les matchs retour prennent place le 2 août.
Parmi les 93 équipes présentes lors de ce deuxième tour, 74 sont dans la Voie principale. Les 19 autres, dans la Voie des champions, ont été éliminées lors du tour préliminaire ou le premier tour de Ligue des champions.
Dans la Voie principale, les équipes sont séparées en 7 groupes. Les 37 meilleures équipes au coefficient UEFA sont désignées comme têtes de série. Les 37 autres sont non têtes de série.
Dans chaque groupe, les équipes sont numérotées afin de rendre le tirage plus rapide.
Dans la Voie des champions, les 16 équipes éliminées au premier tour de qualification de la Ligue des champions sont têtes de série. Les 3 équipes éliminées au tour préliminaire de la Ligue des champions sont non têtes de série. Parmi les 16 équipes têtes de série, une équipe est tirée au sort et est exemptée de ce second tour de qualification.
| Voie principale        | Voie principale        | Voie principale | Voie principale    | Voie principale      | Voie principale    | Voie principale     | Voie principale       | Voie principale | Voie principale    | Voie principale       | Voie principale    |
| Groupe 1               | Groupe 1               | Groupe 1        | Groupe 1           | Groupe 1             | Groupe 1           | Groupe 2            | Groupe 2              | Groupe 2        | Groupe 2           | Groupe 2              | Groupe 2           |
| Têtes de série         | Têtes de série         | Têtes de série  | Non têtes de série | Non têtes de série   | Non têtes de série | Têtes de série      | Têtes de série        | Têtes de série  | Non têtes de série | Non têtes de série    | Non têtes de série |
| ---------------------- | ---------------------- | --------------- | ------------------ | -------------------- | ------------------ | ------------------- | --------------------- | --------------- | ------------------ | --------------------- | ------------------ |
| 1                      | FK Žalgiris Vilnius†   | 5.500           | 6                  | FK Sarajevo†         | 3.250              | 1                   | FC Nordsjælland†      | 5.190           | 6                  | Balzan FC†            | 3.825              |
| 2                      | Burnley FC             | 15.921          | 7                  | Kaïrat Almaty†       | 3.625              | 2                   | FH Hafnarfjörður†     | 5.500           | 7                  | NK Rudar Velenje†     | 2.900              |
| 3                      | Atalanta Bergame       | 15.249          | 8                  | Aberdeen FC          | 4.000              | 3                   | Slovan Bratislava†    | 5.000           | 8                  | Hapoël Haïfa          | 4.350              |
| 4                      | AZ Alkmaar             | 25.000          | 9                  | FC Vaduz†            | 3.825              | 4                   | Steaua Bucarest       | 27.500          | 9                  | AIK Solna†            | 4.000              |
| 5                      | Molde FK†              | 12.500          | 10                 | KF Laç†              | 4.310              | 5                   | Partizan Belgrade†    | 17.000          | 10                 | FK Trakai†            | 3.625              |
| Groupe 3               | Groupe 3               | Groupe 3        | Groupe 3           | Groupe 3             | Groupe 3           | Groupe 4            | Groupe 4              | Groupe 4        | Groupe 4           | Groupe 4              | Groupe 4           |
| Têtes de série         | Têtes de série         | Têtes de série  | Non têtes de série | Non têtes de série   | Non têtes de série | Têtes de série      | Têtes de série        | Têtes de série  | Non têtes de série | Non têtes de série    | Non têtes de série |
| 1                      | Maccabi Tel-Aviv†      | 22.500          | 6                  | Górnik Zabrze†       | 4.025              | 1                   | FK Oufa               | 10.676          | 6                  | Stjarnan†             | 4.000              |
| 2                      | Sparta Prague          | 34.500          | 7                  | CSKA Sofia†          | 3.825              | 2                   | Rio Ave FC            | 9.449           | 7                  | Tobol Kostanaï†       | 3.625              |
| 3                      | FK AS Trenčín†         | 5.000           | 8                  | Spartak Subotica†    | 3.750              | 3                   | FC Copenhague†        | 34.000          | 8                  | Jagiellonia Białystok | 4.025              |
| 4                      | Admira Wacker          | 6.570           | 9                  | Radnički Niš†        | 3.750              | 4                   | Pyunik Erevan†        | 5.000           | 9                  | NK Domžale†           | 3.000              |
| 5                      | Dundalk FC†            | 5.500           | 10                 | AEK Larnaca          | 4.310              | 5                   | RB Leipzig            | 17.000          | 10                 | BK Häcken†            | 3.995              |
| Groupe 5               | Groupe 5               | Groupe 5        | Groupe 5           | Groupe 5             | Groupe 5           | Groupe 6            | Groupe 6              | Groupe 6        | Groupe 6           | Groupe 6              | Groupe 6           |
| Têtes de série         | Têtes de série         | Têtes de série  | Non têtes de série | Non têtes de série   | Non têtes de série | Têtes de série      | Têtes de série        | Têtes de série  | Non têtes de série | Non têtes de série    | Non têtes de série |
| 1                      | NK Osijek†             | 5.200           | 6                  | Budapest Honvéd FC†  | 3.250              | 1                   | Atromitos FC          | 5.720           | 7                  | Dinamo Brest          | 3.725              |
| 2                      | Dinamo Minsk†          | 8.000           | 7                  | B36 Tórshavn†        | 3.000              | 2                   | FC Saint-Gall         | 6.040           | 8                  | Sarpsborg 08 FF†      | 3.485              |
| 3                      | Progrès Niederkorn†    | 5.250           | 8                  | Dunajská Streda†     | 4.250              | 3                   | Vitesse Arnhem        | 6.000           | 9                  | Viitorul Constanța†   | 4.090              |
| 4                      | Beşiktaş JK            | 57.000          | 9                  | Rangers FC†          | 3.725              | 4                   | Séville FC            | 113.000         | 10                 | FK Ventspils†         | 3.750              |
| 5                      | LASK Linz              | 6.570           | 10                 | Lillestrøm SK        | 3.485              | 5                   | Apollon Limassol†     | 10.000          | 11                 | Željezničar Sarajevo† | 3.000              |
|                        |                        |                 |                    |                      |                    | 6                   | Girondins de Bordeaux | 11.283          | 12                 | Újpest FC†            | 3.825              |
| Groupe 7               |                        |                 |                    |                      |                    |                     |                       |                 |                    |                       |                    |
| Têtes de série         | Têtes de série         | Têtes de série  | Non têtes de série | Non têtes de série   | Non têtes de série |                     |                       |                 |                    |                       |                    |
| 1                      | FK Marioupol           | 8.226           | 7                  | Djurgårdens IF       | 3.995              |                     |                       |                 |                    |                       |                    |
| 2                      | KRC Genk               | 27.000          | 8                  | CS Fola Esch†        | 3.500              |                     |                       |                 |                    |                       |                    |
| 3                      | NK Maribor†            | 22.500          | 9                  | Chikhura Sachkhere†  | 4.350              |                     |                       |                 |                    |                       |                    |
| 4                      | Hajduk Split           | 7.000           | 10                 | Chakhtior Salihorsk† | 3.725              |                     |                       |                 |                    |                       |                    |
| 5                      | Asteras Tripolis       | 9.000           | 11                 | Hibernian FC†        | 3.725              |                     |                       |                 |                    |                       |                    |
| 6                      | Lech Poznań†           | 7.000           | 12                 | Slavia Sofia†        | 3.825              |                     |                       |                 |                    |                       |                    |
| Voie des champions     |                        |                 |                    |                      |                    |                     |                       |                 |                    |                       |                    |
| Groupe 1               |                        |                 |                    |                      |                    |                     |                       |                 |                    |                       |                    |
| Têtes de série         | Têtes de série         | Têtes de série  | Têtes de série     | Têtes de série       | Têtes de série     | Têtes de série      | Têtes de série        | Têtes de série  | Non têtes de série | Non têtes de série    | Non têtes de série |
| Valletta FC*           | Valletta FC*           | 3.250           | Torpedo Koutaïssi* | Torpedo Koutaïssi*   | 1.000              | Zrinjski Mostar*    | Zrinjski Mostar*      | 3.750           | Lincoln Red Imps** | Lincoln Red Imps**    | 2.750              |
| The New Saints*        | The New Saints*        | 5.000           | Víkingur Gøta*     | Víkingur Gøta*       | 3.000              |                     |                       |                 |                    |                       |                    |
| Groupe 2               |                        |                 |                    |                      |                    |                     |                       |                 |                    |                       |                    |
| Têtes de série         | Têtes de série         | Têtes de série  | Têtes de série     | Têtes de série       | Têtes de série     | Têtes de série      | Têtes de série        | Têtes de série  | Non têtes de série | Non têtes de série    | Non têtes de série |
| KF Drita*              | KF Drita*              | 0.000           | Valur Reykjavik*   | Valur Reykjavik*     | 1.650              | FK Sutjeska Nikšić* | FK Sutjeska Nikšić*   | 2.500           | FC Santa Coloma**  | FC Santa Coloma**     | 2.750              |
| Alashkert FC*          | Alashkert FC*          | 2.500           | F91 Dudelange*     | F91 Dudelange*       | 3.500              |                     |                       |                 |                    |                       |                    |
| Groupe 3               |                        |                 |                    |                      |                    |                     |                       |                 |                    |                       |                    |
| Têtes de série         | Têtes de série         | Têtes de série  | Têtes de série     | Têtes de série       | Têtes de série     | Têtes de série      | Têtes de série        | Têtes de série  | Non têtes de série | Non têtes de série    | Non têtes de série |
| Flora Tallinn*         | Flora Tallinn*         | 1.250           | Spartaks Jurmala*  | Spartaks Jurmala*    | 1.750              | Crusaders FC*       | Crusaders FC*         | 3.000           | SP La Fiorita**    | SP La Fiorita**       | 1.750              |
| NK Olimpija Ljubljana* | NK Olimpija Ljubljana* | 2.900           | APOEL Nicosie*     | APOEL Nicosie*       | 27.000             |                     |                       |                 |                    |                       |                    |
| Exempt                 |                        |                 |                    |                      |                    |                     |                       |                 |                    |                       |                    |
| Cork City FC*          | Cork City FC*          | 1.750           |                    |                      |                    |                     |                       |                 |                    |                       |                    |

† : Équipes provenant du premier tour. Dans la voie principale, les équipes en italique ont éliminé une équipe avec un coefficient plus important au tour précédent et bénéficient de son coefficient UEFA au moment du tirage.
* : Équipes provenant du premier tour de Ligue des champions.
** : Équipes provenant du tour préliminaire de Ligue des champions.
| Équipe                | Aller           | Total           | Retour          | Équipe                 |
| Voie principale       | Voie principale | Voie principale | Voie principale | Voie principale        |
| --------------------- | --------------- | --------------- | --------------- | ---------------------- |
| *Molde FK             | 3 - 0           | 5 - 0           | 2 - 0           | KF Laç                 |
| *Atalanta Bergame     | 2 - 2           | 10 - 2          | 8 - 0           | FK Sarajevo            |
| *FK Žalgiris Vilnius  | 1 - 0           | 2 - 1           | 1 - 1           | FC Vaduz               |
| Kaïrat Almaty         | 2 - 0           | 3 - 2           | 1 - 2           | AZ Alkmaar*            |
| Aberdeen FC           | 1 - 1           | 2 - 4           | 1 - 3ap         | Burnley FC*            |
| *Partizan Belgrade    | 1 - 0           | 2 - 1           | 1 - 1           | FK Trakai              |
| Balzan FC             | 2 - 1           | 3 - 4           | 1 - 3           | Slovan Bratislava*     |
| *FC Nordsjælland      | 1 - 0           | 2 - 0           | 1 - 0           | AIK Solna              |
| NK Rudar Velenje      | 0 - 2           | 0 - 6           | 0 - 4           | Steaua Bucarest*       |
| Hapoël Haïfa          | 1 - 1           | 2 - 1           | 1 - 0           | FH Hafnarfjörður*      |
| *Dundalk FC           | 0 - 0           | 0 - 4           | 0 - 4           | AEK Larnaca            |
| Górnik Zabrze         | 0 - 1           | 1 - 5           | 1 - 4           | FK AS Trenčín*         |
| *Maccabi Tel-Aviv     | 2 - 0           | 4 - 2           | 2 - 2           | Radnički Niš           |
| CSKA Sofia            | 3 - 0           | 6 - 1           | 3 - 1           | Admira Wacker*         |
| Spartak Subotica      | 2 - 0           | 3 - 2           | 1 - 2           | Sparta Prague*         |
| *RB Leipzig           | 4 - 0           | 5 - 1           | 1 - 1           | BK Häcken              |
| Stjarnan              | 0 - 2           | 0 - 7           | 0 - 5           | FC Copenhague*         |
| *FK Oufa              | 0 - 0           | 1E - 1          | 1 - 1           | NK Domžale             |
| Tobol Kostanaï        | 2 - 1           | 2 - 2E          | 0 - 1           | Pyunik Erevan*         |
| Jagiellonia Białystok | 1 - 0           | 5 - 4           | 4 - 4           | Rio Ave FC*            |
| *LASK Linz            | 4 - 0           | 6 - 1           | 2 - 1           | Lillestrøm SK          |
| Budapest Honvéd FC    | 1 - 0           | 1 - 2           | 0 - 2           | Progrès Niederkorn*    |
| *NK Osijek            | 0 - 1           | 1 - 2           | 1 - 1           | Rangers FC             |
| B36 Tórshavn          | 0 - 2           | 0 - 8           | 0 - 6           | Beşiktaş JK*           |
| Dunajská Streda       | 1 - 3           | 2 - 7           | 1 - 4           | Dinamo Minsk*          |
| FK Ventspils          | 0 - 1           | 1 - 3           | 1 - 2           | Girondins de Bordeaux* |
| Željezničar Sarajevo  | 1 - 2           | 2 - 5           | 1 - 3           | Apollon Limassol*      |
| Viitorul Constanța    | 2 - 2           | 3 - 5           | 1 - 3           | Vitesse Arnhem*        |
| *FC Saint-Gall        | 2 - 1           | 2 - 2E          | 0 - 1           | Sarpsborg 08 FF        |
| Dinamo Brest          | 4 - 3           | 5 - 4           | 1 - 1           | Atromitos FC*          |
| *Séville FC           | 4 - 0           | 7 - 1           | 3 - 1           | Újpest FC              |
| Chakhtior Salihorsk   | 1 - 1           | 2 - 4           | 1 - 3ap         | Lech Poznań*           |
| Hibernian FC          | 3 - 2           | 4 - 3           | 1 - 1           | Asteras Tripolis*      |
| Chikhura Sachkhere    | 0 - 0           | 0 - 2           | 0 - 2           | NK Maribor*            |
| *KRC Genk             | 5 - 0           | 9 - 1           | 4 - 1           | CS Fola Esch           |
| Djurgårdens IF        | 1 - 1           | 2 - 3           | 1 - 2 ap        | FK Marioupol*          |
| *Hajduk Split         | 1 - 0           | 4 - 2           | 3 - 2           | Slavia Sofia           |
| Voie des champions    |                 |                 |                 |                        |
| The New Saints        | 2 - 1           | 3 - 2           | 1 - 1           | Lincoln Red Imps       |
| Torpedo Koutaïssi     | 3 - 0           | 7 - 0           | 4 - 0           | Víkingur Gøta          |
| Zrinjski Mostar       | 1 - 1           | 3 - 2           | 2 - 1           | Valletta FC            |
| FC Santa Coloma       | 1 - 0           | 1 - 3           | 0 - 3           | Valur Reykjavik        |
| FK Sutjeska Nikšić    | 0 - 1           | 0 - 1           | 0 - 0           | Alashkert FC           |
| F91 Dudelange         | 2 - 1           | 3 - 2           | 1 - 1           | KF Drita               |
| Spartaks Jurmala      | 6 - 0           | 9 - 0           | 3 - 0           | SP La Fiorita          |
| APOEL Nicosie         | 5 - 0           | 5 - 2           | 0 - 2           | Flora Tallinn          |
| NK Olimpija Ljubljana | 5 - 1           | 6 - 2           | 1 - 1           | Crusaders FC           |

### Troisième tour de qualification
Le tirage au sort du troisième tour de qualification a lieu le 23 juillet 2018.
Les matchs aller ont lieu le 9 août tandis que les matchs retour prennent place le 16 août.
Parmi les 72 équipes présentes lors de ce deuxième tour, 52 sont dans la Voie principale. Les 20 autres, dans la Voie des champions, ont été préalablement en Ligue des champions dans la Voie des champions.
Dans la Voie principale, les 26 meilleures équipes au coefficient UEFA sont désignées comme têtes de série. Les 26 autres sont non têtes de série.
Dans la Voie des champions, les 10 équipes éliminées au deuxième tour de qualification de la Ligue des champions sont têtes de série. Les 10 équipes qualifiées au deuxième tour de qualification de la Ligue Europa sont non têtes de série.
| Voie principale    | Voie principale          | Voie principale | Voie principale    | Voie principale        | Voie principale    | Voie principale | Voie principale        | Voie principale | Voie principale    | Voie principale    | Voie principale    |
| Groupe 1           | Groupe 1                 | Groupe 1        | Groupe 1           | Groupe 1               | Groupe 1           | Groupe 2        | Groupe 2               | Groupe 2        | Groupe 2           | Groupe 2           | Groupe 2           |
| Têtes de série     | Têtes de série           | Têtes de série  | Non têtes de série | Non têtes de série     | Non têtes de série | Têtes de série  | Têtes de série         | Têtes de série  | Non têtes de série | Non têtes de série | Non têtes de série |
| ------------------ | ------------------------ | --------------- | ------------------ | ---------------------- | ------------------ | --------------- | ---------------------- | --------------- | ------------------ | ------------------ | ------------------ |
| 1                  | Sturm Graz*              | 53.500          | 6                  | Pyunik Erevan†         | 3.625              | 1               | KRC Genk†              | 27.000          | 6                  | Zorya Louhansk     | 9.000              |
| 2                  | Maccabi Tel-Aviv†        | 22.500          | 7                  | Dinamo Minsk†          | 8.000              | 2               | Sporting Braga         | 30.500          | 7                  | Hapoël Haïfa†      | 5.500              |
| 3                  | HNK Rijeka               | 15.500          | 8                  | Sarpsborg 08 FF†       | 6.040              | 3               | FC Bâle*               | 71.000          | 8                  | Vitesse Arnhem†    | 6.000              |
| 4                  | Burnley FC†              | 15.921          | 9                  | AEK Larnaca†           | 5.500              | 4               | Partizan Belgrade†     | 17.000          | 9                  | Lech Poznań†       | 7.000              |
| 5                  | Zénith Saint-Pétersbourg | 78.000          | 10                 | İstanbul Başakşehir    | 8.500              | 5               | Atalanta Bergame†      | 15.249          | 10                 | FC Nordsjælland†   | 5.190              |
| Groupe 3           | Groupe 3                 | Groupe 3        | Groupe 3           | Groupe 3               | Groupe 3           | Groupe 4        | Groupe 4               | Groupe 4        | Groupe 4           | Groupe 4           | Groupe 4           |
| Têtes de série     | Têtes de série           | Têtes de série  | Non têtes de série | Non têtes de série     | Non têtes de série | Têtes de série  | Têtes de série         | Têtes de série  | Non têtes de série | Non têtes de série | Non têtes de série |
| 1                  | Séville FC†              | 113.000         | 6                  | Hibernian FC†          | 9.000              | 1               | Olympiakos             | 54.000          | 6                  | FK Marioupol†      | 8.226              |
| 2                  | Molde FK†                | 12.500          | 7                  | Hajduk Split†          | 7.000              | 2               | Girondins de Bordeaux† | 11.283          | 7                  | CSKA Sofia†        | 6.570              |
| 3                  | Kaïrat Almaty†           | 25.000          | 8                  | Sigma Olomouc          | 6.035              | 3               | NK Maribor†            | 22.500          | 8                  | Rangers FC†        | 5.200              |
| 4                  | Rapid Vienne             | 21.500          | 9                  | FK Žalgiris Vilnius†   | 5.500              | 4               | Feyenoord Rotterdam    | 21.500          | 9                  | FC Lucerne         | 6.040              |
| 5                  | Steaua Bucarest†         | 27.500          | 10                 | Slovan Bratislava†     | 5.000              | 5               | FC Copenhague†         | 34.000          | 10                 | FK AS Trenčín†     | 5.000              |
| Groupe 5           |                          |                 |                    |                        |                    |                 |                        |                 |                    |                    |                    |
| Têtes de série     | Têtes de série           | Têtes de série  | Non têtes de série | Non têtes de série     | Non têtes de série |                 |                        |                 |                    |                    |                    |
| 1                  | Beşiktaş JK†             | 57.000          | 7                  | Jagiellonia Białystok† | 9.449              |                 |                        |                 |                    |                    |                    |
| 2                  | Spartak Subotica†        | 34.500          | 8                  | LASK Linz†             | 6.570              |                 |                        |                 |                    |                    |                    |
| 3                  | FK Oufa†                 | 10.676          | 9                  | Dinamo Brest†          | 5.720              |                 |                        |                 |                    |                    |                    |
| 4                  | RB Leipzig†              | 17.000          | 10                 | Brøndby IF             | 5.190              |                 |                        |                 |                    |                    |                    |
| 5                  | La Gantoise              | 27.000          | 11                 | CSU Craiova            | 4.090              |                 |                        |                 |                    |                    |                    |
| 6                  | Apollon Limassol†        | 10.000          | 12                 | Progrès Niederkorn†    | 1.625              |                 |                        |                 |                    |                    |                    |
| Voie des champions |                          |                 |                    |                        |                    |                 |                        |                 |                    |                    |                    |
| Groupe 1           | Groupe 1                 | Groupe 1        | Groupe 1           | Groupe 1               | Groupe 1           | Groupe 2        | Groupe 2               | Groupe 2        | Groupe 2           | Groupe 2           | Groupe 2           |
| Têtes de série     | Têtes de série           | Têtes de série  | Non têtes de série | Non têtes de série     | Non têtes de série | Têtes de série  | Têtes de série         | Têtes de série  | Non têtes de série | Non têtes de série | Non têtes de série |
| 1                  | Ludogorets Razgrad*      | 37.000          | 6                  | Zrinjski Mostar†       | 3.750              | 1               | FC Midtjylland*        | 11.500          | 6                  | The New Saints†    | 5.000              |
| 2                  | CFR Cluj*                | 4.090           | 7                  | FC Santa Coloma†       | 2.750              | 2               | FK Kukësi*             | 4.250           | 7                  | Torpedo Koutaïssi† | 1.000              |
| 3                  | HJK Helsinki*            | 8.000           | 8                  | Alashkert FC†          | 2.500              | 3               | Hapoel Beer-Sheva*     | 10.000          | 8                  | Spartaks Jurmala†  | 1.750              |
| 4                  | Sheriff Tiraspol*        | 14.750          | 9                  | F91 Dudelange†         | 3.500              | 4               | Sūduva Marijampolė*    | 2.000           | 9                  | APOEL Nicosie†     | 27.000             |
| 5                  | Legia Varsovie*          | 24.500          | 10                 | NK Olimpija Ljubljana† | 2.900              | 5               | Rosenborg BK*          | 9.000           | 10                 | Cork City FC       | 1.750              |

† : Équipes provenant du deuxième tour. Dans la voie principale, les équipes en italique ont éliminé une équipe avec un coefficient plus important au tour précédent et bénéficient de son coefficient UEFA au moment du tirage.
* : Équipes provenant du deuxième tour de Ligue des champions. Dans la voie principale, les équipes en italique ont été éliminées de Ligue des champions face à une équipe avec un coefficient plus important au tour précédent et bénéficient de son coefficient UEFA au moment du tirage.
| Équipe                | Aller           | Total           | Retour          | Équipe                   |
| Voie principale       | Voie principale | Voie principale | Voie principale | Voie principale          |
| --------------------- | --------------- | --------------- | --------------- | ------------------------ |
| Pyunik Erevan         | 0 - 0           | 1 - 2           | 1 - 2           | Maccabi Tel-Aviv         |
| Dinamo Minsk          | 4 - 0           | 5 - 8           | 1 - 8 ap        | Zénith Saint-Pétersbourg |
| Sturm Graz            | 0 - 2           | 0 - 7           | 0 - 5           | AEK Larnaca              |
| Sarpsborg 08 FF       | 1 - 1           | 2 - 1           | 1 - 0           | HNK Rijeka               |
| İstanbul Başakşehir   | 0 - 0           | 0 - 1           | 0 - 1 ap        | Burnley FC               |
| Zorya Louhansk        | 1 - 1           | 3E - 3          | 2 - 2           | Sporting Braga           |
| Hapoël Haïfa          | 1 - 4           | 1 - 6           | 0 - 2           | Atalanta Bergame         |
| KRC Genk              | 2 - 0           | 4 - 1           | 2 - 1           | Lech Poznań              |
| Vitesse Arnhem        | 0 - 1           | 0 - 2           | 0 - 1           | FC Bâle                  |
| FC Nordsjælland       | 1 - 2           | 3 - 5           | 2 - 3           | Partizan Belgrade        |
| Hibernian FC          | 0 - 0           | 0 - 3           | 0 - 3           | Molde FK                 |
| Hajduk Split          | 0 - 0           | 1 - 2           | 1 - 2           | Steaua Bucarest          |
| Séville FC            | 1 - 0           | 6 - 0           | 5 - 0           | FK Žalgiris Vilnius      |
| Sigma Olomouc         | 2 - 0           | 4 - 1           | 2 - 1           | Kaïrat Almaty            |
| Slovan Bratislava     | 2 - 1           | 2 - 5           | 0 - 4           | Rapid Vienne             |
| FK Marioupol          | 1 - 3           | 2 - 5           | 1 - 2           | Girondins de Bordeaux    |
| CSKA Sofia            | 1 - 2           | 2 - 4           | 1 - 2           | FC Copenhague            |
| Olympiakos            | 4 - 0           | 7 - 1           | 3 - 1           | FC Lucerne               |
| Rangers FC            | 3 - 1           | 3 - 1           | 0 - 0           | NK Maribor               |
| FK AS Trenčín         | 4 - 0           | 5 - 1           | 1 - 1           | Feyenoord Rotterdam      |
| Jagiellonia Białystok | 0 - 1           | 1 - 4           | 1 - 3           | La Gantoise              |
| Spartak Subotica      | 0 - 2           | 1 - 4           | 1 - 2           | Brøndby IF               |
| FK Oufa               | 2 - 1           | 4 - 3           | 2 - 2           | Progrès Niederkorn       |
| Beşiktaş JK           | 1 - 0           | 2E - 2          | 1 - 2           | LASK Linz                |
| Apollon Limassol      | 4 - 0           | 4 - 1           | 0 - 1           | Dinamo Brest             |
| RB Leipzig            | 3 - 1           | 4 - 2           | 1 - 1           | CSU Craiova              |
| Voie des champions    |                 |                 |                 |                          |
| Ludogorets Razgrad    | 1 - 0           | 2 - 1           | 1 - 1           | Zrinjski Mostar          |
| Legia Varsovie        | 1 - 2           | 3 - 4           | 2 - 2           | F91 Dudelange            |
| Alashkert FC          | 0 - 2           | 0 - 7           | 0 - 5           | CFR Cluj                 |
| NK Olimpija Ljubljana | 3 - 0           | 7 - 1           | 4 - 1           | HJK Helsinki             |
| Sheriff Tiraspol      | 1 - 0           | 2E - 2          | 1 - 2           | Valur Reykjavik          |
| Cork City FC          | 0 - 2           | 0 - 5           | 0 - 3           | Rosenborg BK             |
| Spartaks Jurmala      | 0 - 1           | 0 - 1           | 0 - 0           | Sūduva Marijampolė       |
| The New Saints        | 0 - 2           | 1 - 5           | 1 - 3           | FC Midtjylland           |
| Hapoel Beer-Sheva     | 2 - 2           | 3 - 5           | 1 - 3           | APOEL Nicosie            |
| Torpedo Koutaïssi     | 5 - 2           | 5 - 4           | 0 - 2           | FK Kukësi                |

### Barrages
Le tirage au sort des barrages aura lieu le 6 août 2018.
Les matchs aller auront lieu le 23 août tandis que les matchs retour prendront place le 30 août.
Quarante-deux équipes prennent part à ces barrages, vingt-six d'entre elles étant dans la Voie principale et constituant les vainqueurs des confrontations de cette même voie lors du tour précédent, tandis que les seize autres sont placés dans la Voie des champions : dix d'entre elles étant les vainqueurs des confrontations de cette même voie lors du tour précédent tandis que les six autres sont repêchés de la voie des champions du troisième tour de qualification de la Ligue des champions.
Dans la Voie principale, les 13 meilleures équipes au coefficient UEFA sont désignées comme tête de série. Les 13 autres sont non tête de série.
Dans la Voie des champions, les 6 équipes éliminées au troisième tour de qualification de la Ligue des champions sont tête de série. Les 10 équipes qualifiées au troisième tour de qualification de la Ligue Europa sont non tête de série.
| Voie principale    | Voie principale           | Voie principale | Voie principale    | Voie principale        | Voie principale    |
| Groupe 1           | Groupe 1                  | Groupe 1        | Groupe 1           | Groupe 1               | Groupe 1           |
| Têtes de série     | Têtes de série            | Têtes de série  | Non têtes de série | Non têtes de série     | Non têtes de série |
| ------------------ | ------------------------- | --------------- | ------------------ | ---------------------- | ------------------ |
| 1                  | Maccabi Tel-Aviv†         | 22.500          | 5                  | Sarpsborg 08 FF†       | 15.500             |
| 2                  | Beşiktaş JK†              | 57.000          | 6                  | Partizan Belgrade†     | 17.000             |
| 3                  | La Gantoise†              | 27.000          | 7                  | Girondins de Bordeaux† | 11.283             |
| 4                  | Séville FC†               | 113.000         | 8                  | Sigma Olomouc†         | 6.035              |
| Groupe 2           |                           |                 |                    |                        |                    |
| Têtes de série     | Têtes de série            | Têtes de série  | Non têtes de série | Non têtes de série     | Non têtes de série |
| 1                  | FC Bâle†                  | 71.000          | 5                  | Apollon Limassol†      | 10.000             |
| 2                  | FC Copenhague†            | 34.000          | 6                  | Atalanta Bergame†      | 15.249             |
| 3                  | Rangers FC†               | 22.500          | 7                  | FK Oufa†               | 10.676             |
| 4                  | Steaua Bucarest†          | 27.500          | 8                  | Rapid Vienne†          | 21.500             |
| Groupe 3           |                           |                 |                    |                        |                    |
| Têtes de série     | Têtes de série            | Têtes de série  | Non têtes de série | Non têtes de série     | Non têtes de série |
| 1                  | Zénith Saint-Pétersbourg† | 78.000          | 6                  | RB Leipzig†            | 17.000             |
| 2                  | Olympiakos†               | 54.000          | 7                  | Brøndby IF†            | 5.190              |
| 3                  | KRC Genk†                 | 27.000          | 8                  | Molde FK†              | 12.500             |
| 4                  | Zorya Louhansk†           | 30.500          | 9                  | AEK Larnaca†           | 6.750              |
| 5                  | AS Trenčín†               | 21.500          | 10                 | Burnley FC†            | 15.921             |
| Voie des champions |                           |                 |                    |                        |                    |
| Groupe 1           |                           |                 |                    |                        |                    |
| Têtes de série     | Têtes de série            | Têtes de série  | Non têtes de série | Non têtes de série     | Non têtes de série |
| 1                  | Spartak Trnava*           | 24.500          | 1                  | F91 Dudelange †        | 24.500             |
| 2                  | FK Astana*                | 21.750          | 2                  | CFR Cluj†              | 4.090              |
| 3                  | KF Shkëndija*             | 14.750          | 3                  | NK Olimpija Ljubljana† | 8.000              |
|                    |                           |                 | 4                  | Rosenborg BK†          | 9.000              |
| 5                  | APOEL Nicosie†            | 27.000          |                    |                        |                    |
| Groupe 2           |                           |                 |                    |                        |                    |
| Têtes de série     | Têtes de série            | Têtes de série  | Non têtes de série | Non têtes de série     | Non têtes de série |
| 4                  | Malmö FF*                 | 14.000          | 6                  | Ludogorets Razgrad†    | 37.000             |
| 5                  | Celtic Glasgow*           | 31.000          | 7                  | Sheriff Tiraspol†      | 14.750             |
| 6                  | Qarabağ FK*               | 20.500          | 8                  | Sūduva Marijampolė†    | 2.000              |
|                    |                           |                 | 9                  | FC Midtjylland†        | 11.500             |
| 10                 | Torpedo Koutaïssi †       | 4.250           |                    |                        |                    |

† : Équipes du troisième tour dont l'identité est utilisée au moment du tirage au sort. Ces équipes ne sont donc pas qualifiées pour le barrage au moment du tirage et peuvent se faire éliminer lors du troisième tour.
* : Équipes provenant du troisième tour de Ligue des champions dont l'identité est utilisée au moment du tirage au sort. Ces équipes peuvent donc se qualifier pour le tour de barrage de la Ligue des champions et ne pas être reversées en Ligue Europa.
| Équipe                   | Aller           | Total           | Retour          | Équipe                |
| Voie principale          | Voie principale | Voie principale | Voie principale | Voie principale       |
| ------------------------ | --------------- | --------------- | --------------- | --------------------- |
| Sigma Olomouc            | 0 - 1           | 0 - 4           | 0 - 3           | Séville FC            |
| Sarpsborg 08 FF          | 3 - 1           | 4 - 3           | 1 - 2           | Maccabi Tel-Aviv      |
| La Gantoise              | 0 - 0           | 0 - 2           | 0 - 2           | Girondins de Bordeaux |
| Partizan Belgrade        | 1 - 1           | 1 - 4           | 0 - 3           | Beşiktaş JK           |
| Rapid Vienne             | 3 - 1           | 4 - 3           | 1 - 2           | Steaua Bucarest       |
| FC Bâle                  | 3 - 2           | 3 - 3E          | 0 - 1           | Apollon Limassol      |
| Rangers FC               | 1 - 0           | 2 - 1           | 1 - 1           | FK Oufa               |
| Atalanta Bergame         | 0 - 0           | 0 - 0 3 - 4 tab | 0 - 0 ap        | FC Copenhague         |
| Zénith Saint-Pétersbourg | 3 - 1           | 4 - 3           | 1 - 2           | Molde FK              |
| AS Trenčín               | 1 - 1           | 1 - 4           | 0 - 3           | AEK Larnaca           |
| KRC Genk                 | 5 - 2           | 9 - 4           | 4 - 2           | Brøndby IF            |
| Olympiakos               | 3 - 1           | 4 - 2           | 1 - 1           | Burnley FC            |
| Zorya Louhansk           | 0 - 0           | 2 - 3           | 2 - 3           | RB Leipzig            |
| Voie des champions       |                 |                 |                 |                       |
| NK Olimpija Ljubljana    | 0 - 2           | 1 - 3           | 1 - 1           | Spartak Trnava        |
| APOEL Nicosie            | 1 - 0           | 1 - 1 1 - 2 tab | 0 - 1 ap        | FK Astana             |
| Rosenborg BK             | 3 - 1           | 5 - 1           | 2 - 0           | KF Shkëndija          |
| F91 Dudelange            | 2 - 0           | 5 - 2           | 3 - 2           | CFR Cluj              |
| Sūduva Marijampolė       | 1 - 1           | 1 - 4           | 0 - 3           | Celtic Glasgow        |
| Sheriff Tiraspol         | 1 - 0           | 1 - 3           | 0 - 3           | Qarabağ FK            |
| Malmö FF                 | 2 - 2           | 4 - 2           | 2 - 0           | FC Midtjylland        |
| Torpedo Koutaïssi        | 0 - 1           | 0 - 5           | 0 - 4           | Ludogorets Razgrad    |

## Phase de groupes

### Format et tirage au sort
Celtic
Rangers
Beşiktaş JK
Fenerbahçe SK
Arsenal
Chelsea
Séville FC
Real Betis
Le tirage au sort de la phase de groupes aura lieu le 31 août 2018 au Forum Grimaldi de Monaco. Les quarante-huit équipes participantes sont divisées en quatre chapeaux de douze équipes réparties en fonction de leur coefficient UEFA en 2018.
Celles-ci sont réparties en douze groupes de quatre équipes, avec comme restriction l'impossibilité pour deux équipes d'une même association de se rencontrer dans un groupe, ainsi que l'impossibilité pour les équipes russes et ukrainiennes d'être tirées dans un même groupe en raison de la guerre russo-ukrainienne.
| Chapeau 1                | Chapeau 1 | Chapeau 2              | Chapeau 2 | Chapeau 3             | Chapeau 3 | Chapeau 4              | Chapeau 4 |
| ------------------------ | --------- | ---------------------- | --------- | --------------------- | --------- | ---------------------- | --------- |
| Séville FC               | 113,000   | Sporting CP            | 40,000    | Bétis Séville         | 21,399    | Apollon Limassol       | 10,000    |
| Arsenal FC               | 93,000    | Ludogorets Razgrad Ch  | 37,000    | Qarabağ FK Ch         | 20,500    | Rosenborg BK CH        | 9,000     |
| Chelsea FC C             | 82,000    | FC Copenhague          | 34,000    | BATE Borisov Ch       | 20,500    | Vorskla Poltava        | 8,226     |
| Zénith Saint-Pétersbourg | 78,000    | Olympique de Marseille | 32,000    | Dinamo Zagreb Ch      | 17,500    | Slavia Prague C        | 7,500     |
| Bayer Leverkusen         | 66,000    | Celtic FC Ch           | 31,000    | RB Leipzig            | 17,000    | Akhisar Belediyespor C | 7,160     |
| Dynamo Kiev              | 62,000    | PAOK Salonique C       | 29,500    | Eintracht Francfort C | 14,285    | Jablonec               | 6,035     |
| Beşiktaş JK              | 57,000    | AC Milan               | 28,000    | Malmö FF Ch           | 14,000    | AEK Larnaca C          | 4,310     |
| Red Bull Salzbourg Ch    | 55,500    | KRC Genk               | 27,000    | Spartak Moscou        | 13,500    | Vidi FC Ch             | 4,250     |
| Olympiakos               | 54,000    | Fenerbahçe SK          | 23,500    | Standard de Liège C   | 12,500    | Rangers FC             | 3.725     |
| Villarreal CF            | 52,000    | FK Krasnodar           | 23,500    | FC Zurich C           | 12,000    | F91 Dudelange Ch       | 3,500     |
| RSC Anderlecht           | 48,000    | FK Astana Ch           | 21,750    | Girondins de Bordeaux | 11,283    | Spartak Trnava Ch      | 3,500     |
| Lazio Rome               | 41,000    | Rapid Vienne           | 21,500    | Stade rennais FC      | 11,283    | Sarpsborg 08 FF        | 3,485     |

Ch : Champion national

C : Vainqueur de la coupe nationale

### Matchs et classements
Légende des classements
- Qualifié pour les seizièmes de finale

Légende des résultats
- Victoire à domicile
- Match nul
- Victoire à l'extérieur

Les jours de match sont le 20 septembre, le 4 octobre, le 25 octobre, le 8 novembre, le 29 novembre et le 13 décembre 2018.

#### Groupe A
| Rang | Équipe             | Pts | J | G | N | P | Bp | Bc | Diff |  | Résultats (▼ dom., ► ext.) |     |     |     |     |
| ---- | ------------------ | --- | - | - | - | - | -- | -- | ---- |  | -------------------------- | --- | --- | --- | --- |
| 1    | Bayer Leverkusen   | 13  | 6 | 4 | 1 | 1 | 16 | 9  | +7   |  | Bayer Leverkusen           |     | 1-0 | 4-2 | 1-1 |
| 2    | FC Zurich          | 10  | 6 | 3 | 1 | 2 | 7  | 6  | +1   |  | FC Zurich                  | 3-2 |     | 1-2 | 1-0 |
| 3    | AEK Larnaca        | 5   | 6 | 1 | 2 | 3 | 6  | 12 | -6   |  | AEK Larnaca                | 1-5 | 0-1 |     | 1-1 |
| 4    | Ludogorets Razgrad | 4   | 6 | 0 | 4 | 2 | 5  | 7  | -2   |  | Ludogorets Razgrad         | 2-3 | 1-1 | 0-0 |     |

#### Groupe B
| Rang | Équipe       | Pts | J | G | N | P | Bp | Bc | Diff |  | Résultats (▼ dom., ► ext.) |     |     |     |     |
| ---- | ------------ | --- | - | - | - | - | -- | -- | ---- |  | -------------------------- | --- | --- | --- | --- |
| 1    | FC Salzbourg | 18  | 6 | 6 | 0 | 0 | 17 | 6  | +11  |  | FC Salzbourg               |     | 3-1 | 1-0 | 3-0 |
| 2    | Celtic FC    | 9   | 6 | 3 | 0 | 3 | 6  | 8  | -2   |  | Celtic FC                  | 1-2 |     | 2-1 | 1-0 |
| 3    | RB Leipzig   | 7   | 6 | 2 | 1 | 3 | 9  | 8  | +1   |  | RB Leipzig                 | 2-3 | 2-0 |     | 1-1 |
| 4    | Rosenborg BK | 1   | 6 | 0 | 1 | 5 | 4  | 14 | -10  |  | Rosenborg BK               | 2-5 | 0-1 | 1-3 |     |

#### Groupe C
| Rang | Équipe                   | Pts | J | G | N | P | Bp | Bc | Diff |  | Résultats (▼ dom., ► ext.) |     |     |     |     |
| ---- | ------------------------ | --- | - | - | - | - | -- | -- | ---- |  | -------------------------- | --- | --- | --- | --- |
| 1    | Zénith Saint-Pétersbourg | 11  | 6 | 3 | 2 | 1 | 6  | 5  | +1   |  | Zénith Saint-Pétersbourg   |     | 1-0 | 2-1 | 1-0 |
| 2    | Slavia Prague            | 10  | 6 | 3 | 1 | 2 | 4  | 3  | +1   |  | Slavia Prague              | 2-0 |     | 1-0 | 0-0 |
| 3    | Girondins de Bordeaux    | 7   | 6 | 2 | 1 | 3 | 6  | 6  | 0    |  | Girondins de Bordeaux      | 1-1 | 2-0 |     | 1-2 |
| 4    | FC Copenhague            | 5   | 6 | 1 | 2 | 3 | 3  | 5  | -2   |  | FC Copenhague              | 1-1 | 0-1 | 0-1 |     |

#### Groupe D
| Rang | Équipe         | Pts | J | G | N | P | Bp | Bc | Diff |  | Résultats (▼ dom., ► ext.) |     |     |     |     |
| ---- | -------------- | --- | - | - | - | - | -- | -- | ---- |  | -------------------------- | --- | --- | --- | --- |
| 1    | Dinamo Zagreb  | 14  | 6 | 4 | 2 | 0 | 11 | 3  | +8   |  | Dinamo Zagreb              |     | 4-1 | 3-1 | 0-0 |
| 2    | Fenerbahçe SK  | 8   | 6 | 2 | 2 | 2 | 7  | 7  | 0    |  | Fenerbahçe SK              | 0-0 |     | 2-0 | 2-0 |
| 3    | Spartak Trnava | 7   | 6 | 2 | 1 | 3 | 4  | 7  | -3   |  | Spartak Trnava             | 1-2 | 1-0 |     | 1-0 |
| 4    | RSC Anderlecht | 3   | 6 | 0 | 3 | 3 | 2  | 7  | -5   |  | RSC Anderlecht             | 0-2 | 2-2 | 0-0 |     |

#### Groupe E
| Rang | Équipe          | Pts | J | G | N | P | Bp | Bc | Diff |  | Résultats (▼ dom., ► ext.) |     |     |     |     |
| ---- | --------------- | --- | - | - | - | - | -- | -- | ---- |  | -------------------------- | --- | --- | --- | --- |
| 1    | Arsenal FC      | 16  | 6 | 5 | 1 | 0 | 12 | 2  | +10  |  | Arsenal FC                 |     | 0-0 | 4-2 | 1-0 |
| 2    | Sporting CP     | 13  | 6 | 4 | 1 | 1 | 13 | 3  | +10  |  | Sporting CP                | 0-1 |     | 3-0 | 2-0 |
| 3    | Vorskla Poltava | 3   | 6 | 1 | 0 | 5 | 4  | 13 | -9   |  | Vorskla Poltava            | 0-3 | 1-2 |     | 0-1 |
| 4    | Qarabağ FK      | 3   | 6 | 1 | 0 | 5 | 2  | 13 | -11  |  | Qarabağ FK                 | 0-3 | 1-6 | 0-1 |     |

#### Groupe F
| Rang | Équipe        | Pts | J | G | N | P | Bp | Bc | Diff |  | Résultats (▼ dom., ► ext.) |     |     |     |     |
| ---- | ------------- | --- | - | - | - | - | -- | -- | ---- |  | -------------------------- | --- | --- | --- | --- |
| 1    | Bétis Séville | 12  | 6 | 3 | 3 | 0 | 7  | 2  | +5   |  | Bétis Séville              |     | 1-0 | 1-1 | 3-0 |
| 2    | Olympiakos    | 10  | 6 | 3 | 1 | 2 | 11 | 6  | +5   |  | Olympiakos                 | 0-0 |     | 3-1 | 5-1 |
| 3    | AC Milan      | 10  | 6 | 3 | 1 | 2 | 12 | 9  | +3   |  | AC Milan                   | 1-2 | 3-1 |     | 5-2 |
| 4    | F91 Dudelange | 1   | 6 | 0 | 1 | 5 | 3  | 16 | -13  |  | F91 Dudelange              | 0-0 | 0-2 | 0-1 |     |

#### Groupe G
| Rang | Équipe         | Pts | J | G | N | P | Bp | Bc | Diff |  | Résultats (▼ dom., ► ext.) |     |     |     |     |
| ---- | -------------- | --- | - | - | - | - | -- | -- | ---- |  | -------------------------- | --- | --- | --- | --- |
| 1    | Villarreal CF  | 10  | 6 | 2 | 4 | 0 | 12 | 5  | +7   |  | Villarreal CF              |     | 5-0 | 2-2 | 2-0 |
| 2    | Rapid Vienne   | 10  | 6 | 3 | 1 | 2 | 6  | 9  | -3   |  | Rapid Vienne               | 0-0 |     | 1-0 | 2-0 |
| 3    | Rangers FC     | 6   | 6 | 1 | 3 | 2 | 8  | 8  | 0    |  | Rangers FC                 | 0-0 | 3-1 |     | 0-0 |
| 4    | Spartak Moscou | 5   | 6 | 1 | 2 | 3 | 8  | 12 | -4   |  | Spartak Moscou             | 3-3 | 1-2 | 4-3 |     |

#### Groupe H
| Rang | Équipe                 | Pts | J | G | N | P | Bp | Bc | Diff |  | Résultats (▼ dom., ► ext.) |     |     |     |     |
| ---- | ---------------------- | --- | - | - | - | - | -- | -- | ---- |  | -------------------------- | --- | --- | --- | --- |
| 1    | Eintracht Francfort    | 18  | 6 | 6 | 0 | 0 | 17 | 5  | +12  |  | Eintracht Francfort        |     | 4-1 | 2-0 | 4-0 |
| 2    | Lazio Rome             | 9   | 6 | 3 | 0 | 3 | 9  | 11 | -2   |  | Lazio Rome                 | 1-2 |     | 2-1 | 2-1 |
| 3    | Apollon Limassol       | 7   | 6 | 2 | 1 | 3 | 10 | 10 | 0    |  | Apollon Limassol           | 2-3 | 2-0 |     | 2-2 |
| 4    | Olympique de Marseille | 1   | 6 | 0 | 1 | 5 | 6  | 16 | -10  |  | Olympique de Marseille     | 1-2 | 1-3 | 1-3 |     |

#### Groupe I
| Rang | Équipe          | Pts | J | G | N | P | Bp | Bc | Diff |  | Résultats (▼ dom., ► ext.) |     |     |     |     |
| ---- | --------------- | --- | - | - | - | - | -- | -- | ---- |  | -------------------------- | --- | --- | --- | --- |
| 1    | KRC Genk        | 11  | 6 | 3 | 2 | 1 | 14 | 8  | +6   |  | KRC Genk                   |     | 2-0 | 1-1 | 4-0 |
| 2    | Malmö FF        | 9   | 6 | 2 | 3 | 1 | 7  | 6  | +1   |  | Malmö FF                   | 2-2 |     | 2-0 | 1-1 |
| 3    | Beşiktaş JK     | 7   | 6 | 2 | 1 | 3 | 9  | 11 | -2   |  | Beşiktaş JK                | 2-4 | 0-1 |     | 3-1 |
| 4    | Sarpsborg 08 FF | 5   | 6 | 1 | 2 | 3 | 8  | 13 | -5   |  | Sarpsborg 08 FF            | 3-1 | 1-1 | 2-3 |     |

#### Groupe J
| Rang | Équipe               | Pts | J | G | N | P | Bp | Bc | Diff |  | Résultats (▼ dom., ► ext.) |     |     |     |     |
| ---- | -------------------- | --- | - | - | - | - | -- | -- | ---- |  | -------------------------- | --- | --- | --- | --- |
| 1    | Séville FC           | 12  | 6 | 4 | 0 | 2 | 18 | 6  | +12  |  | Séville FC                 |     | 3-0 | 5-1 | 6-0 |
| 2    | FK Krasnodar         | 12  | 6 | 4 | 0 | 2 | 8  | 8  | 0    |  | FK Krasnodar               | 2-1 |     | 2-1 | 2-1 |
| 3    | Standard de Liège    | 10  | 6 | 3 | 1 | 2 | 7  | 9  | -2   |  | Standard de Liège          | 1-0 | 2-1 |     | 2-1 |
| 4    | Akhisar Belediyespor | 1   | 6 | 0 | 1 | 5 | 4  | 14 | -10  |  | Akhisar Belediyespor       | 2-3 | 0-1 | 0-0 |     |

#### Groupe K
| Rang | Équipe           | Pts | J | G | N | P | Bp | Bc | Diff |  | Résultats (▼ dom., ► ext.) |     |     |     |     |
| ---- | ---------------- | --- | - | - | - | - | -- | -- | ---- |  | -------------------------- | --- | --- | --- | --- |
| 1    | Dynamo Kiev      | 11  | 6 | 3 | 2 | 1 | 10 | 7  | +3   |  | Dynamo Kiev                |     | 3-1 | 2-2 | 0-1 |
| 2    | Stade rennais FC | 9   | 6 | 3 | 0 | 3 | 7  | 8  | -1   |  | Stade rennais FC           | 1-2 |     | 2-0 | 2-1 |
| 3    | FK Astana        | 8   | 6 | 2 | 2 | 2 | 7  | 7  | 0    |  | FK Astana                  | 0-1 | 2-0 |     | 2-1 |
| 4    | FK Jablonec      | 5   | 6 | 1 | 2 | 3 | 6  | 8  | -2   |  | FK Jablonec                | 2-2 | 0-1 | 1-1 |     |

#### Groupe L
| Rang | Équipe         | Pts | J | G | N | P | Bp | Bc | Diff |  | Résultats (▼ dom., ► ext.) |     |     |     |     |
| ---- | -------------- | --- | - | - | - | - | -- | -- | ---- |  | -------------------------- | --- | --- | --- | --- |
| 1    | Chelsea FC     | 16  | 6 | 5 | 1 | 0 | 12 | 3  | +9   |  | Chelsea FC                 |     | 3-1 | 1-0 | 4-0 |
| 2    | BATE Borisov   | 9   | 6 | 3 | 0 | 3 | 9  | 9  | 0    |  | BATE Borisov               | 0-1 |     | 2-0 | 1-4 |
| 3    | Vidi FC        | 7   | 6 | 2 | 1 | 3 | 5  | 7  | -2   |  | Vidi FC                    | 2-2 | 0-2 |     | 1-0 |
| 4    | PAOK Salonique | 3   | 6 | 1 | 0 | 5 | 5  | 12 | -7   |  | PAOK Salonique             | 0-1 | 1-3 | 0-2 |     |

## Phase finale

### Qualification et tirage au sort
Lisbonne
 Benfica
 Sporting

Londres
 Arsenal
 Chelsea

Séville
 Betis Séville
 Séville FC
Les douze premiers et deuxièmes de la phase de groupes de la Ligue Europa, rejoints par les huit équipes ayant terminé troisièmes de leur groupe en Ligue des champions, participent à la phase finale de la Ligue Europa qui débute par des seizièmes de finale.
Le tirage au sort des seizièmes de finale est organisé de telle sorte que :
- les clubs d'une même association ne peuvent se rencontrer ;
- les membres d'un même groupe ne peuvent se rencontrer ;
- une tête de série est toujours opposée à une non-tête de série ;
- le match retour a lieu au domicile du club tête de série.

Les tirages au sort des tours suivants n'ont aucune restriction.
| Groupe | 1er de groupe - Tête de série | 2e de groupe - Non-tête de série |
| ------ | ----------------------------- | -------------------------------- |
| A      | Bayer Leverkusen              | FC Zurich                        |
| B      | Red Bull Salzbourg            | Celtic FC                        |
| C      | Zénith Saint-Pétersbourg      | Slavia Prague                    |
| D      | Dinamo Zagreb                 | Fenerbahçe SK                    |
| E      | Arsenal FC                    | Sporting CP                      |
| F      | Bétis Séville                 | Olympiakos                       |
| G      | Villarreal CF                 | Rapid Vienne                     |
| H      | Eintracht Francfort           | Lazio Rome                       |
| I      | KRC Genk                      | Malmö FF                         |
| J      | Séville FC                    | FK Krasnodar                     |
| K      | Dynamo Kiev                   | Stade rennais FC                 |
| L      | Chelsea FC                    | BATE Borisov                     |

Classement des troisièmes de poules en Ligue des champions.
 
Les quatre meilleurs repêchés de Ligue des champions sont têtes de série (en jaune foncé).
| Rang | Équipe                    | Pts | J | G | N | P | Bp | Bc | Diff |
| ---- | ------------------------- | --- | - | - | - | - | -- | -- | ---- |
| 1    | SSC Naples (Grp. C)       | 9   | 6 | 2 | 3 | 1 | 7  | 5  | +2   |
| 2    | Valence CF (Grp. H)       | 8   | 6 | 2 | 2 | 2 | 6  | 6  | 0    |
| 3    | Inter Milan (Grp. B)      | 8   | 6 | 2 | 2 | 2 | 6  | 7  | -1   |
| 4    | Benfica Lisbonne (Grp. E) | 7   | 6 | 2 | 1 | 3 | 6  | 11 | -5   |
| 5    | Viktoria Plzeň (Grp. G)   | 7   | 6 | 2 | 1 | 3 | 7  | 16 | -9   |
| 6    | Club Bruges (Grp. A)      | 6   | 6 | 1 | 3 | 2 | 6  | 5  | +1   |
| 7    | Chakhtar Donetsk (Grp. F) | 6   | 6 | 1 | 3 | 2 | 8  | 16 | -8   |
| 8    | Galatasaray SK (Grp. D)   | 4   | 6 | 1 | 1 | 4 | 5  | 8  | -3   |

Source : UEFA

Règles de classification : 1- Points ; 2- Différence de buts ; 3- Buts marqués ; 4- Buts marqués à l'extérieur ; 5- Victoires ; 6- Victoires à l'extérieur ; 7- Classement fair-play ; 8- Coefficient de club.

### Seizièmes de finale
Le tirage au sort des seizièmes de finale a eu lieu le 17 décembre 2018. Les matchs aller se sont joués le 14 février et les matchs retour les 21 février 2019 (à l'exception notable de Séville-Lazio).
| Équipe           | Aller | Total  | Retour | Équipe                   |
| ---------------- | ----- | ------ | ------ | ------------------------ |
| Viktoria Plzeň   | 2 - 1 | 2 - 4  | 0 - 3  | Dinamo Zagreb            |
| Club Bruges      | 2 - 1 | 2 - 5  | 0 - 4  | Red Bull Salzbourg       |
| Rapid Vienne     | 0 - 1 | 0 - 5  | 0 - 4  | Inter Milan              |
| Slavia Prague    | 0 - 0 | 4 - 1  | 4 - 1  | KRC Genk                 |
| FK Krasnodar     | 0 - 0 | 1E - 1 | 1 - 1  | Bayer Leverkusen         |
| FC Zurich        | 1 - 3 | 1 - 5  | 0 - 2  | SSC Naples               |
| Malmö FF         | 1 - 2 | 1 - 5  | 0 - 3  | Chelsea FC               |
| Chakhtar Donetsk | 2 - 2 | 3 - 6  | 1 - 4  | Eintracht Francfort      |
| Celtic FC        | 0 - 2 | 0 - 3  | 0 - 1  | Valence CF               |
| Stade rennais FC | 3 - 3 | 6 - 4  | 3 - 1  | Bétis Séville            |
| Olympiakos       | 2 - 2 | 2 - 3  | 0 - 1  | Dynamo Kiev              |
| Lazio Rome       | 0 - 1 | 0 - 3  | 0 - 2  | Séville FC               |
| Fenerbahçe SK    | 1 - 0 | 2 - 3  | 1 - 3  | Zénith Saint-Pétersbourg |
| Sporting CP      | 0 - 1 | 1 - 2  | 1 - 1  | Villarreal CF            |
| BATE Borisov     | 1 - 0 | 1 - 3  | 0 - 3  | Arsenal FC               |
| Galatasaray SK   | 1 - 2 | 1 - 2  | 0 - 0  | Benfica Lisbonne         |

### Huitièmes de finale
Le tirage au sort des huitièmes de finale se déroule le 22 février 2019 à 13h00 CET à la Maison du football européen (Nyon, Suisse). Les matchs aller se jouent le 7 mars et les matchs retour le 14 mars 2019.
| Équipe                   | Aller | Total | Retour   | Équipe             |
| ------------------------ | ----- | ----- | -------- | ------------------ |
| Chelsea FC               | 3 - 0 | 8 - 0 | 5 - 0    | Dynamo Kiev        |
| Eintracht Francfort      | 0 - 0 | 1 - 0 | 1 - 0    | Inter Milan        |
| Dinamo Zagreb            | 1 - 0 | 1 - 3 | 0 - 3 ap | Benfica Lisbonne   |
| SSC Naples               | 3 - 0 | 4 - 3 | 1 - 3    | Red Bull Salzbourg |
| Valence CF               | 2 - 1 | 3 - 2 | 1 - 1    | FK Krasnodar       |
| Séville FC               | 2 - 2 | 5 - 6 | 3 - 4 ap | Slavia Prague      |
| Stade rennais FC         | 3 - 1 | 3 - 4 | 0 - 3    | Arsenal FC         |
| Zénith Saint-Pétersbourg | 1 - 3 | 2 - 5 | 1 - 2    | Villarreal CF      |

- À l'issue du tirage au sort, le match aller entre Arsenal et le Stade rennais FC devait originellement se jouer à l'Emirates Stadium de Londres tandis que le match retour se jouerait au Roazhon Park de Rennes. Cependant, afin d'éviter qu'Arsenal et Chelsea, tous deux clubs londoniens, ne jouent à domicile le même jour, l'ordre des matchs est finalement inversé et le match aller se déroule finalement à Rennes tandis que la rencontre retour a lieu à Londres[17].

### Quarts de finale
Le tirage au sort des quarts de finale se déroule le 15 mars 2019 à 13h00 CET à la Maison du football européen (Nyon, Suisse). Les matchs aller se jouent le 11 avril et les matchs retour le 18 avril 2019.
| Équipe           | Aller | Total  | Retour | Équipe              |
| ---------------- | ----- | ------ | ------ | ------------------- |
| Arsenal FC       | 2 - 0 | 3 - 0  | 1 - 0  | SSC Naples          |
| Villarreal CF    | 1 - 3 | 1 - 5  | 0 - 2  | Valence CF          |
| Benfica Lisbonne | 4 - 2 | 4 - 4E | 0 - 2  | Eintracht Francfort |
| Slavia Prague    | 0 - 1 | 3 - 5  | 3 - 4  | Chelsea FC          |

### Demi-finales
Les matchs aller se jouent le 2 mai et les matchs retour le 9 mai 2019.
| Équipe              | Aller | Total             | Retour   | Équipe     |
| ------------------- | ----- | ----------------- | -------- | ---------- |
| Arsenal FC          | 3 - 1 | 7 - 3             | 4 - 2    | Valence CF |
| Eintracht Francfort | 1 - 1 | 2 - 2 (3 - 4 tab) | 1 - 1 ap | Chelsea FC |

### Finale
La finale est jouée le mercredi 29 mai 2019 au Stade olympique de Bakou en Azerbaïdjan. L'assistance vidéo à l'arbitrage sera en vigueur pour la première fois dans l'histoire de la compétition. 
| Club       | Score | Club       |
| ---------- | ----- | ---------- |
| Chelsea FC | 4 - 1 | Arsenal FC |

### Tableau final
|  | Huitièmes de finale      | Huitièmes de finale      | Huitièmes de finale | Huitièmes de finale |                     |                     | Quarts de finale | Quarts de finale | Quarts de finale | Quarts de finale |  |  | Demi-finales | Demi-finales | Demi-finales | Demi-finales |  |  | Finale                               | Finale | Finale | Finale |
|  |                          |                          |                     |                     |                     |                     |                  |                  |                  |                  |  |  |              |              |              |              |  |  |                                      |        |        |        |
|  |                          |                          |                     |                     |                     |                     |                  |                  |                  |                  |  |  |              |              |              |              |  |  | 29 mai 2019 - Stade olympique, Bakou |        |        |        |
|  | Dinamo Zagreb            | Dinamo Zagreb            | 1                   | 0                   |                     |                     |                  |                  |                  |                  |  |  |              |              |              |              |  |  |                                      |        |        |        |
|  | Dinamo Zagreb            | Dinamo Zagreb            | 1                   | 0                   |                     |                     |                  |                  |                  |                  |  |  |              |              |              |              |  |  |                                      |        |        |        |
|  | Benfica Lisbonne         | Benfica Lisbonne         | 0                   | 3 ap                |                     |                     |                  |                  |                  |                  |  |  |              |              |              |              |  |  |                                      |        |        |        |
|  | Benfica Lisbonne         | Benfica Lisbonne         | 0                   | 3 ap                | Benfica Lisbonne    | Benfica Lisbonne    | 4                | 0                |                  |                  |  |  |              |              |              |              |  |  |                                      |        |        |        |
|  |                          |                          |                     |                     | Benfica Lisbonne    | Benfica Lisbonne    | 4                | 0                |                  |                  |  |  |              |              |              |              |  |  |                                      |        |        |        |
|  |                          |                          | Eintracht Francfort | Eintracht Francfort | 2                   | 2                   |                  |                  |                  |                  |  |  |              |              |              |              |  |  |                                      |        |        |        |
|  | Eintracht Francfort      | Eintracht Francfort      | Eintracht Francfort | Eintracht Francfort | 2                   | 2                   | 0                | 1                |                  |                  |  |  |              |              |              |              |  |  |                                      |        |        |        |
|  | Eintracht Francfort      | Eintracht Francfort      |                     |                     |                     |                     |                  | 1                |                  |                  |  |  |              |              |              |              |  |  |                                      |        |        |        |
|  | Inter Milan              | Inter Milan              | 0                   | 0                   |                     |                     |                  |                  |                  |                  |  |  |              |              |              |              |  |  |                                      |        |        |        |
|  | Inter Milan              | Inter Milan              | 0                   | 0                   | Eintracht Francfort | Eintracht Francfort | 1                | 1 (3)            |                  |                  |  |  |              |              |              |              |  |  |                                      |        |        |        |
|  |                          |                          |                     |                     | Eintracht Francfort | Eintracht Francfort | 1                | 1 (3)            |                  |                  |  |  |              |              |              |              |  |  |                                      |        |        |        |
|  |                          |                          | Chelsea FC (t.a.b.) | Chelsea FC (t.a.b.) | 1                   | 1 (4)               |                  |                  |                  |                  |  |  |              |              |              |              |  |  |                                      |        |        |        |
|  | Séville FC               | Séville FC               | Chelsea FC (t.a.b.) | Chelsea FC (t.a.b.) | 1                   | 1 (4)               | 2                | 3                |                  |                  |  |  |              |              |              |              |  |  |                                      |        |        |        |
|  | Séville FC               | Séville FC               |                     |                     |                     |                     |                  | 3                |                  |                  |  |  |              |              |              |              |  |  |                                      |        |        |        |
|  | Slavia Prague            | Slavia Prague            | 2                   | 4 ap                |                     |                     |                  |                  |                  |                  |  |  |              |              |              |              |  |  |                                      |        |        |        |
|  | Slavia Prague            | Slavia Prague            | 2                   | 4 ap                | Slavia Prague       | Slavia Prague       | 0                | 3                |                  |                  |  |  |              |              |              |              |  |  |                                      |        |        |        |
|  |                          |                          |                     |                     | Slavia Prague       | Slavia Prague       | 0                | 3                |                  |                  |  |  |              |              |              |              |  |  |                                      |        |        |        |
|  |                          |                          | Chelsea FC          | Chelsea FC          | 1                   | 4                   |                  |                  |                  |                  |  |  |              |              |              |              |  |  |                                      |        |        |        |
|  | Chelsea FC               | Chelsea FC               | Chelsea FC          | Chelsea FC          | 1                   | 4                   | 3                | 5                |                  |                  |  |  |              |              |              |              |  |  |                                      |        |        |        |
|  | Chelsea FC               | Chelsea FC               |                     |                     |                     |                     |                  | 5                |                  |                  |  |  |              |              |              |              |  |  |                                      |        |        |        |
|  | Dynamo Kiev              | Dynamo Kiev              | 0                   | 0                   |                     |                     |                  |                  |                  |                  |  |  |              |              |              |              |  |  |                                      |        |        |        |
|  | Dynamo Kiev              | Dynamo Kiev              | 0                   | 0                   | Chelsea FC          | Chelsea FC          | 4                | 4                |                  |                  |  |  |              |              |              |              |  |  |                                      |        |        |        |
|  |                          |                          |                     |                     | Chelsea FC          | Chelsea FC          | 4                | 4                |                  |                  |  |  |              |              |              |              |  |  |                                      |        |        |        |
|  |                          |                          | Arsenal FC          | Arsenal FC          | 1                   | 1                   |                  |                  |                  |                  |  |  |              |              |              |              |  |  |                                      |        |        |        |
|  | Stade rennais FC         | Stade rennais FC         | Arsenal FC          | Arsenal FC          | 1                   | 1                   | 3                | 0                |                  |                  |  |  |              |              |              |              |  |  |                                      |        |        |        |
|  | Stade rennais FC         | Stade rennais FC         |                     |                     |                     |                     |                  | 0                |                  |                  |  |  |              |              |              |              |  |  |                                      |        |        |        |
|  | Arsenal FC               | Arsenal FC               | 1                   | 3                   |                     |                     |                  |                  |                  |                  |  |  |              |              |              |              |  |  |                                      |        |        |        |
|  | Arsenal FC               | Arsenal FC               | 1                   | 3                   | Arsenal FC          | Arsenal FC          | 2                | 1                |                  |                  |  |  |              |              |              |              |  |  |                                      |        |        |        |
|  |                          |                          |                     |                     | Arsenal FC          | Arsenal FC          | 2                | 1                |                  |                  |  |  |              |              |              |              |  |  |                                      |        |        |        |
|  |                          |                          | SSC Naples          | SSC Naples          | 0                   | 0                   |                  |                  |                  |                  |  |  |              |              |              |              |  |  |                                      |        |        |        |
|  | SSC Naples               | SSC Naples               | SSC Naples          | SSC Naples          | 0                   | 0                   | 3                | 1                |                  |                  |  |  |              |              |              |              |  |  |                                      |        |        |        |
|  | SSC Naples               | SSC Naples               |                     |                     |                     |                     |                  | 1                |                  |                  |  |  |              |              |              |              |  |  |                                      |        |        |        |
|  | Red Bull Salzbourg       | Red Bull Salzbourg       | 0                   | 3                   |                     |                     |                  |                  |                  |                  |  |  |              |              |              |              |  |  |                                      |        |        |        |
|  | Red Bull Salzbourg       | Red Bull Salzbourg       | 0                   | 3                   | Arsenal FC          | Arsenal FC          | 3                | 4                |                  |                  |  |  |              |              |              |              |  |  |                                      |        |        |        |
|  |                          |                          |                     |                     | Arsenal FC          | Arsenal FC          | 3                | 4                |                  |                  |  |  |              |              |              |              |  |  |                                      |        |        |        |
|  |                          |                          | Valence CF          | Valence CF          | 1                   | 2                   |                  |                  |                  |                  |  |  |              |              |              |              |  |  |                                      |        |        |        |
|  | Zénith Saint-Pétersbourg | Zénith Saint-Pétersbourg | Valence CF          | Valence CF          | 1                   | 2                   | 1                | 1                |                  |                  |  |  |              |              |              |              |  |  |                                      |        |        |        |
|  | Zénith Saint-Pétersbourg | Zénith Saint-Pétersbourg |                     |                     |                     |                     |                  | 1                |                  |                  |  |  |              |              |              |              |  |  |                                      |        |        |        |
|  | Villarreal CF            | Villarreal CF            | 3                   | 2                   |                     |                     |                  |                  |                  |                  |  |  |              |              |              |              |  |  |                                      |        |        |        |
|  | Villarreal CF            | Villarreal CF            | 3                   | 2                   | Villarreal CF       | Villarreal CF       | 1                | 0                |                  |                  |  |  |              |              |              |              |  |  |                                      |        |        |        |
|  |                          |                          |                     |                     | Villarreal CF       | Villarreal CF       | 1                | 0                |                  |                  |  |  |              |              |              |              |  |  |                                      |        |        |        |
|  |                          |                          | Valence CF          | Valence CF          | 3                   | 2                   |                  |                  |                  |                  |  |  |              |              |              |              |  |  |                                      |        |        |        |
|  | Valence CF               | Valence CF               | Valence CF          | Valence CF          | 3                   | 2                   | 2                | 1                |                  |                  |  |  |              |              |              |              |  |  |                                      |        |        |        |
|  | Valence CF               | Valence CF               |                     |                     |                     |                     |                  | 1                |                  |                  |  |  |              |              |              |              |  |  |                                      |        |        |        |
|  | FK Krasnodar             | FK Krasnodar             | 1                   | 1                   |                     |                     |                  |                  |                  |                  |  |  |              |              |              |              |  |  |                                      |        |        |        |
|  | FK Krasnodar             | FK Krasnodar             | 1                   | 1                   |                     |                     |                  |                  |                  |                  |  |  |              |              |              |              |  |  |                                      |        |        |        |
|  |                          |                          |                     |                     |                     |                     |                  |                  |                  |                  |  |  |              |              |              |              |  |  |                                      |        |        |        |

## Classements annexes
- Statistiques officielles de l'UEFA.
- Rencontres de qualification non-incluses.
- Mis à jour le 29 mai 2019.

### Meilleurs buteurs
| Rang | Buteur                    | Club                  | Buts | Minutes jouées |
| ---- | ------------------------- | --------------------- | ---- | -------------- |
| 1    | Olivier Giroud            | Chelsea FC            | 11   | 1034           |
| 2    | Luka Jović                | Eintracht Francfort   | 10   | 953            |
| 3    | Wissam Ben Yedder         | Séville FC            | 8    | 621            |
| 4    | Pierre-Emerick Aubameyang | Arsenal Football Club | 8    | 844            |
| 5    | Munas Dabbur              | Red Bull Salzbourg    | 8    | 856            |
| 6    | Fredrik Gulbrandsen       | Red Bull Salzbourg    | 5    | 429            |
| 7    | Alexandre Lacazette       | Arsenal Football Club | 5    | 561            |
| 8    | Giovani Lo Celso          | Betis Séville         | 5    | 563            |
| 9    | Sébastien Haller          | Eintracht Francfort   | 5    | 770            |
| 10   | Pedro Rodríguez           | Chelsea FC            | 5    | 944            |

### Meilleurs passeurs
| Rang | Passeur              | Club                | Passes | Minutes jouées |
| ---- | -------------------- | ------------------- | ------ | -------------- |
| 1    | Igor Stasevich       | BATE Borisov        | 7      | 704            |
| 1    | Willian              | Chelsea FC          | 7      | 880            |
| 3    | Mijat Gaćinović      | Eintracht Francfort | 6      | 1126           |
| 4    | Andreas Ulmer        | FC Salzbourg        | 5      | 900            |
| 5    | Olivier Giroud       | Chelsea FC          | 5      | 1034           |
| 6    | Viktor Tsyhankov     | Dynamo Kiev         | 4      | 804            |
| 7    | Pedro                | Chelsea FC          | 4      | 944            |
| 8    | Fotios Papoulis (en) | Apollon Limassol    | 3      | 284            |
| 9    | Jonathan de Guzmán   | Eintracht Francfort | 3      | 372            |
| 10   | Ciro Immobile        | Lazio Rome          | 3      | 389            |

## Nombre d'équipes par pays et par tour
L'ordre des fédérations est établi suivant le classement UEFA des pays en 2018. Les clubs repêchés de la Ligue des champions apparaissent en italique.
| Association  |       | Barrages                           | +   | Phase de groupes                     | +  | Seizièmes de finale                   | Huitièmes de finale            | Quarts de finale      | Demi-finales       | Finale             |
| ------------ | ----- | ---------------------------------- | --- | ------------------------------------ | -- | ------------------------------------- | ------------------------------ | --------------------- | ------------------ | ------------------ |
| Espagne      |       | 1 Séville                          | +2  | 3 Bétis, Séville, Villarreal         | +1 | 4 Bétis, Séville, Valence, Villarreal | 3 Séville, Valence, Villarreal | 2 Valence, Villarreal | 1 Valence          |                    |
| Angleterre   |       | 1 Burnley                          | +2  | 2 Arsenal, Chelsea                   |    | 2 Arsenal, Chelsea                    | 2 Arsenal, Chelsea             | 2 Arsenal, Chelsea    | 2 Arsenal, Chelsea | 2 Arsenal, Chelsea |
| Italie       |       | 1 Atalanta                         | +2  | 2 Lazio, Milan                       | +2 | 3 Lazio, Inter, Naples                | 2 Inter, Naples                | 1 Naples              |                    |                    |
| Allemagne    |       | 1 Leipzig                          | +2  | 3 Francfort, Leipzig, Leverkusen     |    | 2 Francfort, Leverkusen               | 1 Francfort                    | 1 Francfort           | 1 Francfort        |                    |
| France       |       | 1 Bordeaux                         | +2  | 3 Bordeaux, Marseille, Rennes        |    | 1 Rennes                              | 1 Rennes                       |                       |                    |                    |
| Russie       |       | 2 Oufa, Zénith                     | +2  | 3 Krasnodar, Spartak, Zénith         |    | 2 Zénith, Krasnodar                   | 2 Zénith, Krasnodar            |                       |                    |                    |
| Portugal     |       |                                    | +1  | 1 Sporting                           | +1 | 2 Sporting, Benfica                   | 1 Benfica                      | 1 Benfica             |                    |                    |
| Ukraine      |       | 1 Zorya                            | +2  | 2 Kiev, Vorskla                      | +1 | 2 Kiev, Chakhtar                      | 1 Kiev                         |                       |                    |                    |
| Belgique     |       | 2 La Gantoise, Genk                | +2  | 3 Anderlecht, Genk, Standard         | +1 | 2 Bruges, Genk                        |                                |                       |                    |                    |
| Turquie      |       | 1 Beşiktaş                         | +2  | 3 Belediyespor, Beşiktaş, Fenerbahçe | +1 | 2 Fenerbahçe, Galatasaray             |                                |                       |                    |                    |
| Autriche     |       | 1 Rapid                            | +1  | 2 Rapid, Salzbourg                   |    | 2 Rapid, Salzbourg                    | 1 Salzbourg                    |                       |                    |                    |
| Suisse       |       | 1 Bâle                             | +1  | 1 Zurich                             |    | 1 Zurich                              |                                |                       |                    |                    |
| Rép. tchèque |       | 1 Olomouc                          | +2  | 2 Jablonec, Slavia                   | +1 | 2 Plzeň, Slavia                       | 1 Slavia                       | 1 Slavia              |                    |                    |
| Grèce        |       | 1 Olympiakos                       | +1  | 2 Olympiakos, PAOK                   |    | 1 Olympiakos                          |                                |                       |                    |                    |
| Croatie      |       |                                    | +1  | 1 Zagreb                             |    | 1 Zagreb                              | 1 Zagreb                       |                       |                    |                    |
| Danemark     |       | 3 Brøndby, Copenhague, Midtjylland |     | 1 Copenhague                         |    |                                       |                                |                       |                    |                    |
| Israël       |       | 1 Maccabi                          |     |                                      |    |                                       |                                |                       |                    |                    |
| Chypre       |       | 3 APOEL, Larnaca, Limassol         |     | 2 Larnaca, Limassol                  |    |                                       |                                |                       |                    |                    |
| Roumanie     |       | 2 Cluj, Steaua                     |     |                                      |    |                                       |                                |                       |                    |                    |
| Suède        |       | 1 Malmö                            |     | 1 Malmö                              |    | 1 Malmö                               |                                |                       |                    |                    |
| Azerbaïdjan  |       | 1 Qarabağ                          |     | 1 Qarabağ                            |    |                                       |                                |                       |                    |                    |
| Bulgarie     |       | 1 Ludogorets                       |     | 1 Ludogorets                         |    |                                       |                                |                       |                    |                    |
| Serbie       |       | 1 Partizan                         |     |                                      |    |                                       |                                |                       |                    |                    |
| Écosse       |       | 2 Celtic, Rangers                  |     | 2 Celtic, Rangers                    |    | 1 Celtic                              |                                |                       |                    |                    |
| Biélorussie  |       |                                    | +1  | 1 BATE                               |    | 1 BATE                                |                                |                       |                    |                    |
| Kazakhstan   |       | 1 Astana                           |     | 1 Astana                             |    |                                       |                                |                       |                    |                    |
| Norvège      |       | 3 Molde, Rosenborg, Sarpsborg      |     | 2 Rosenborg, Sarpsborg               |    |                                       |                                |                       |                    |                    |
| Slovénie     |       | 1 Ljubljana                        |     |                                      |    |                                       |                                |                       |                    |                    |
| Slovaquie    |       | 2 Trenčín, Trnava                  |     | 1 Trnava                             |    |                                       |                                |                       |                    |                    |
| Moldavie     |       | 1 Sheriff                          |     |                                      |    |                                       |                                |                       |                    |                    |
| Hongrie      |       |                                    | +1  | 1 Vidi                               |    |                                       |                                |                       |                    |                    |
| Macédoine    |       | 1 Shkëndija                        |     |                                      |    |                                       |                                |                       |                    |                    |
| Lituanie     |       | 1 Marijampolė                      |     |                                      |    |                                       |                                |                       |                    |                    |
| Géorgie      |       | 1 Koutaïssi                        |     |                                      |    |                                       |                                |                       |                    |                    |
| Luxembourg   |       | 1 Dudelange                        |     | 1 Dudelange                          |    |                                       |                                |                       |                    |                    |
| Total        | Total | 42                                 | +27 | 48                                   | +8 | 32                                    | 16                             | 8                     | 4                  | 2                  |